# AKB48のグループ構成
AKB48のグループ構成（エーケービーフォーティーエイトのグループこうせい）では、日本の女性アイドルグループ・AKB48を構成する要素であるメンバー（研究生を含む）とチームに関して、メンバー構成およびチーム編成の推移を主に解説する。また、副次的に以下の事項についても解説する。
- ひまわり組公演、ばら組・ゆり組構想（「チーム」の枠を外した劇場公演の試み）
- シングル表題曲の選抜制度、カップリング曲のアンダーガールズ制度、センターポジション（「メンバー」の選抜）

## AKB48の構成
AKB48を構成する基本的な単位はチームであり、原則として正規メンバーはチームA、K、B、4、8のいずれかに在籍していた。2023年10月17日以降のAKB48はチーム制が休止となっている。正規メンバーの予備軍として研究生メンバーが在籍する。AKB48には、2025年6月16日時点で正規メンバーおよび研究生の合計で43名が所属している。2013年には「最大のポップグループ」としてギネス世界記録に登録されたほどの大規模グループであることが特徴の一つである。

## チーム編成

### チーム編成の概要
AKB48の発足当初は、ファン投票を反映して1軍24名、2軍24名ずつの計48名が昇格、降格を繰り返しながら公演を行っていくスタイル（チームKはチームAの2軍の扱い）を予定していたが、方針を変更して対等の立場のチームを複数擁する体制をとるようになった。チームの構成人数についても、発足時の20名から、チームの追加やメンバーの変遷を経て劇場公演の16名出演体制が定着し、チームの定員も16名とされるようになる。
2007年4月のチームBの1st公演を前にしてチームAからチームBに3名異動となり、初めてグループ名「AKB48」と同じチームA、K、Bの各チームメンバー16名計48名の体制になるが、正規メンバーの卒業や研究生の昇格で人数の変動を繰り返した。2012年11月の新チーム体制以降は、チームの人数を公演の定員以上に増やし、その中の16名が出演する形となったが、2017年から2018年にかけて、チームA、K、Bにおいて正規メンバーが16名を下回る時期があった。
2011年6月に新たにチーム4が結成されるが、2012年11月の新チーム体制で一旦消滅する。2013年8月、チーム4が再結成された。2014年4月には、従来のチームと異なる「会いに行く」をコンセプトとした各都道府県代表47名によるチーム8が結成された。

### メンバー構成の推移
これまで3回の正規メンバーオーディション（1期生から3期生）と17回の研究生オーディション（4期生以降）を実施している。その他、合同オーディションである『AKB48グループ ドラフト会議』を3回、『AKB48 Team 8 全国一斉オーディション』を1回、チーム8の補充メンバーオーディションを18回、台湾在住者を対象に行う『AKB48 台湾オーディション』を1回、30歳以上の大人の女性1名を選出する『大人AKB48 オーディション』を1回などを実施している。一部を除く全てのメンバーが、これらのオーディションに合格して加入している。
2005年 - 2006年 - 2007年 - 2008年 - 2009年 - 2010年 - 2011年 - 2012年 - 2013年 - 2014年 - 2015年 - 2016年 - 2017年 - 2018年 - 2019年 - 2020年 - 2021年 - 2022年 - 2023年 - 2024年 - 2025年
| 年月日    | 出来事 | 増減 | 合計 | 合計 | チーム別    | チーム別    | チーム別    | チーム別    | チーム別 | チーム別 | チーム別 | 加入期別人数変動                                                               |
| 年月日    | 出来事 | 増減 | 全   | 正   | A           | K           | B           | 4           | 8        | 研       | 他       | 加入期別人数変動                                                               |
| 2005年    | 出来事 | 増減 | 全   | 正   | A           | K           | B           | 4           | 8        | 研       | 他       | 加入期別人数変動                                                               |
| --------- | --- | ---- | ---- | ---- | ----------- | ----------- | ----------- | ----------- | -------- | -------- | -------- | ------------------------------------------------------------------------------ |
| 10月30日  | オープニングメンバーオーディションで候補者24名を選出 |      |      |      |             |             |             |             |          |          |          |                                                                                |
| 12月8日   | AKB48劇場オープン（1期生デビュー） | 20   | 20   | 20   | 20          |             |             |             |          |          |          | 1期生20人                                                                      |
| 2006年    | 出来事 | 増減 | 全   | 正   | A           | K           | B           | 4           | 8        | 研       | 他       | 加入期別人数変動                                                               |
| 1月22日   | 篠田麻里子がチームAに加入 | +1   | 21   | 21   | 21          |             |             |             |          |          |          | 1期生20人→21人                                                                 |
| 3月31日   | チームA 宇佐美友紀 卒業 | -1   | 20   | 20   | 20          |             |             |             |          |          |          | 1期生21人→20人                                                                 |
| 4月1日    | チームK（2期生）お披露目 | +17  | 37   | 37   | 20          | 17          |             |             |          |          |          | 2期生17人                                                                      |
| 6月17日   | チームK 上村彩子 脱退 | -1   | 36   | 36   | 20          | 16          |             |             |          |          |          | 2期生17人→16人                                                                 |
| 12月9日   | チームB候補生（3期生）お披露目 | +18  | 54   | 54   | 20          | 16          | 18          |             |          |          |          | 3期生18人                                                                      |
| 12月19日  | チームB候補生 磯怜奈・大塚亜季・坂田涼・藤島マリアチカ・堀江聖夏 辞退 | -5   | 49   | 49   | 20          | 16          | 13          |             |          |          |          | 3期生18人→13人                                                                 |
| 2007年    | 出来事 | 増減 | 全   | 正   | A           | K           | B           | 4           | 8        | 研       | 他       | 加入期別人数変動                                                               |
| 1月25日   | チームA 折井あゆみ 卒業 | -1   | 48   | 48   | 19          | 16          | 13          |             |          |          |          | 1期生20人→19人                                                                 |
| 2月25日   | チームA 浦野一美・平嶋夏海・渡邊志穂 チームBへ異動 |      | 48   | 48   | 16          | 16          | 16          |             |          |          |          |                                                                                |
| 4月8日    | チームB 1st公演初日 |      | 48   | 48   | 16          | 16          | 16          |             |          |          |          |                                                                                |
| 6月16日   | 4期生お披露目 |      | 66   | 48   | 16          | 16          | 16          |             |          | (18)     |          | 4期生18人                                                                      |
| 6月22日   | チームK 今井優・高田彩奈 卒業 | -2   | 64   | 46   | 16          | 14          | 16          |             |          | (18)     |          | 2期生16人→14人                                                                 |
| 6月26日   | チームA 星野みちる 卒業 | -1   | 63   | 45   | 15          | 14          | 16          |             |          | (18)     |          | 1期生19人→18人                                                                 |
| 7月1日    | ひまわり組初回公演 |      | 63   | 45   | 15          | 14          | 16          |             |          | (18)     |          |                                                                                |
| 10月2日   | チームB 渡邊志穂 卒業 | -1   | 62   | 44   | 15          | 14          | 15          |             |          | (18)     |          | 1期生18人→17人                                                                 |
| 10月7日   | 劇場の壁掛け写真に研究生5名を追加 |      | 62   | 44   | 15          | 14          | 15          |             |          | 5 (18)   |          |                                                                                |
| 11月15日  | 研究生 飯沼友里奈・金子智美・小塚里菜・吉岡沙葵・渡辺茉莉絵 辞退 |      | 57   | 44   | 15          | 14          | 15          |             |          | 5 (13)   |          | 4期生18人→13人                                                                 |
| 11月26日  | 研究生 出口陽 卒業 |      | 56   | 44   | 15          | 14          | 15          |             |          | 4 (12)   |          | 4期生13人→12人                                                                 |
| 11月30日  | チームA 増山加弥乃 卒業 | -1   | 55   | 43   | 14          | 14          | 15          |             |          | 4 (12)   |          | 1期生17人→16人                                                                 |
| 12月8日   | ひまわり組2nd公演初日、5期生お披露目 |      | 67   | 43   | 14          | 14          | 15          |             |          | 4 (24)   |          | 5期生12人                                                                      |
| 2008年    | 出来事 | 増減 | 全   | 正   | A           | K           | B           | 4           | 8        | 研       | 他       | 加入期別人数変動                                                               |
| 2月3日    | 研究生 佐伯美香 チームB昇格 | +1   | 67   | 44   | 14          | 14          | 16          |             |          | 3 (23)   |          |                                                                                |
| 3月4日    | 研究生 倉持明日香 チームK昇格 / 公式サイトに研究生追加 | +1   | 67   | 45   | 14          | 15          | 16          |             |          | 8 (22)   |          |                                                                                |
| 3月24日   | 研究生 成瀬理沙 チームK昇格 | +1   | 67   | 46   | 14          | 16          | 16          |             |          | 7 (21)   |          |                                                                                |
| 3月26日   | 研究生 藤江れいな チームA昇格 | +1   | 67   | 47   | 15          | 16          | 16          |             |          | 6 (20)   |          |                                                                                |
| 4月15日   | 研究生 佐藤亜美菜 チームA昇格 | +1   | 67   | 48   | 16          | 16          | 16          |             |          | 5 (19)   |          |                                                                                |
| 4月28日   | 6期生お披露目 |      | 71   | 48   | 16          | 16          | 16          |             |          | 5 (23)   |          | 6期生4人                                                                       |
| 7月7日    | 公式サイトに研究生追加 |      | 71   | 48   | 16          | 16          | 16          |             |          | 19 (23)  |          |                                                                                |
| 7月13日   | 研究生 宮崎美穂 チームA昇格 | +1   | 71   | 49   | 17          | 16          | 16          |             |          | 18 (22)  |          |                                                                                |
| 7月30日   | 研究生 北原里英 チームA昇格 | +1   | 71   | 50   | 18          | 16          | 16          |             |          | 17 (21)  |          |                                                                                |
| 7月31日   | 研究生 西澤沙羅 辞退 |      | 70   | 50   | 18          | 16          | 16          |             |          | 17 (20)  |          | 6期生4人→3人                                                                   |
| 8月2日    | 研究生 指原莉乃 チームB昇格 | +1   | 70   | 51   | 18          | 16          | 17          |             |          | 16 (19)  |          |                                                                                |
| 8月5日    | 研究生 仁藤萌乃 チームB昇格 | +1   | 70   | 52   | 18          | 16          | 18          |             |          | 15 (18)  |          |                                                                                |
| 8月14日   | チームB 菊地彩香 解雇 | -1   | 69   | 51   | 18          | 16          | 17          |             |          | 15 (18)  |          | 3期生13人→12人                                                                 |
| 8月26日   | 研究生 中西優香 卒業（SKE48へ移籍） |      | 68   | 51   | 18          | 16          | 17          |             |          | 14 (17)  |          | 4期生12人→11人                                                                 |
| 8月31日付 | 研究生 片野友里恵 辞退 |      | 67   | 51   | 18          | 16          | 17          |             |          | 14 (16)  |          | 6期生3人→2人                                                                   |
| 9月29日   | チームB 井上奈瑠 卒業 | -1   | 66   | 50   | 18          | 16          | 16          |             |          | 14 (16)  |          | 3期生12人→11人                                                                 |
| 10月19日  | 研究生 中田ちさと チームA昇格 | +1   | 66   | 51   | 19          | 16          | 16          |             |          | 13 (15)  |          |                                                                                |
| 10月20日  | 公式サイトに研究生2名追加 |      | 66   | 51   | 19          | 16          | 16          |             |          | 15       |          |                                                                                |
| 11月23日  | チームA 大江朝美・駒谷仁美・戸島花・中西里菜・成田梨紗 卒業 | -5   | 61   | 46   | 14          | 16          | 16          |             |          | 15       |          | 1期生16人→11人                                                                 |
| 12月29日  | 研究生 高城亜樹 チームA昇格 | +1   | 61   | 47   | 15          | 16          | 16          |             |          | 14       |          |                                                                                |
| 2009年    | 出来事 | 増減 | 全   | 正   | A           | K           | B           | 4           | 8        | 研       | 他       | 加入期別人数変動                                                               |
| 1月18日   | 研究生 有馬優茄・鈴木菜絵・冨田麻友・畑山亜梨紗・藤本紗羅・村中聡美 卒業（セレクション審査不合格） 7期生お披露目 |      | 65   | 47   | 15          | 16          | 16          |             |          | 18       |          | 4期生11人→8人 5期生12人→9人 7期生10人                                          |
| 1月24日   | 研究生 小原春香 チームB昇格 | +1   | 65   | 48   | 15          | 16          | 17          |             |          | 17       |          |                                                                                |
| 1月25日   | チームB 早乙女美樹 研究生降格 | -1   | 65   | 47   | 15          | 16          | 16          |             |          | 18       |          |                                                                                |
| 1月29日   | 研究生 中塚智実 チームB昇格 | +1   | 65   | 48   | 15          | 16          | 17          |             |          | 17       |          |                                                                                |
| 2月1日    | チームB 野口玲菜・松岡由紀 卒業 | -2   | 63   | 46   | 15          | 16          | 15          |             |          | 17       |          | 3期生11人→9人                                                                  |
| 2月27日   | チームA 川崎希 卒業 | -1   | 62   | 45   | 14          | 16          | 15          |             |          | 17       |          | 1期生11人→10人                                                                 |
| 3月26日   | 研究生 近野莉菜 チームK昇格 | +1   | 62   | 46   | 14          | 17          | 15          |             |          | 16       |          |                                                                                |
| 4月18日   | 研究生 早乙女美樹 卒業 |      | 61   | 46   | 14          | 17          | 15          |             |          | 15       |          | 3期生9人→8人                                                                   |
| 4月26日   | チームA 大島麻衣・チームK 早野薫・研究生 瓜屋茜 卒業 | -2   | 58   | 44   | 13          | 16          | 15          |             |          | 14       |          | 1期生10人→9人 2期生14人→13人 4期生8人→7人                                      |
| 5月24日   | チームK 成瀬理沙 卒業 | -1   | 57   | 43   | 13          | 15          | 15          |             |          | 14       |          | 4期生7人→6人                                                                   |
| 5月26日   | 8期生合格メンバー発表 |      | 72   | 43   | 13          | 15          | 15          |             |          | 14 (29)  |          | 8期生15人                                                                      |
| 6月9日    | 研究生 上遠野瑞穂 卒業 |      | 71   | 43   | 13          | 15          | 15          |             |          | 13 (28)  |          | 7期生10人→9人                                                                  |
| 7月14日   | 研究生 小松瑞希 辞退 |      | 70   | 43   | 13          | 15          | 15          |             |          | 13 (27)  |          | 8期生15人→14人                                                                 |
| 7月18日   | 研究生 林彩乃 辞退 |      | 69   | 43   | 13          | 15          | 15          |             |          | 26       |          | 7期生9人→8人                                                                   |
| 7月25日   | 研究生 西川七海 解雇 |      | 68   | 43   | 13          | 15          | 15          |             |          | 25       |          | 8期生14人→13人                                                                 |
| 8月23日   | チームB 佐伯美香 卒業 | -1   | 67   | 42   | 13          | 15          | 14          |             |          | 25       |          | 4期生6人→5人                                                                   |
| 8月31日   | 研究生 鈴木紫帆里 辞退 |      | 66   | 42   | 13          | 15          | 14          |             |          | 24       |          | 7期生8人→7人                                                                   |
| 11月14日  | 9期生合格メンバー発表 |      | 80   | 42   | 13          | 15          | 14          |             |          | 24 (38)  |          | 9期生14人                                                                      |
| 12月4日   | 研究生 浅居円・石井彩夏・石部郁・郭グレース・小水七海・坂本莉央・杉山未来・冨手麻妙・三木にこる・村中聡美 卒業（セレクション審査不合格） |      | 70   | 42   | 13          | 15          | 14          |             |          | 28       |          | 8期生13人→3人                                                                  |
| 2010年    | 出来事 | 増減 | 全   | 正   | A           | K           | B           | 4           | 8        | 研       | 他       | 加入期別人数変動                                                               |
| 1月6日    | 研究生 伊藤彩夏 辞退 |      | 69   | 42   | 13          | 15          | 14          |             |          | 27       |          | 9期生14人→13人                                                                 |
| 2月1日付  | 研究生 今井悠理枝 辞退 |      | 68   | 42   | 13          | 15          | 14          |             |          | 26       |          | 8期生3人→2人                                                                   |
| 2月21日   | チームK 大堀恵・野呂佳代 卒業（ともにSDN48へ移籍） | -2   | 66   | 40   | 13          | 13          | 14          |             |          | 26       |          | 2期生13人→11人                                                                 |
| 3月12日   | 研究生 内田眞由美・菊地あやか・野中美郷・松井咲子 チームK昇格 チームA 板野友美・藤江れいな・峯岸みなみ・チームB 田名部生来・中塚智実・仁藤萌乃・米沢瑠美 新チームKと兼任 | +4   | 66   | 44   | 14          | 16          | 14          |             |          | 15 (22)  |          |                                                                                |
| 4月16日   | チームB 浦野一美・小原春香 卒業（ともにSDN48へ移籍） チームK 田名部・中塚・仁藤・米沢 兼任終了 | -2   | 64   | 42   | 14          | 16          | 12          |             |          | 15 (22)  |          | 1期生9人→8人 5期生9人→8人                                                      |
| 5月21日   | 研究生 石田晴香・小森美果・佐藤すみれ・鈴木まりや チームB昇格 チームA 北原里英・佐藤亜美菜・宮崎美穂 新チームBと兼任 | +4   | 64   | 46   | 14          | 16          | 16          |             |          | 15 (18)  |          |                                                                                |
| 5月27日   | チームA 佐藤由加理 卒業（SDN48へ移籍） チームK 板野友美・藤江れいな・峯岸みなみ・チームB 北原里英・佐藤亜美菜・宮崎美穂 兼任終了 | -1   | 63   | 45   | 13          | 16          | 16          |             |          | 15 (18)  |          | 1期生8人→7人                                                                   |
| 6月20日   | 研究生 石黒貴己・絹本桃子・藤本紗羅 卒業（セレクション審査不合格）、高松恵理 辞退 |      | 59   | 45   | 13          | 16          | 16          |             |          | 11 (14)  |          | 9期生13人→9人                                                                  |
| 6月24日   | 公式サイトに10期生追加 |      | 69   | 45   | 13          | 16          | 16          |             |          | 21 (24)  |          | 10期生10人                                                                     |
| 7月6日    | 研究生 植木あさ香 辞退 |      | 68   | 45   | 13          | 16          | 16          |             |          | 20 (23)  |          | 8期生2人→1人                                                                   |
| 7月27日   | 研究生 岩佐美咲・大家志津香・前田亜美 チームA昇格（組閣完了） | +3   | 68   | 48   | 16          | 16          | 16          |             |          | 20       |          |                                                                                |
| 9月27日   | チームK 小野恵令奈 卒業 | -1   | 67   | 47   | 16          | 15          | 16          |             |          | 20       |          | 2期生11人→10人                                                                 |
| 10月5日   | 研究生 岩崎仁美・佐野友里子 卒業（セレクション審査不合格） |      | 65   | 47   | 16          | 15          | 16          |             |          | 18       |          | 8期生1人→0人 10期生10人→9人                                                    |
| 10月10日  | 研究生 横山由依 チームK昇格 11期生お披露目 | +1   | 75   | 48   | 16          | 16          | 16          |             |          | 17 (27)  |          | 11期生10人                                                                     |
| 10月23日  | 研究生 豊田早姫 辞退 |      | 74   | 48   | 16          | 16          | 16          |             |          | 17 (26)  |          | 11期生10人→9人                                                                 |
| 10月27日  | 研究生 岡﨑ちなみ 辞退 |      | 73   | 48   | 16          | 16          | 16          |             |          | 17 (25)  |          | 11期生9人→8人                                                                  |
| 12月3日   | 研究生 川上麻里奈 辞退 |      | 72   | 48   | 16          | 16          | 16          |             |          | 17 (24)  |          | 11期生8人→7人                                                                  |
| 12月8日   | 研究生 大場美奈・島崎遥香・島田晴香・竹内美宥・永尾まりや・中村麻里子・森杏奈・山内鈴蘭が正規メンバー昇格（チーム配属は据置き） | +8   | 72   | 56   | 16          | 16          | 16          |             |          | 9 (16)   |          |                                                                                |
| 12月10日  | 公式サイトに11期生追加 |      | 72   | 56   | 16          | 16          | 16          |             |          | 16       |          |                                                                                |
| 2011年    | 出来事 | 増減 | 全   | 正   | A           | K           | B           | 4           | 8        | 研       | 他       | 加入期別人数変動                                                               |
| 2月12日   | 研究生 仲俣汐里が正規メンバー昇格（チーム配属は据置き） | +1   | 72   | 57   | 16          | 16          | 16          |             |          | 15       |          |                                                                                |
| 2月20日   | 研究生 金沢有希辞退 |      | 71   | 57   | 16          | 16          | 16          |             |          | 14       |          | 10期生9人→8人                                                                  |
| 5月21日   | 研究生 鈴木紫帆里 チームB昇格 | +1   | 71   | 58   | 16          | 16          | 17          |             |          | 13       |          |                                                                                |
| 5月22日   | 12期生お披露目 |      | 80   | 58   | 16          | 16          | 17          |             |          | 13 (22)  |          | 12期生9人                                                                      |
| 5月28日   | 公式サイトに12期生追加 |      | 80   | 58   | 16          | 16          | 17          |             |          | 22       |          |                                                                                |
| 5月29日   | 研究生 市川美織が正規メンバー昇格（チーム配属は据置き） | +1   | 80   | 59   | 16          | 16          | 17          |             |          | 21       |          |                                                                                |
| 6月6日    | 研究生のまま据置かれていた正規メンバーによりチーム4結成 |      | 80   | 59   | 16          | 16          | 17          | 10          |          | 21       |          |                                                                                |
| 6月11日   | 江口愛実（CG人物）が加入 |      | 81   | 59   | 16          | 16          | 17          | 10          |          | 21 (22)  |          | 12.5期生1人                                                                    |
| 6月14日   | 公式サイトに江口愛実 追加 |      | 81   | 59   | 16          | 16          | 17          | 10          |          | 22       |          |                                                                                |
| 6月19日   | チームB 奥真奈美 卒業 研究生 牛窪紗良・山口菜有 辞退 | -1   | 78   | 58   | 16          | 16          | 16          | 10          |          | 20       |          | 2期生10人→9人 11期生7人→5人                                                    |
| 7月23日   | 研究生 阿部マリア・入山杏奈 チーム4昇格 | +2   | 78   | 60   | 16          | 16          | 16          | 12          |          | 18       |          |                                                                                |
| 9月2日    | チーム4 森杏奈 辞退 | -1   | 77   | 59   | 16          | 16          | 16          | 11          |          | 18       |          | 9期生9人→8人                                                                   |
| 12月8日   | 13期生お披露目 |      | 93   | 59   | 16          | 16          | 16          | 11          |          | 18 (34)  |          | 13期生16人                                                                     |
| 12月9日   | 公式サイトに13期生追加 |      | 93   | 59   | 16          | 16          | 16          | 11          |          | 34       |          |                                                                                |
| 2012年    | 出来事 | 増減 | 全   | 正   | A           | K           | B           | 4           | 8        | 研       | 他       | 加入期別人数変動                                                               |
| 2月5日    | チームK 米沢瑠美、チームB 平嶋夏海 辞退 | -2   | 91   | 57   | 16          | 15          | 15          | 11          |          | 34       |          | 1期生7人→6人 3期生8人→7人                                                      |
| 3月24日   | 研究生 岩田華怜・加藤玲奈・川栄李奈・高橋朱里・田野優花 チーム4昇格 SKE48チームS 松井珠理奈 チームKと期間限定兼任開始 NMB48チームN 渡辺美優紀 チームBと期間限定兼任開始 | +7   | 93   | 64   | 16          | 16          | 16          | 16          |          | 29       |          |                                                                                |
| 3月31日   | 研究生 鈴木里香 辞退 |      | 92   | 64   | 16          | 16          | 16          | 16          |          | 28       |          | 12期生9人→8人                                                                  |
| 6月16日   | チームA 指原莉乃 HKT48へ移籍 | -1   | 91   | 63   | 15          | 16          | 16          | 16          |          | 28       |          | 5期生8人→7人                                                                   |
| 6月24日   | 研究生 伊豆田莉奈・小嶋菜月・小林茉里奈・名取稚菜・藤田奈那・森川彩香 昇格（チーム配属は据置き） | +6   | 91   | 69   | 15          | 16          | 16          | 16          |          | 22       |          |                                                                                |
| 7月9日    | 14期生お披露目 |      | 97   | 69   | 15          | 16          | 16          | 16          |          | 22 (28)  |          | 14期生6人                                                                      |
| 7月14日   | 公式サイトに14期生追加 |      | 97   | 69   | 15          | 16          | 16          | 16          |          | 28       |          |                                                                                |
| 8月5日    | 研究生 雨宮舞夏・北汐莉・長谷川晴奈・森山さくら・渡邊寧々 卒業（セレクション審査不合格） |      | 92   | 69   | 15          | 16          | 16          | 16          |          | 23       |          | 13期生16人→11人                                                                |
| 8月24日   | 研究生 大島涼花・武藤十夢・光宗薫 昇格発表 |      | 92   | 69   | 15          | 16          | 16          | 16          |          | 23       |          |                                                                                |
| 8月27日   | チームA 前田敦子 卒業 | -1   | 91   | 68   | 14          | 16          | 16          | 16          |          | 23       |          | 1期生6人→5人                                                                   |
| 10月6日   | 研究生 サイード横田絵玲奈 辞退 |      | 90   | 68   | 14          | 16          | 16          | 16          |          | 22       |          | 12期生8人→7人                                                                  |
| 10月24日  | 昇格メンバー 光宗薫 辞退 | -1   | 89   | 68   | 14          | 16          | 16          | 16          |          | 21       |          | 13期生11人→10人                                                                |
| 11月1日   | 新チーム体制に再編 SKE48チームKII 石田安奈 チームBとの兼任開始 NMB48チームN 小谷里歩 チームAとの兼任開始 チームA 多田愛佳 HKT48へ移籍 チームA 高城亜樹・仲川遥香 JKT48へ移籍 チームK 宮澤佐江・チームB 鈴木まりや SNH48へ移籍 | -1   | 86   | 67   | 22          | 22          | 23          | -           |          | 19       |          | 2期生9人→8人 3期生7人→5人 6期生2人→1人 7期生7人→6人                            |
| 11月30日  | チームA 佐藤夏希 卒業 | -1   | 85   | 66   | 21          | 22          | 23          | -           |          | 19       |          | 2期生8人→7人                                                                   |
| 12月17日  | チームK 増田有華 辞退 | -1   | 84   | 65   | 21          | 21          | 23          | -           |          | 19       |          | 2期生7人→6人                                                                   |
| 2013年    | 出来事 | 増減 | 全   | 正   | A           | K           | B           | 4           | 8        | 研       | 他       | 加入期別人数変動                                                               |
| 2月1日    | チームB 峯岸みなみ 研究生降格 | -1   | 84   | 64   | 21          | 21          | 22          | -           |          | 20       |          |                                                                                |
| 3月6日    | チームK 仲谷明香 卒業 | -1   | 83   | 63   | 21          | 20          | 22          | -           |          | 20       |          | 3期生5人→4人                                                                   |
| 4月28日   | チームA 仁藤萌乃 卒業 チームA 小谷里歩・チームB 石田安奈 兼任解除 研究生 佐々木優佳里 チームA昇格 研究生 平田梨奈 チームK昇格 研究生 大森美優 チームB昇格 NMB48チームM 矢倉楓子・HKT48チームH 兒玉遥・SNH48 鈴木まりや チームAとの兼任開始 SKE48チームE 古畑奈和・SNH48 宮澤佐江 チームKとの兼任開始 JKT48チームJ 高城亜樹 チームBとの兼任開始 | +6   | 86   | 69   | 23          | 23          | 23          | -           |          | 17       |          | 2期生6人→7人 5期生7人→6人 6期生1人→2人 7期生6人→7人                            |
| 5月3日    | チームA 河西智美 卒業 | -1   | 85   | 68   | 22          | 23          | 23          | -           |          | 17       |          | 2期生7人→6人                                                                   |
| 5月8日    | 研究生 江口愛実 公式サイトから削除 15期生合格メンバー発表 |      | 92   | 68   | 22          | 23          | 23          | -           |          | 16 (24)  |          | 12.5期生1人→0人 15期生8人                                                      |
| 6月5日    | 公式サイトに15期生追加 |      | 92   | 68   | 22          | 23          | 23          | -           |          | 24       |          |                                                                                |
| 6月18日   | JKT48チームJ 野澤玲奈（レナ・ノザワ） AKB48との兼任発表（チーム配属は据置き） | +1   | 93   | 69   | 22          | 23          | 23          | -           |          | 24       |          |                                                                                |
| 6月24日   | チームK 宮澤佐江 兼任解除 | -1   | 92   | 68   | 22          | 22          | 23          | -           |          | 24       |          | 2期生6人→5人                                                                   |
| 7月7日    | チームA 中塚智実、チームK 松原夏海、チームB 小森美果 卒業 | -3   | 89   | 65   | 21          | 21          | 22          | -           |          | 24       |          | 2期生5人→4人 5期生6人→5人 7期生7人→6人                                         |
| 7月22日   | チームA 篠田麻里子 卒業 | -1   | 88   | 64   | 20          | 21          | 22          | -           |          | 24       |          | 1期生5人→4人                                                                   |
| 8月24日   | 研究生 相笠萌・岩立沙穂・内山奈月・梅田綾乃・岡田彩花・岡田奈々・北澤早紀・小嶋真子・篠崎彩奈・髙島祐利奈・西野未姫・橋本耀・前田美月・峯岸みなみ・村山彩希・茂木忍 昇格 昇格メンバーによりチーム4再結成 | +16  | 88   | 80   | 20          | 21          | 22          | 16          |          | 8        |          |                                                                                |
| 8月27日   | チームK 板野友美 卒業 | -1   | 87   | 79   | 20          | 20          | 22          | 16          |          | 8        |          | 1期生4人→3人                                                                   |
| 8月28日   | チームK 秋元才加 卒業 | -1   | 86   | 78   | 20          | 19          | 22          | 16          |          | 8        |          | 2期生4人→3人                                                                   |
| 9月1日    | 野澤玲奈 チームK配属 |      | 86   | 78   | 20          | 20          | 22          | 16          |          | 8        |          |                                                                                |
| 9月23日   | チームA 仲俣汐里 卒業 | -1   | 85   | 77   | 19          | 20          | 22          | 16          |          | 8        |          | 10期生8人→7人                                                                  |
| 10月28日  | 仮研究生 大川莉央・達家真姫宝 15期研究生としてお披露目 | +2   | 87   | 77   | 19          | 20          | 22          | 16          |          | 10       |          | 15期生8人→10人                                                                 |
| 2014年    | 出来事 | 増減 | 全   | 正   | A           | K           | B           | 4           | 8        | 研       | 他       | 加入期別人数変動                                                               |
| 2月20日   | チームK 後藤萌咲・下口ひなな 正式登録 | +2   | 89   | 79   | 19          | 22          | 22          | 16          |          | 10       |          | ドラフト1期生2人                                                               |
| 2月24日   | 研究生 市川愛美・大川莉央・大和田南那・込山榛香・佐藤妃星・達家真姫宝・土保瑞希・福岡聖菜・向井地美音・湯本亜美 昇格発表 |      | 89   | 79   | 19          | 22          | 22          | 16          |          | 10       |          |                                                                                |
| 2月26日   | チームA 西山怜那・田北香世子 正式登録 | +2   | 91   | 81   | 21          | 22          | 22          | 16          |          | 10       |          | ドラフト1期生2人→4人                                                           |
| 3月7日    | チームB 川本紗矢・横島亜衿 正式登録 | +2   | 93   | 83   | 21          | 22          | 24          | 16          |          | 10       |          | ドラフト1期生4人→6人                                                           |
| 4月3日    | チーム8お披露目 | +47  | 140  | 130  | 21          | 22          | 24          | 16          | 47       | 10       |          | チーム8結成メンバー47人                                                        |
| 4月14日   | 仮研究生 飯野雅・谷口めぐ 15期研究生としてお披露目 |      | 142  | 130  | 21          | 22          | 24          | 16          | 47       | 12       |          | 15期生10人→12人                                                                |
| 4月17日   | 大人AKB48 塚本まり子お披露目 | +1   | 143  | 131  | 21          | 22          | 24          | 16          | 47       | 12       | 1        |                                                                                |
| 4月24日   | 新チーム体制に再編 NMB48チームNから小笠原茉由がチームBへ移籍 HKT48チームHから中西智代梨がチームAへ移籍 SKE48チームSから木﨑ゆりあがチーム4へ移籍 高城亜樹・野澤玲奈がJKT48より移籍（JKT48の兼任解除） HKT48チームKIV 宮脇咲良 チームAとの兼任開始 NMB48チームN 山本彩 チームKとの兼任開始 HKT48チームKIV 朝長美桜 チームBとの兼任開始 乃木坂46 生駒里奈 交換留学によりチームBへ配属 NMB48チームN 小谷里歩・NMB48チームBII 渋谷凪咲 チーム4との兼任開始 チームB 渡辺美優紀兼任解除 チームA 佐藤すみれ・チームB 大場美奈・山内鈴蘭 SKE48へ移籍 チームB 市川美織・梅田彩佳・藤江れいな NMB48へ移籍 チームK 近野莉菜 JKT48へ移籍 | +11  | 144  | 142  | 23          | 21          | 23          | 23          | 47       | 2        | 1        | 2期生3人→2人 4期生5人→4人 5期生5人→4人 7期生6人→5人 9期生8人→6人 10期生7人→6人 |
| 6月9日    | 大島優子 卒業 | -1   | 143  | 141  | 23          | 21          | 23          | 23          | 47       | 2        | 1        | 2期生2人→1人                                                                   |
| 6月18日   | チーム8 奥洞千捺 卒業 | -1   | 142  | 140  | 23          | 21          | 23          | 23          | 46       | 2        | 1        | チーム8結成メンバー47人→46人                                                   |
| 6月29日   | 佐藤亜美菜 卒業 | -1   | 141  | 139  | 23          | 21          | 23          | 23          | 46       | 2        | 1        | 4期生4人→3人                                                                   |
| 7月27日   | チーム8 服部有菜 お披露目 | +1   | 142  | 140  | 23          | 21          | 23          | 23          | 47       | 2        | 1        |                                                                                |
| 9月1日    | 大人AKB48 塚本まり子 卒業 | -1   | 141  | 139  | 23          | 21          | 23          | 23          | 47       | 2        | -        |                                                                                |
| 9月29日   | チームA 片山陽加 卒業 | -1   | 140  | 138  | 22          | 21          | 23          | 23          | 47       | 2        | -        | 3期生4人→3人                                                                   |
| 9月23日   | 菊地あやか、野中美郷 卒業 | -2   | 138  | 136  | 22          | 21          | 23          | 23          | 47       | 2        | -        | 6期生2人→1人 7期生5人→4人                                                      |
| 10月3日   | 研究生 飯野雅・谷口めぐ チームA昇格 | +2   | 138  | 138  | 24          | 21          | 23          | 23          | 47       | -        | -        |                                                                                |
| 10月27日  | 公式サイトにバイトAKB追加 |      | 187  | 138  | 24          | 21          | 23          | 23          | 47       | -        | 49       |                                                                                |
| 10月31日  | 公式サイトにバイトAKB 尾形穂菜美 追加 |      | 188  | 138  | 24          | 21          | 23          | 23          | 47       | -        | 50       |                                                                                |
| 12月27日  | チーム4 髙島祐利奈 卒業 | -1   | 187  | 137  | 24          | 21          | 23          | 22          | 47       | -        | 50       | 13期生10人→9人                                                                 |
| 2015年    | 出来事 | 増減 | 全   | 正   | A           | K           | B           | 4           | 8        | 研       | 他       | 加入期別人数変動                                                               |
| 1月26日   | チーム8 森脇由衣 卒業 | -1   | 186  | 136  | 24          | 21          | 23          | 22          | 46       | -        | 50       | チーム8結成メンバー46人→45人                                                   |
| 2月28日   | バイトAKB 契約満了 |      | 136  | 136  | 24          | 21          | 23          | 22          | 46       | -        | -        |                                                                                |
| 4月3日    | チーム8 吉田華恋 お披露目 | +1   | 137  | 137  | 24          | 21          | 23          | 22          | 47       | -        | -        |                                                                                |
| 5月14日   | チームB 生駒里奈 兼任解除 | -1   | 136  | 136  | 24          | 21          | 22          | 22          | 47       | -        | -        |                                                                                |
| 5月28日   | チーム4 小谷里歩 兼任解除 | -1   | 135  | 135  | 24          | 21          | 22          | 21          | 47       | -        | -        |                                                                                |
| 5月29日   | チームA 古畑奈和・矢倉楓子 兼任解除 | -2   | 133  | 133  | 22          | 21          | 22          | 21          | 47       | -        | -        |                                                                                |
| 5月30日   | チームA 森川彩香、チームK 鈴木紫帆里 卒業 | -2   | 131  | 131  | 21          | 20          | 22          | 21          | 47       | -        | -        | 11期生5人→3人                                                                  |
| 7月1日    | 公式サイトにドラフト研究生追加 |      | 138  | 131  | 21          | 20          | 22          | 21          | 47       | 7        | -        | ドラフト2期生7人                                                               |
| 8月4日    | チームA 川栄李奈 卒業 | -1   | 137  | 130  | 20          | 20          | 22          | 21          | 47       | 7        | -        | 11期生3人→2人                                                                  |
| 8月9日    | チームA 松井咲子、チームB 橋本耀、チーム4 小林茉里奈・土保瑞希・前田美月 卒業 | -5   | 132  | 125  | 19          | 20          | 21          | 18          | 47       | 7        | -        | 7期生4人→3人 10期生6人→5人 14期生6人→4人 15期生12人→11人                       |
| 8月17日   | チームB 倉持明日香 卒業 | -1   | 131  | 124  | 19          | 20          | 20          | 18          | 47       | 7        | -        | 4期生3人→2人                                                                   |
| 8月27日   | チームK 北原里英 NGT48へ移籍 | -1   | 130  | 123  | 19          | 19          | 20          | 18          | 47       | 7        | -        | 5期生4人→3人                                                                   |
| 9月1日    | 新チーム体制に再編 NMB48チームM 白間美瑠 チームAとの兼任開始 HKT48チームH 矢吹奈子 チームBとの兼任開始 SKE48チームS 北川綾巴 チーム4との兼任開始 NMB48チームBII 渡辺美優紀 チームBとの兼任再開 | +4   | 134  | 127  | 23 (1/1)    | 24 (1/2)    | 22 (1/3)    | 21 (0/1)    | 47       | 7 (7)    | -        | ドラフト2期生は研究生のまま。 公式サイトではチーム毎に再配置                   |
| 10月25日  | チームB 内田眞由美 卒業 | -1   | 133  | 126  | 23 (1/1)    | 24 (1/2)    | 21 (1/3)    | 21 (0/1)    | 47       | 7 (7)    | -        | 5期生3人→2人                                                                   |
| 12月15日  | 台湾オーディション合格者 馬嘉伶 お披露目 |      | 134  | 126  | 23 (1/1)    | 24 (1/2)    | 21 (1/3)    | 21 (0/1)    | 47       | 7 (8)    | -        |                                                                                |
| 12月23日  | チームA 西山怜那 卒業 | -1   | 133  | 125  | 22 (1/1)    | 24 (1/2)    | 21 (1/3)    | 21 (0/1)    | 47       | 7 (8)    | -        | ドラフト1期生6人→5人                                                           |
| 12月24日  | チームK 松井珠理奈 兼任解除 | -1   | 132  | 124  | 22 (1/1)    | 23 (1/2)    | 21 (1/3)    | 21 (0/1)    | 47       | 7 (8)    | -        |                                                                                |
| 2016年    | 出来事 | 増減 | 全   | 正   | A           | K           | B           | 4           | 8        | 研       | 他       | 加入期別人数変動                                                               |
| 2月10日   | チームAドラフト研究生 樋渡結依 チームA正規メンバーに昇格 | +1   | 132  | 125  | 22 (1/0)    | 23 (1/2)    | 21 (1/3)    | 21 (0/1)    | 47       | 6 (7)    | -        |                                                                                |
| 2月14日   | チーム4 名取稚菜 卒業 | -1   | 131  | 124  | 22 (1/0)    | 23 (1/2)    | 21 (1/3)    | 20 (0/1)    | 47       | 6 (7)    | -        | 11期生2人→1人                                                                  |
| 2月21日   | 台湾オーディション合格者 馬嘉伶 台湾留学生としてチームBに加入 チームB 内山奈月卒業 | ±0   | 130  | 124  | 22 (1/0)    | 23 (1/2)    | 21 (1/3)    | 20 (0/1)    | 47       | 6        | -        | 14期生4人→3人                                                                  |
| 3月20日   | 公式サイトにバイトAKBぱるる選抜追加 |      | 132  | 124  | 22 (1/0)    | 23 (1/2)    | 21 (1/3)    | 20 (0/1)    | 47       | 6        | 2        |                                                                                |
| 3月31日   | チームB 小林香菜 卒業 | -1   | 131  | 123  | 22 (1/0)    | 23 (1/2)    | 20 (1/3)    | 20 (0/1)    | 47       | 6        | 2        | 2期生1人→0人                                                                   |
| 4月3日    | チーム8 岩﨑萌花・藤村菜月 卒業 | -2   | 129  | 121  | 22 (1/0)    | 23 (1/2)    | 20 (1/3)    | 20 (0/1)    | 45       | 6        | 2        | チーム8結成メンバー45人→43人                                                   |
| 4月8日    | チームA 高橋みなみ 卒業 | -1   | 128  | 120  | 21 (1/0)    | 23 (1/2)    | 20 (1/3)    | 20 (0/1)    | 45       | 6        | 2        | 1期生3人→2人                                                                   |
| 5月1日    | チームK 高城亜樹・永尾まりや 卒業 | -2   | 126  | 118  | 21 (1/0)    | 21 (1/2)    | 20 (1/3)    | 20 (0/1)    | 45       | 6        | 2        | 6期生1人→0人 9期生6人→5人                                                      |
| 5月7日    | チーム8 山本亜依 卒業 | -1   | 125  | 117  | 21 (1/0)    | 21 (1/2)    | 20 (1/3)    | 20 (0/1)    | 44       | 6        | 2        | チーム8結成メンバー43人→42人                                                   |
| 5月21日   | チームA 岩田華怜、チームB 岩佐美咲 卒業 | -2   | 123  | 115  | 20 (1/0)    | 21 (1/2)    | 19 (1/3)    | 20 (0/1)    | 44       | 6        | 2        | 7期生3人→2人 12期生7人→6人                                                     |
| 5月26日   | チームK 山本彩 兼任解除 | -1   | 122  | 114  | 20 (1/0)    | 20 (1/2)    | 19 (1/3)    | 20 (0/1)    | 44       | 6        | 2        |                                                                                |
| 6月5日    | チームK 石田晴香 卒業 | -1   | 121  | 113  | 20 (1/0)    | 19 (1/2)    | 19 (1/3)    | 20 (0/1)    | 44       | 6        | 2        | 5期生2人→1人                                                                   |
| 6月10日   | 鈴木まりや、SNH48より移籍（AKB48専任） |      | 121  | 113  | 20 (1/0)    | 19 (1/2)    | 19 (1/3)    | 20 (0/1)    | 44       | 6        | 2        |                                                                                |
| 6月25日   | チーム8 歌田初夏・寺田美咲・野田陽菜乃 お披露目 | +3   | 124  | 116  | 20 (1/0)    | 19 (1/2)    | 19 (1/3)    | 20 (0/1)    | 47       | 6        | 2        |                                                                                |
| 8月9日    | チームB 渡辺美優紀 NMB48卒業に伴い兼任終了 | -1   | 123  | 115  | 20 (1/0)    | 19 (1/2)    | 18 (1/3)    | 20 (0/1)    | 47       | 6        | 2        |                                                                                |
| 8月10日   | バイトAKBぱるる選抜 契約終了 |      | 121  | 115  | 20 (1/0)    | 19 (1/2)    | 18 (1/3)    | 20 (0/1)    | 47       | 6        | -        |                                                                                |
| 8月24日   | チームA 平田梨奈 卒業 | -1   | 120  | 114  | 19 (1/0)    | 19 (1/2)    | 18 (1/3)    | 20 (0/1)    | 47       | 6        | -        | 12期生6人→5人                                                                  |
| 8月29日   | チームA 前田亜美 卒業 | -1   | 119  | 113  | 18 (1/0)    | 19 (1/2)    | 18 (1/3)    | 20 (0/1)    | 47       | 6        | -        | 7期生2人→1人                                                                   |
| 10月8日   | チーム8 北玲名・近藤萌恵里 卒業 | -2   | 117  | 111  | 18 (1/0)    | 19 (1/2)    | 18 (1/3)    | 20 (0/1)    | 45       | 6        | -        | チーム8結成メンバー42人→40人                                                   |
| 12月8日   | 16期生お披露目 |      | 136  | 111  | 18 (1/0)    | 19 (1/2)    | 18 (1/3)    | 20 (0/1)    | 45       | 25       | -        | 16期生19人                                                                     |
| 12月9日   | チーム8 髙橋彩香・平野ひかる お披露目 | +2   | 138  | 113  | 18 (1/0)    | 19 (1/2)    | 18 (1/3)    | 20 (0/1)    | 47       | 25       | -        |                                                                                |
| 12月24日  | チームA 小笠原茉由 卒業 | -1   | 137  | 112  | 17 (1/0)    | 19 (1/2)    | 18 (1/3)    | 20 (0/1)    | 47       | 25       | -        |                                                                                |
| 12月31日  | チームA 島崎遥香 卒業 | -1   | 136  | 111  | 16 (1/0)    | 19 (1/2)    | 18 (1/3)    | 20 (0/1)    | 47       | 25       | -        | 9期生5人→4人                                                                   |
| 2017年    | 出来事 | 増減 | 全   | 正   | A           | K           | B           | 4           | 8        | 研       | 他       | 加入期別人数変動                                                               |
| 1月29日   | チーム8 吉野未優 卒業 | -1   | 135  | 110  | 16 (1/0)    | 19 (1/2)    | 18 (1/3)    | 20 (0/1)    | 46       | 25       | -        | チーム8結成メンバー40人→39人                                                   |
| 3月18日   | チームA 大和田南那 卒業 | -1   | 134  | 109  | 15 (1/0)    | 19 (1/2)    | 18 (1/3)    | 20 (0/1)    | 46       | 25       | -        | 15期生11人→10人                                                                |
| 3月20日   | チーム8 山田杏華 お披露目 | +1   | 135  | 110  | 15 (1/0)    | 19 (1/2)    | 18 (1/3)    | 20 (0/1)    | 47       | 25       | -        |                                                                                |
| 3月21日   | チームK 相笠萌 卒業 | -1   | 134  | 109  | 15 (1/0)    | 18 (1/2)    | 18 (1/3)    | 20 (0/1)    | 47       | 25       | -        | 13期生9人→8人                                                                  |
| 3月22日   | チームB 梅田綾乃 卒業 | -1   | 133  | 108  | 15 (1/0)    | 18 (1/2)    | 17 (1/3)    | 20 (0/1)    | 47       | 25       | -        | 13期生8人→7人                                                                  |
| 3月27日   | チーム4 西野未姫 卒業 | -1   | 132  | 107  | 15 (1/0)    | 18 (1/2)    | 17 (1/3)    | 19 (0/1)    | 47       | 25       | -        | 14期生3人→2人                                                                  |
| 3月30日   | チームA 中村麻里子 卒業 | -1   | 131  | 106  | 14 (1/0)    | 18 (1/2)    | 17 (1/3)    | 19 (0/1)    | 47       | 25       | -        | 9期生4人→3人                                                                   |
| 3月31日   | 研究生 野口菜々美 辞退 |      | 130  | 106  | 14 (1/0)    | 18 (1/2)    | 17 (1/3)    | 19 (0/1)    | 47       | 24       | -        | 16期生19人→18人                                                                |
| 4月11日   | チームB ドラフト研究生 高橋希良 卒業 |      | 129  | 106  | 14 (1/0)    | 18 (1/2)    | 16 (1/2)    | 19 (0/1)    | 47       | 23       | -        | ドラフト2期生7人→6人                                                           |
| 4月19日   | チームA 小嶋陽菜 卒業 | -1   | 128  | 105  | 13 (1/0)    | 18 (1/2)    | 16 (1/2)    | 19 (0/1)    | 47       | 23       | -        | 1期生2人→1人                                                                   |
| 4月24日   | チームK 中田ちさと 卒業 | -1   | 127  | 104  | 13 (1/0)    | 17 (1/2)    | 16 (1/2)    | 19 (0/1)    | 47       | 23       | -        | 4期生2人→1人                                                                   |
| 5月13日   | チーム8 福地礼奈 卒業 | -1   | 126  | 103  | 13 (1/0)    | 17 (1/2)    | 16 (1/2)    | 19 (0/1)    | 46       | 23       | -        | チーム8結成メンバー39人→38人                                                   |
| 6月5日    | チームB 横島亜衿 卒業 | -1   | 125  | 102  | 13 (1/0)    | 17 (1/2)    | 15 (1/2)    | 19 (0/1)    | 46       | 23       | -        | ドラフト1期生5人→4人                                                           |
| 6月8日    | チームB 大島涼花 卒業 | -1   | 124  | 101  | 13 (1/0)    | 17 (1/2)    | 14 (1/2)    | 19 (0/1)    | 46       | 23       | -        | 13期生7人→6人                                                                  |
| 6月10日   | チームK 鈴木まりや 卒業 | -1   | 123  | 100  | 13 (1/0)    | 16 (1/2)    | 14 (1/2)    | 19 (0/1)    | 46       | 23       | -        | 7期生1人→0人                                                                   |
| 6月22日   | チーム4 岡田彩花 卒業 | -1   | 122  | 99   | 13 (1/0)    | 16 (1/2)    | 14 (1/2)    | 18 (0/1)    | 46       | 23       | -        | 13期生6人→5人                                                                  |
| 6月24日   | チーム8 谷優里 卒業 | -1   | 121  | 98   | 13 (1/0)    | 16 (1/2)    | 14 (1/2)    | 18 (0/1)    | 45       | 23       | -        | チーム8結成メンバー38人→37人                                                   |
| 7月2日    | チーム4 伊豆田莉奈 BNK48へ移籍 チーム8 濵松里緒菜 卒業 | -2   | 119  | 96   | 13 (1/0)    | 16 (1/2)    | 14 (1/2)    | 17 (0/1)    | 44       | 23       | -        | 10期生5人→4人 チーム8結成メンバー37人→36人                                     |
| 7月23日   | チームB 田名部生来 卒業 | -1   | 118  | 95   | 13 (1/0)    | 16 (1/2)    | 13 (1/2)    | 17 (0/1)    | 44       | 23       | -        | 3期生3人→2人                                                                   |
| 8月8日    | チーム8 川原美咲 お披露目 | +1   | 119  | 96   | 13 (1/0)    | 16 (1/2)    | 13 (1/2)    | 17 (0/1)    | 45       | 23       | -        |                                                                                |
| 8月13日   | チームK ドラフト研究生 野村奈央 卒業 |      | 118  | 96   | 13 (1/0)    | 15 (1/1)    | 13 (1/2)    | 17 (0/1)    | 45       | 22       | -        | ドラフト2期生6人→5人                                                           |
| 8月20日   | チーム8 阿部芽唯 卒業 | -1   | 117  | 95   | 13 (1/0)    | 15 (1/1)    | 13 (1/2)    | 17 (0/1)    | 44       | 22       | -        | チーム8結成メンバー36人→35人                                                   |
| 9月2日    | チーム8 奥本陽菜 お披露目 | +1   | 118  | 96   | 13 (1/0)    | 15 (1/1)    | 13 (1/2)    | 17 (0/1)    | 45       | 22       | -        |                                                                                |
| 9月10日   | チーム8 春本ゆき お披露目 | +1   | 119  | 97   | 13 (1/0)    | 15 (1/1)    | 13 (1/2)    | 17 (0/1)    | 46       | 22       | -        |                                                                                |
| 9月27日   | チームKドラフト研究生 久保怜音 チームK正規メンバーに昇格 チームBドラフト研究生 西川怜・山邊歩夢 チームB正規メンバーに昇格 チーム4ドラフト研究生 千葉恵里 チーム4正規メンバーに昇格 | +4   | 119  | 101  | 13 (1/0)    | 15 (1/0)    | 13 (1/0)    | 17 (0/0)    | 46       | 18       | -        |                                                                                |
| 9月30日   | チームB 木﨑ゆりあ 卒業 | -1   | 118  | 100  | 13 (1)      | 15 (1)      | 12 (1)      | 17          | 46       | 18       | -        |                                                                                |
| 11月13日  | チームK 島田晴香 卒業 | -1   | 117  | 99   | 13 (1)      | 14 (1)      | 12 (1)      | 17          | 46       | 18       | -        | 9期生3人→2人                                                                   |
| 11月19日  | チーム8 奥原妃奈子 お披露目 | +1   | 118  | 100  | 13 (1)      | 14 (1)      | 12 (1)      | 17          | 47       | 18       | -        |                                                                                |
| 12月1日   | チームK 阿部マリア TPE48へ移籍 | -1   | 117  | 99   | 13 (1)      | 13 (1)      | 12 (1)      | 17          | 47       | 18       | -        | 10期生4人→3人                                                                  |
| 12月8日   | 研究生 浅井七海・稲垣香織・鈴木くるみ・田口愛佳・田屋美咲・前田彩佳・武藤小麟・安田叶・山内瑞葵 昇格発表 |      | 117  | 99   | 13 (1)      | 13 (1)      | 12 (1)      | 17          | 47       | 18       | -        |                                                                                |
| 12月31日  | チームB 渡辺麻友 卒業 | -1   | 116  | 98   | 13 (1)      | 13 (1)      | 11 (1)      | 17          | 47       | 18       | -        | 3期生2人→1人                                                                   |
| 2018年    | 出来事 | 増減 | 全   | 正   | A           | K           | B           | 4           | 8        | 研       | 他       | 加入期別人数変動                                                               |
| 1月22日   | チーム4 飯野雅 卒業 | -1   | 115  | 97   | 13 (1)      | 13 (1)      | 11 (1)      | 16          | 47       | 18       | -        | 15期生10人→9人                                                                 |
| 2月18日   | チーム8 舞木香純 卒業 | -1   | 114  | 96   | 13 (1)      | 13 (1)      | 11 (1)      | 16          | 46       | 18       | -        | チーム8結成メンバー35人→34人                                                   |
| 3月3日    | ドラフト3期生 お披露目 |      | 132  | 96   | 16 (1/3)    | 19 (1/6)    | 15 (1/4)    | 21 (0/5)    | 46       | 18 (36)  | -        | ドラフト3期生18人                                                              |
| 3月4日    | チーム8 廣瀬なつき 卒業 | -1   | 131  | 95   | 16 (1/3)    | 19 (1/6)    | 15 (1/4)    | 21 (0/5)    | 45       | 18 (36)  | -        | チーム8結成メンバー34人→33人                                                   |
| 4月2日    | 新チーム体制に再編 チーム8メンバーが他チームとの兼任開始 チームA 白間美瑠・宮脇咲良、チームK 兒玉遥、チームB 矢吹奈子、 チーム4 北川綾巴・渋谷凪咲・朝長美桜 公式サイトからプロフィール削除 | +9   | 131  | 104  | 29 (10/4/3) | 32 (12/1/6) | 31 (10/2/4) | 32 (13/2/5) | 45       | 27       | 7        |                                                                                |
| 4月20日   | チーム8・チームA兼任 早坂つむぎ 卒業 | -1   | 130  | 103  | 28 (9/4/3)  | 32 (12/1/6) | 31 (10/2/4) | 32 (13/2/5) | 44       | 27       | 7        | チーム8結成メンバー33人→32人                                                   |
| 4月26日   | チーム4 馬嘉伶 「台湾留学生」の肩書きが外れる |      | 130  | 103  | 28 (9/4/3)  | 32 (12/1/6) | 31 (10/2/4) | 32 (13/2/5) | 44       | 27       | 7        |                                                                                |
| 4月29日   | チーム8 伊藤きらら・立仙愛理 お披露目 | +2   | 132  | 105  | 28 (9/4/3)  | 32 (12/1/6) | 31 (10/2/4) | 32 (13/2/5) | 46       | 27       | 7        |                                                                                |
| 5月15日   | 峯岸チームK 兒玉遥 兼任解除 | -1   | 131  | 104  | 28 (9/4/3)  | 32 (12/1/6) | 31 (10/2/4) | 32 (13/2/5) | 46       | 27       | 6        |                                                                                |
| 5月16日   | ('15) 横山チームA 白間美瑠・宮脇咲良 兼任解除 | -2   | 129  | 102  | 28 (9/4/3)  | 32 (12/1/6) | 31 (10/2/4) | 32 (13/2/5) | 46       | 27       | 4        |                                                                                |
| 5月18日   | 高橋朱里チーム4 北川綾巴・渋谷凪咲・朝長美桜 兼任解除 | -3   | 126  | 99   | 28 (9/4/3)  | 32 (12/1/6) | 31 (10/2/4) | 32 (13/2/5) | 46       | 27       | 1        |                                                                                |
| 5月28日   | チームB 矢吹奈子 兼任解除 | -1   | 125  | 98   | 28 (9/4/3)  | 32 (12/1/6) | 31 (10/2/4) | 32 (13/2/5) | 46       | 27       | -        |                                                                                |
| 8月8日    | チーム8 御供茉白 お披露目 | +1   | 126  | 99   | 28 (9/4/3)  | 32 (12/1/6) | 31 (10/2/4) | 32 (13/2/5) | 47       | 27       | -        |                                                                                |
| 8月10日   | チーム8・チームA兼任 下青木香鈴 卒業 | -1   | 125  | 98   | 27 (8/4/3)  | 32 (12/1/6) | 31 (10/2/4) | 32 (13/2/5) | 46       | 27       | -        | チーム8結成メンバー32人→31人                                                   |
| 8月12日   | チームK 田野優花、チームB 小嶋菜月 卒業 | -2   | 123  | 96   | 27 (8/4/3)  | 31 (12/1/6) | 30 (10/2/4) | 32 (13/2/5) | 46       | 27       | -        | 11期生1人→0人 12期生5人→4人                                                    |
| 8月22日   | チーム4ドラフト研究生 原澤音妃 活動辞退 |      | 122  | 96   | 27 (8/4/3)  | 31 (12/1/6) | 30 (10/2/4) | 31 (13/2/4) | 46       | 26       | -        | ドラフト3期生18人→17人                                                         |
| 9月18日   | JKT48チームJ ステフィ、BNK48チームBIII モバイル 短期留学生として加入 | +2   | 124  | 98   | 27 (8/4/3)  | 31 (12/1/6) | 30 (10/2/4) | 31 (13/2/4) | 46       | 26       | 2        |                                                                                |
| 10月15日  | 留学生 ステフィ・モバイル 留学終了 | -2   | 122  | 96   | 27 (8/4/3)  | 31 (12/1/6) | 30 (10/2/4) | 31 (13/2/4) | 46       | 26       | -        |                                                                                |
| 10月20日  | チームBドラフト研究生 神山莉穂 活動辞退 チーム8 藤園麗 お披露目 | +1   | 122  | 97   | 27 (8/4/3)  | 31 (12/1/6) | 29 (10/2/3) | 31 (13/2/4) | 47       | 25       | -        | ドラフト3期生17人→16人                                                         |
| 10月29日  | チーム8 本田仁美 IZ*ONE専任に伴い活動休止、チームB兼任終了 |      | 122  | 97   | 27 (8/4/3)  | 31 (12/1/6) | 28 (9/2/3)  | 31 (13/2/4) | 47 (46)  | 25       | 1        |                                                                                |
| 11月4日   | チーム8・チームK兼任 谷口もか、チームA研究生 庄司なぎさ 卒業 | -1   | 120  | 96   | 26 (8/3/3)  | 30 (11/1/6) | 28 (9/2/3)  | 31 (13/2/4) | 46 (45)  | 24       | 1        | チーム8結成メンバー31人→30人 16期生18人→17人                                   |
| 11月25日  | チームB研究生 梅本和泉 活動辞退 |      | 119  | 96   | 26 (8/3/3)  | 30 (11/1/6) | 27 (9/1/3)  | 31 (13/2/4) | 46 (45)  | 23       | 1        | 16期生17人→16人                                                                |
| 12月3日   | チーム4 大川莉央 卒業 | -1   | 118  | 95   | 26 (8/3/3)  | 30 (11/1/6) | 27 (9/1/3)  | 30 (13/2/4) | 46 (45)  | 23       | 1        | 15期生9人→8人                                                                  |
| 12月8日   | チームA研究生 山根涼羽 チームA正規メンバーに昇格 チームK研究生 長友彩海 チームK正規メンバーに昇格 チームKドラフト研究生 矢作萌夏 チームK正規メンバーに昇格 チームBドラフト研究生 大盛真歩 チームB正規メンバーに昇格 チーム4ドラフト研究生 多田京加 チーム4正規メンバーに昇格 | +5   | 118  | 100  | 26 (8/2/3)  | 30 (11/0/5) | 27 (9/1/2)  | 30 (13/2/3) | 46 (45)  | 18       | 1        |                                                                                |
| 2019年    | 出来事 | 増減 | 全   | 正   | A           | K           | B           | 4           | 8        | 研       | 他       | 加入期別人数変動                                                               |
| 1月7日    | チームK 藤田奈那 卒業 | -1   | 117  | 99   | 26 (8/2/3)  | 29 (11/0/5) | 27 (9/1/2)  | 30 (13/2/3) | 46 (45)  | 18       | 1        | 10期生3人→2人                                                                  |
| 2月2日    | チーム8・チームA兼任 長久玲奈 卒業 | -1   | 116  | 98   | 25 (7/2/3)  | 29 (11/0/5) | 27 (9/1/2)  | 30 (13/2/3) | 45 (44)  | 18       | 1        | チーム8結成メンバー30人→29人                                                   |
| 4月7日    | チーム4 田屋美咲 卒業 | -1   | 115  | 97   | 25 (7/2/3)  | 29 (11/0/5) | 27 (9/1/2)  | 29 (13/2/3) | 45 (44)  | 18       | 1        | 16期生16人→15人                                                                |
| 5月5日    | チーム8・チーム4兼任 野田陽菜乃 卒業 | -1   | 114  | 96   | 25 (7/2/3)  | 29 (11/0/5) | 27 (9/1/2)  | 28 (12/2/3) | 44 (43)  | 18       | 1        |                                                                                |
| 5月6日    | チームK 野澤玲奈、チームB 高橋朱里・竹内美宥 卒業 | -3   | 111  | 93   | 25 (7/2/3)  | 28 (11/0/5) | 25 (9/1/2)  | 28 (12/2/3) | 44 (43)  | 18       | 1        | 9期生2人→1人 12期生4人→3人                                                     |
| 5月11日   | チームB研究生 播磨七海 活動辞退 |      | 110  | 93   | 25 (7/2/3)  | 28 (11/0/5) | 24 (9/0/2)  | 28 (12/2/3) | 44 (43)  | 17       | 1        | 16期生15人→14人                                                                |
| 5月12日   | チームK 小嶋真子 卒業 | -1   | 109  | 92   | 25 (7/2/3)  | 27 (11/0/5) | 24 (9/0/2)  | 28 (12/2/3) | 44 (43)  | 17       | 1        | 14期生2人→1人                                                                  |
| 5月13日   | チーム4研究生 黒須遥香 チーム4正規メンバーに昇格 | +1   | 109  | 93   | 25 (7/2/3)  | 27 (11/0/5) | 24 (9/0/2)  | 28 (12/1/3) | 44 (43)  | 16       | 1        |                                                                                |
| 5月18日   | チーム8・チームK兼任 横道侑里 卒業 | -1   | 108  | 92   | 25 (7/2/3)  | 26 (10/0/5) | 24 (9/0/2)  | 28 (12/1/3) | 43 (42)  | 16       | 1        | チーム8結成メンバー29人→28人                                                   |
| 5月20日   | チーム8・チームA兼任 人見古都音 卒業 | -1   | 107  | 91   | 24 (6/2/3)  | 26 (10/0/5) | 24 (9/0/2)  | 28 (12/1/3) | 42 (41)  | 16       | 1        | チーム8結成メンバー28人→27人                                                   |
| 5月30日   | チーム8・チームK兼任 中野郁海 卒業 | -1   | 106  | 90   | 24 (6/2/3)  | 25 (9/0/5)  | 24 (9/0/2)  | 28 (12/1/3) | 41 (40)  | 16       | 1        | チーム8結成メンバー27人→26人                                                   |
| 5月31日   | チーム8・チームA兼任 谷川聖 卒業 | -1   | 105  | 89   | 23 (5/2/3)  | 25 (9/0/5)  | 24 (9/0/2)  | 28 (12/1/3) | 40 (39)  | 16       | 1        | チーム8結成メンバー26人→25人                                                   |
| 6月8日    | チーム8・チームB兼任 佐藤栞 卒業 | -1   | 104  | 88   | 23 (5/2/3)  | 25 (9/0/5)  | 23 (8/0/2)  | 28 (12/1/3) | 39 (38)  | 16       | 1        | チーム8結成メンバー25人→24人                                                   |
| 6月22日   | チーム8・チームK兼任 山田菜々美 卒業 | -1   | 103  | 87   | 23 (5/2/3)  | 24 (8/0/5)  | 23 (8/0/2)  | 28 (12/1/3) | 38 (37)  | 16       | 1        | チーム8結成メンバー24人→23人                                                   |
| 6月28日   | チームKドラフト研究生 勝又彩央里 活動辞退 |      | 102  | 87   | 23 (5/2/3)  | 23 (8/0/4)  | 23 (8/0/2)  | 28 (12/1/3) | 38 (37)  | 15       | 1        | ドラフト3期生16人→15人                                                         |
| 7月27日   | チームKドラフト研究生 岡田梨奈・小林蘭 チームK正規メンバーに昇格 | +2   | 102  | 89   | 23 (5/2/3)  | 23 (8/0/2)  | 23 (8/0/2)  | 28 (12/1/3) | 38 (37)  | 13       | 1        |                                                                                |
| 8月12日   | チーム8 伊藤きらら 卒業 | -1   | 101  | 88   | 23 (5/2/3)  | 23 (8/0/2)  | 23 (8/0/2)  | 28 (12/1/3) | 37 (36)  | 13       | 1        |                                                                                |
| 8月13日   | チームA 後藤萌咲 卒業 | -1   | 100  | 87   | 22 (5/2/3)  | 23 (8/0/2)  | 23 (8/0/2)  | 28 (12/1/3) | 37 (36)  | 13       | 1        | ドラフト1期生4人→3人                                                           |
| 9月7日    | チームBドラフト研究生 大竹ひとみ・齋藤陽菜 チームB正規メンバーに昇格 | +2   | 100  | 89   | 22 (5/2/3)  | 23 (8/0/2)  | 23 (8/0/0)  | 28 (12/1/3) | 37 (36)  | 11       | 1        |                                                                                |
| 9月12日   | チームA研究生 佐藤美波・道枝咲 チームA正規メンバーに昇格 | +2   | 100  | 91   | 22 (5/0/3)  | 23 (8/0/2)  | 23 (8/0/0)  | 28 (12/1/3) | 37 (36)  | 9        | 1        |                                                                                |
| 9月30日   | チーム8・チーム4兼任 佐藤七海 卒業 | -1   | 99   | 90   | 22 (5/0/3)  | 23 (8/0/2)  | 23 (8/0/0)  | 27 (11/1/3) | 36 (35)  | 9        | 1        | チーム8結成メンバー23人→22人                                                   |
| 10月6日   | チーム8 福留光帆・徳永羚海・蒲地志奈 お披露目 | +3   | 102  | 93   | 22 (5/0/3)  | 23 (8/0/2)  | 23 (8/0/0)  | 27 (11/1/3) | 39 (38)  | 9        | 1        |                                                                                |
| 10月13日  | チーム8 布谷梨琉・井上美優・長谷川百々花 お披露目 | +3   | 105  | 96   | 22 (5/0/3)  | 23 (8/0/2)  | 23 (8/0/0)  | 27 (11/1/3) | 42 (41)  | 9        | 1        |                                                                                |
| 10月14日  | チーム8 塩原香凜・鈴木優香・松村美紅・上見天乃 お披露目 | +4   | 109  | 100  | 22 (5/0/3)  | 23 (8/0/2)  | 23 (8/0/0)  | 27 (11/1/3) | 46 (45)  | 9        | 1        |                                                                                |
| 10月22日  | チーム8・チームK兼任 寺田美咲 卒業 | -1   | 108  | 99   | 22 (5/0/3)  | 22 (7/0/2)  | 23 (8/0/0)  | 27 (11/1/3) | 45 (44)  | 9        | 1        |                                                                                |
| 11月9日   | チーム8 尾上美月 お披露目 | +1   | 109  | 100  | 22 (5/0/3)  | 22 (7/0/2)  | 23 (8/0/0)  | 27 (11/1/3) | 46 (45)  | 9        | 1        |                                                                                |
| 11月27日  | チームAドラフト研究生 佐藤詩識 活動辞退 |      | 108  | 100  | 21 (5/0/2)  | 22 (7/0/2)  | 23 (8/0/0)  | 27 (11/1/3) | 46 (45)  | 8        | 1        | ドラフト3期生15人→14人                                                         |
| 11月28日  | チームB 樋渡結依 卒業 | -1   | 107  | 99   | 21 (5/0/2)  | 22 (7/0/2)  | 22 (8/0/0)  | 27 (11/1/3) | 46 (45)  | 8        | 1        | ドラフト2期生5人→4人                                                           |
| 12月20日  | チーム8・チームB兼任 太田奈緒 卒業 | -1   | 106  | 98   | 21 (5/0/2)  | 22 (7/0/2)  | 21 (7/0/0)  | 27 (11/1/3) | 45 (44)  | 8        | 1        | チーム8結成メンバー22人→21人                                                   |
| 12月28日  | チーム8 坂川陽香 お披露目 | +1   | 107  | 99   | 21 (5/0/2)  | 22 (7/0/2)  | 21 (7/0/0)  | 27 (11/1/3) | 46 (45)  | 8        | 1        |                                                                                |
| 2020年    | 出来事 | 増減 | 全   | 正   | A           | K           | B           | 4           | 8        | 研       | 他       | 加入期別人数変動                                                               |
| 2月4日    | チームK 矢作萌夏 卒業 | -1   | 106  | 98   | 21 (5/0/2)  | 21 (7/0/2)  | 21 (7/0/0)  | 27 (11/1/3) | 46 (45)  | 8        | 1        | ドラフト3期生14人→13人                                                         |
| 6月28日   | チーム8・チームB兼任 山本瑠香 卒業 | -1   | 105  | 97   | 21 (5/0/2)  | 21 (7/0/2)  | 20 (6/0/0)  | 27 (11/1/3) | 45 (44)  | 8        | 1        | チーム8結成メンバー21人→20人                                                   |
| 8月31日   | チーム4 川本紗矢 卒業 | -1   | 104  | 96   | 21 (5/0/2)  | 21 (7/0/2)  | 20 (6/0/0)  | 26 (11/1/3) | 45 (44)  | 8        | 1        | ドラフト1期生3人→2人                                                           |
| 9月24日   | チーム8 布谷梨琉・井上美優・塩原香凜 活動終了 | -3   | 101  | 93   | 21 (5/0/2)  | 21 (7/0/2)  | 20 (6/0/0)  | 26 (11/1/3) | 42 (41)  | 8        | 1        |                                                                                |
| 11月30日  | チームKドラフト研究生 末永祐月 活動辞退 |      | 100  | 93   | 21 (5/0/2)  | 20 (7/0/1)  | 20 (6/0/0)  | 26 (11/1/3) | 42 (41)  | 7        | 1        | ドラフト3期生13人→12人                                                         |
| 12月8日   | チーム4研究生 本間麻衣 チーム4正規メンバーに昇格 チームAドラフト研究生 古川夏凪・本田そら チームA正規メンバーに昇格 チームKドラフト研究生 永野恵 チームK正規メンバーに昇格 チーム4ドラフト研究生 石綿星南・蔵本美結・吉橋柚花 チーム4正規メンバーに昇格 | +7   | 100  | 100  | 21 (5)      | 20 (7)      | 20 (6)      | 26 (11)     | 42 (41)  | -        | 1        |                                                                                |
| 12月11日  | チーム4 達家真姫宝 卒業 | -1   | 99   | 99   | 21 (5)      | 20 (7)      | 20 (6)      | 25 (11)     | 42 (41)  | -        | 1        | 15期生8人→7人                                                                  |
| 2021年    | 出来事 | 増減 | 全   | 正   | A           | K           | B           | 4           | 8        | 研       | 他       | 加入期別人数変動                                                               |
| 2月28日   | チーム8 立仙愛理 卒業 | -1   | 98   | 98   | 21 (5)      | 20 (7)      | 20 (6)      | 25 (11)     | 41 (40)  | -        | 1        |                                                                                |
| 3月26日   | チーム8 長谷川百々花 活動終了 | -1   | 97   | 97   | 21 (5)      | 20 (7)      | 20 (6)      | 25 (11)     | 40 (39)  | -        | 1        |                                                                                |
| 3月29日   | チーム8・チームB兼任 佐藤朱 卒業 | -1   | 96   | 96   | 21 (5)      | 20 (7)      | 19 (5)      | 25 (11)     | 39 (38)  | -        | 1        | チーム8結成メンバー20人→19人                                                   |
| 3月31日   | チームA 前田彩佳 卒業 | -1   | 95   | 95   | 20 (5)      | 20 (7)      | 19 (5)      | 25 (11)     | 39 (38)  | -        | 1        | 16期生14人→13人                                                                |
| 4月30日   | チーム8 本田仁美 IZ*ONE専任から復帰、チーム8 松村美紅 卒業 | -1   | 94   | 94   | 20 (5)      | 20 (7)      | 20 (6)      | 25 (11)     | 38       | -        | -        |                                                                                |
| 5月27日   | チームA 本田そら 卒業 | -1   | 93   | 93   | 19 (5)      | 20 (7)      | 20 (6)      | 25 (11)     | 38       | -        | -        | ドラフト3期生12人→11人                                                         |
| 5月29日   | チームK 峯岸みなみ 卒業 | -1   | 92   | 92   | 19 (5)      | 19 (7)      | 20 (6)      | 25 (11)     | 38       | -        | -        | 1期生1人→0人                                                                   |
| 6月30日   | チーム8 蒲地志奈 卒業 | -1   | 91   | 91   | 19 (5)      | 19 (7)      | 20 (6)      | 25 (11)     | 37       | -        | -        |                                                                                |
| 7月28日   | チーム8・チーム4兼任 宮里莉羅 卒業 | -1   | 90   | 90   | 19 (5)      | 19 (7)      | 20 (6)      | 24 (10)     | 36       | -        | -        | チーム8結成メンバー19人→18人                                                   |
| 7月31日   | チーム8 尾上美月 卒業 | -1   | 89   | 89   | 19 (5)      | 19 (7)      | 20 (6)      | 24 (10)     | 35       | -        | -        |                                                                                |
| 8月28日   | チーム8 鈴木優香 卒業 | -1   | 88   | 88   | 19 (5)      | 19 (7)      | 20 (6)      | 24 (10)     | 34       | -        | -        |                                                                                |
| 10月1日   | チーム4 本間麻衣 卒業 | -1   | 87   | 87   | 19 (5)      | 19 (7)      | 20 (6)      | 23 (10)     | 34       | -        | -        | 16期生13人→12人                                                                |
| 10月24日  | チーム8・チームK兼任 春本ゆき 卒業 | -1   | 86   | 86   | 19 (5)      | 18 (6)      | 20 (6)      | 23 (10)     | 33       | -        | -        |                                                                                |
| 11月30日  | チーム8・チームK兼任 横山結衣 卒業 | -1   | 85   | 85   | 19 (5)      | 17 (5)      | 20 (6)      | 23 (10)     | 32       | -        | -        | チーム8結成メンバー18人→17人                                                   |
| 12月9日   | チームA 横山由依 卒業 | -1   | 84   | 84   | 18 (5)      | 17 (5)      | 20 (6)      | 23 (10)     | 32       | -        | -        | 9期生1人→0人                                                                   |
| 12月29日  | チームB 大家志津香 卒業 | -1   | 83   | 83   | 18 (5)      | 17 (5)      | 19 (6)      | 23 (10)     | 32       | -        | -        | 4期生1人→0人                                                                   |
| 2022年    | 出来事 | 増減 | 全   | 正   | A           | K           | B           | 4           | 8        | 研       | 他       | 加入期別人数変動                                                               |
| 2月20日   | チームA 加藤玲奈 卒業 | -1   | 82   | 82   | 17 (5)      | 17 (5)      | 19 (6)      | 23 (10)     | 32       | -        | -        | 10期生2人→1人                                                                  |
| 2月27日   | チームB 田北香世子 卒業 | -1   | 81   | 81   | 17 (5)      | 17 (5)      | 18 (6)      | 23 (10)     | 32       | -        | -        | ドラフト1期生2人→1人                                                           |
| 3月17日   | チームA 入山杏奈 卒業 | -1   | 80   | 80   | 16 (5)      | 17 (5)      | 18 (6)      | 23 (10)     | 32       | -        | -        | 10期生1人→0人                                                                  |
| 3月21日   | チームA 古川夏凪 卒業 | -1   | 79   | 79   | 15 (5)      | 17 (5)      | 18 (6)      | 23 (10)     | 32       | -        | -        | ドラフト3期生11人→10人                                                         |
| 3月23日   | チーム4 蔵本美結 卒業 | -1   | 78   | 78   | 15 (5)      | 17 (5)      | 18 (6)      | 22 (10)     | 32       | -        | -        | ドラフト3期生10人→9人                                                          |
| 3月24日   | チーム8・チームA兼任 奥本陽菜 卒業 | -1   | 77   | 77   | 14 (4)      | 17 (5)      | 18 (6)      | 22 (10)     | 31       | -        | -        |                                                                                |
| 3月25日   | チームK 安田叶 卒業 | -1   | 76   | 76   | 14 (4)      | 16 (5)      | 18 (6)      | 22 (10)     | 31       | -        | -        | 16期生12人→11人                                                                |
| 3月28日   | チームB 久保怜音 卒業 | -1   | 75   | 75   | 14 (4)      | 16 (5)      | 17 (6)      | 22 (10)     | 31       | -        | -        | ドラフト2期生4人→3人                                                           |
| 3月30日   | チームA 西川怜 卒業 | -1   | 74   | 74   | 13 (4)      | 16 (5)      | 17 (6)      | 22 (10)     | 31       | -        | -        | ドラフト2期生3人→2人                                                           |
| 4月15日   | チームA 宮崎美穂 卒業 | -1   | 73   | 73   | 12 (4)      | 16 (5)      | 17 (6)      | 22 (10)     | 31       | -        | -        | 5期生1人→0人                                                                   |
| 4月19日   | 新チーム体制に再編 |      | 73   | 73   | 19 (6)      | 17 (7)      | 19 (9)      | 18 (9)      | 31       | -        | -        |                                                                                |
| 5月4日    | 17期生お披露目 |      | 84   | 73   | 19 (6)      | 17 (7)      | 19 (9)      | 18 (9)      | 31       | 11       | -        | 17期生11人                                                                     |
| 7月31日   | チーム8・チームB兼任 福留光帆 卒業 | -1   | 83   | 72   | 19 (6)      | 17 (7)      | 18 (8)      | 18 (9)      | 30       | 11       | -        |                                                                                |
| 8月28日   | 研究生 長谷川新奈 活動辞退 |      | 82   | 72   | 19 (6)      | 17 (7)      | 18 (8)      | 18 (9)      | 30       | 10       | -        | 17期生11人→10人                                                                |
| 12月24日  | チーム8・チームA兼任 御供茉白 卒業 | -1   | 81   | 71   | 18 (5)      | 17 (7)      | 18 (8)      | 18 (9)      | 29       | 10       | -        |                                                                                |
| 12月27日  | チームB 稲垣香織 卒業 | -1   | 80   | 70   | 18 (5)      | 17 (7)      | 17 (8)      | 18 (9)      | 29       | 10       | -        | 16期生11人→10人                                                                |
| 2023年    | 出来事 | 増減 | 全   | 正   | A           | K           | B           | 4           | 8        | 研       | 他       | 加入期別人数変動                                                               |
| 3月8日    | チームK 武藤十夢 卒業 | -1   | 79   | 69   | 18 (5)      | 16 (7)      | 17 (8)      | 18 (9)      | 29       | 10       | -        | 12期生3人→2人                                                                  |
| 3月22日   | チームB 永野恵 卒業 | -1   | 78   | 68   | 18 (5)      | 16 (7)      | 16 (8)      | 18 (9)      | 29       | 10       | -        | ドラフト3期生9人→8人                                                           |
| 4月2日    | チームA 岡田奈々 卒業 | -1   | 77   | 67   | 17 (5)      | 16 (7)      | 16 (8)      | 18 (9)      | 29       | 10       | -        | 14期生1人→0人                                                                  |
| 4月9日    | 18期生お披露目 |      | 85   | 67   | 17 (5)      | 16 (7)      | 16 (8)      | 18 (9)      | 29       | 18       | -        | 18期生8人                                                                      |
| 4月30日   | チーム8・チームB兼任 平野ひかる、チーム8・チームK兼任 濵咲友菜 卒業 | -2   | 83   | 65   | 17 (5)      | 15 (6)      | 15 (7)      | 18 (9)      | 27       | 18       | -        | チーム8結成メンバー17人→16人                                                   |
| 5月1日    | チーム8活動休止に伴う新体制 |      | 83   | 65   | 17          | 15          | 15          | 18          | -        | 18       | -        |                                                                                |
| 5月17日   | チームB 藤園麗 卒業 | -1   | 82   | 64   | 17          | 15          | 14          | 18          | -        | 18       | -        |                                                                                |
| 5月21日   | チームK 小林蘭 卒業 | -1   | 81   | 63   | 17          | 14          | 14          | 18          | -        | 18       | -        | ドラフト3期生8人→7人                                                           |
| 5月31日   | チームK 服部有菜 卒業 | -1   | 80   | 62   | 17          | 13          | 14          | 18          | -        | 18       | -        |                                                                                |
| 7月30日   | チーム4 歌田初夏 卒業 | -1   | 79   | 61   | 17          | 13          | 14          | 17          | -        | 18       | -        |                                                                                |
| 7月31日   | チームB 左伴彩佳 卒業 | -1   | 78   | 60   | 17          | 13          | 13          | 17          | -        | 18       | -        | チーム8結成メンバー16人→15人                                                   |
| 8月1日    | チームA 清水麻璃亜 卒業 | -1   | 77   | 59   | 16          | 13          | 13          | 17          | -        | 18       | -        | チーム8結成メンバー15人→14人                                                   |
| 8月5日    | チームB 坂口渚沙 卒業 | -1   | 76   | 58   | 16          | 13          | 12          | 17          | -        | 18       | -        | チーム8結成メンバー14人→13人                                                   |
| 8月7日    | チームB 石綿星南 卒業 | -1   | 75   | 57   | 16          | 13          | 11          | 17          | -        | 18       | -        | ドラフト3期生7人→6人                                                           |
| 8月11日   | チーム4 川原美咲 卒業 | -1   | 74   | 56   | 16          | 13          | 11          | 16          | -        | 18       | -        |                                                                                |
| 8月17日   | チームA 髙橋彩香 卒業 | -1   | 73   | 55   | 15          | 13          | 11          | 16          | -        | 18       | -        |                                                                                |
| 8月21日   | チーム4 大森美優 卒業 | -1   | 72   | 54   | 15          | 13          | 11          | 15          | -        | 18       | -        | 12期生2人→1人                                                                  |
| 8月24日   | チーム4 吉川七瀬 卒業 | -1   | 71   | 53   | 15          | 13          | 11          | 14          | -        | 18       | -        | チーム8結成メンバー13人→12                                                     |
| 8月28日   | チームA 中西智代梨 卒業 | -1   | 70   | 52   | 14          | 13          | 11          | 14          | -        | 18       | -        |                                                                                |
| 8月29日   | チーム4 高岡薫 卒業 | -1   | 69   | 51   | 14          | 13          | 11          | 13          | -        | 18       | -        | チーム8結成メンバー12人→11人                                                   |
| 8月31日   | チームK 市川愛美 卒業 | -1   | 68   | 50   | 14          | 12          | 11          | 13          | -        | 18       | -        | 15期生7人→6人                                                                  |
| 9月5日    | チームB 北澤早紀 卒業 | -1   | 67   | 49   | 14          | 12          | 10          | 13          | -        | 18       | -        | 13期生5人→4人                                                                  |
| 9月8日    | チームK 奥原妃奈子 卒業 | -1   | 66   | 48   | 14          | 11          | 10          | 13          | -        | 18       | -        |                                                                                |
| 9月10日   | チーム4 多田京加 卒業 | -1   | 65   | 47   | 14          | 11          | 10          | 12          | -        | 18       | -        | ドラフト3期生6人→5人                                                           |
| 9月14日   | チームA 道枝咲 卒業 | -1   | 64   | 46   | 13          | 11          | 10          | 12          | -        | 18       | -        | 16期生10人→9人                                                                 |
| 9月17日   | チーム4 佐藤妃星 卒業 | -1   | 63   | 45   | 13          | 11          | 10          | 11          | -        | 18       | -        | 15期生6人→5人                                                                  |
| 10月1日   | チーム4 吉田華恋 卒業 | -1   | 62   | 44   | 13          | 11          | 10          | 10          | -        | 18       | -        |                                                                                |
| 10月14日  | チームK 上見天乃 卒業 | -1   | 61   | 43   | 13          | 10          | 10          | 10          | -        | 18       | -        |                                                                                |
| 10月17日  | チーム制の休止 |      | 61   | 43   | -           | -           | -           | -           | -        | 18       | -        |                                                                                |
| 10月28日  | 正規メンバー 山邊歩夢 卒業 | -1   | 60   | 42   | -           | -           | -           | -           | -        | 18       | -        | ドラフト2期生2人→1人                                                           |
| 10月30日  | 正規メンバー 湯本亜美 卒業 | -1   | 59   | 41   | -           | -           | -           | -           | -        | 18       | -        | 15期生5人→4人                                                                  |
| 10月31日  | 正規メンバー 岡田梨奈 卒業 | -1   | 58   | 40   | -           | -           | -           | -           | -        | 18       | -        | ドラフト3期生5人→4人                                                           |
| 12月26日  | 正規メンバー 山田杏華 卒業 | -1   | 57   | 39   | -           | -           | -           | -           | -        | 18       | -        |                                                                                |
| 12月29日  | 正規メンバー 吉橋柚花 卒業 | -1   | 56   | 38   | -           | -           | -           | -           | -        | 18       | -        | ドラフト3期生4人→3人                                                           |
| 2024年    | 出来事 | 増減 | 全   | 正   | A           | K           | B           | 4           | 8        | 研       | 他       | 加入期別人数変動                                                               |
| 1月10日   | 正規メンバー 齋藤陽菜 卒業 | -1   | 55   | 37   | -           | -           | -           | -           | -        | 18       | -        | ドラフト3期生3人→2人                                                           |
| 1月19日   | 正規メンバー 茂木忍 卒業 | -1   | 54   | 36   | -           | -           | -           | -           | -        | 18       | -        | 13期生4人→3人                                                                  |
| 1月21日   | 正規メンバー 大竹ひとみ 卒業 | -1   | 53   | 35   | -           | -           | -           | -           | -        | 18       | -        | ドラフト3期生2人→1人                                                           |
| 1月28日   | 正規メンバー 本田仁美 卒業 | -1   | 52   | 34   | -           | -           | -           | -           | -        | 18       | -        | チーム8結成メンバー11人→10人                                                   |
| 1月31日   | 正規メンバー 浅井七海 卒業 | -1   | 51   | 33   | -           | -           | -           | -           | -        | 18       | -        | 16期生9人→8人                                                                  |
| 2月10日   | 正規メンバー 篠崎彩奈 卒業 | -1   | 50   | 32   | -           | -           | -           | -           | -        | 18       | -        | 13期生3人→2人                                                                  |
| 2月15日   | 正規メンバー 大西桃香 卒業 | -1   | 49   | 31   | -           | -           | -           | -           | -        | 18       | -        | チーム8結成メンバー10人→9人                                                    |
| 2月20日   | 正規メンバー 馬嘉伶 卒業 | -1   | 48   | 30   | -           | -           | -           | -           | -        | 18       | -        |                                                                                |
| 2月23日   | 正規メンバー 佐々木優佳里 卒業 | -1   | 47   | 29   | -           | -           | -           | -           | -        | 18       | -        | 12期生1人→0人                                                                  |
| 2月25日   | 正規メンバー 下口ひなな 卒業 | -1   | 46   | 28   | -           | -           | -           | -           | -        | 18       | -        | ドラフト1期生1人→0人                                                           |
| 3月17日   | 19期生お披露目 研究生 太田有紀・小濱心音・佐藤綺星・橋本恵理子・畠山希美・平田侑希・布袋百椛・正鋳真優・水島美結・山﨑空 正規メンバーに昇格 | +10  | 51   | 38   | -           | -           | -           | -           | -        | 13       | -        | 19期生5人                                                                      |
| 4月4日    | 正規メンバー 岡部麟 卒業 | -1   | 50   | 37   | -           | -           | -           | -           | -        | 13       | -        | チーム8結成メンバー9人→8人                                                     |
| 4月23日   | 正規メンバー 小田えりな 卒業 | -1   | 49   | 36   | -           | -           | -           | -           | -        | 13       | -        | チーム8結成メンバー8人→7人                                                     |
| 4月30日   | 正規メンバー 柏木由紀 卒業 | -1   | 48   | 35   | -           | -           | -           | -           | -        | 13       | -        | 3期生1人→0人                                                                   |
| 5月30日   | 正規メンバー 谷口めぐ 卒業 | -1   | 47   | 34   | -           | -           | -           | -           | -        | 13       | -        | 15期生4人→3人                                                                  |
| 6月1日    | 正規メンバー 行天優莉奈・黒須遥香・山根涼羽 KLP48へ移籍 | -3   | 44   | 31   | -           | -           | -           | -           | -        | 13       | -        | チーム8結成メンバー7人→6人 16期生8人→6人                                       |
| 7月1日    | 正規メンバー 佐藤美波 卒業 | -1   | 43   | 30   | -           | -           | -           | -           | -        | 13       | -        | 16期生6人→5人                                                                  |
| 9月30日   | 正規メンバー 小濱心音 卒業 | -1   | 42   | 29   | -           | -           | -           | -           | -        | 13       | -        | 17期生10人→9人                                                                 |
| 12月20日  | 20期生お披露目 |      | 45   | 29   | -           | -           | -           | -           | -        | 16       | -        | 20期生3人                                                                      |
| 2025年    | 出来事 | 増減 | 全   | 正   | A           | K           | B           | 4           | 8        | 研       | 他       | 加入期別人数変動                                                               |
| 2月28日   | 正規メンバー 込山榛香 卒業 | -1   | 44   | 28   | -           | -           | -           | -           | -        | 16       | -        | 15期生3人→2人                                                                  |
| 4月2日    | 研究生 秋山由奈・新井彩永・工藤華純・久保姫菜乃・迫由芽実・成田香姫奈・八木愛月・山口結愛 正規メンバーに昇格 | +8   | 44   | 36   | -           | -           | -           | -           | -        | 8        | -        |                                                                                |
| 6月15日   | 正規メンバー 村山彩希 卒業 | -1   | 43   | 35   | -           | -           | -           | -           | -        | 8        | -        | 13期生2人→1人                                                                  |

- 増減は、正規メンバーの増減を表示。
- 組閣（チーム再編）前後のチーム別人数の表示について
  - AKB48結成から2010年3月11日までは初代チームA、初代チームK、初代チームBの人数を表示。
  - 2010年3月12日から2012年10月31日までは ('10) 高橋チームA、秋元チームK、柏木チームB、初代（大場）チーム4（2011年6月6日以降）の人数を表示。
  - 2012年11月1日から2014年4月23日までは篠田チームA（2013年7月23日以降は ('13) 横山チームA）、大島チームK、梅田チームB、('13) 峯岸チーム4（2013年8月24日から）の人数を表示。
  - 2014年4月24日から2015年8月27日までは ('14) 高橋チームA、横山チームK、倉持チームB、('14) 峯岸チーム4の人数を表示。
  - 2015年9月1日から2018年3月までは ('15) 横山チームA、峯岸チームK、木﨑チームB（木﨑の卒業に伴い2017年10月以降はチームB）、高橋朱里チーム4の人数を表示。引き続き研究生扱いのドラフト2期生を含む。
    - 2017年9月27日までの各チーム欄の丸括弧は、（チーム8との兼任メンバー/チーム付のドラフト2期研究生）人数の再計。
    - 2017年9月30日から2018年2月18日までの各チーム欄の丸括弧は、（チーム8との兼任メンバー）人数の再計。
    - 2018年3月3日以降の各チーム欄の丸括弧は、（チーム8との兼任メンバー/チーム付のドラフト3期研究生）人数の再計。

  - 2018年4月2日から2022年4月18日までは岡部チームA、込山チームK、高橋朱里チームB、村山チーム4の人数を表示（新しくチーム所属となる16期研究生、引き続きチーム所属研究生扱いのドラフト3期生を含む）。ただし、2019年5月からはキャプテン交代に伴い、チームBについては岩立チームBの人数を表示。
    - 2020年11月30日までの各チーム欄の丸括弧は、（チーム8との兼任メンバー/チーム付の16期研究生/チーム付のドラフト3期研究生）人数の再計。
    - 2020年12月8日以降の各チーム欄の丸括弧は、（チーム8との兼任メンバー）人数の再計。
      - チーム8については、（IZ*ONE専任活動中の本田仁美を含まない人数）を表示。

    - 「他」欄は、前体制での兼任メンバー（2018年4月 - 5月）、日本国外グループからの留学生（2018年9月18日 - 10月15日）、IZ*ONE専任メンバー（本田仁美）（2018年10月29日 - 2021年3月31日）人数の別計。

  - 2022年4月19日から2023年10月16日までは向井地チームA、田口チームK、浅井チームB、倉野尾チーム4の人数を表示。
    - 2022年4月19日から2023年4月30日までの各チーム欄の丸括弧は、（チーム8との兼任メンバー）人数の再計。
- 研究生の欄の丸括弧外は、公式HPでメンバーとされた研究生の人数。丸括弧内は研究生の総人数。
- 加入期別の人数変動の太字は最新の人数。
- この表中では加入時期は、1.5期生も1期生としている。

### 研究生から正規メンバーへの昇格者
2008年 - 2009年 - 2010年 - 2011年 - 2012年 - 2013年 - 2014年 - 2016年 - 2017年 - 2018年 - 2019年 - 2020年 - 2024年 - 2025年
| 発表日         | 配属日                    | 氏名         | 加入期      | 昇格先 | 備考 |
| 2008年         | 2008年                    | 氏名         | 加入期      | 昇格先 | 備考 |
| -------------- | ------------------------- | ------------ | ----------- | ------ | --- |
| 2月3日         | 2月3日                    | 佐伯美香     | 4期         | B      | 正規メンバー昇格第1号。 2009年8月23日卒業。 2014年10月27日から2015年2月28日までバイトAKBとして活動。 |
| 3月4日         | 3月4日                    | 倉持明日香   | 4期         | K      | チームKへの昇格第1号。 2010年7月27日、チームAへ異動。 2012年11月1日、チームKへ異動。 2014年4月24日、チームBへ異動。 2015年8月17日卒業。 |
| 3月24日        | 3月24日                   | 成瀬理沙     | 4期         | K      | 現役中学生初の昇格者。 2009年5月24日卒業（昇格メンバー初の卒業）。 |
| 3月26日        | 3月26日                   | 藤江れいな   | 4期         | A      | チームAへの昇格第1号。 最年少昇格記録更新（14歳54日）。 2010年3月12日、チームKへ異動。 2012年11月1日、チームBへ異動。 2014年4月24日、NMB48へ移籍（2017年5月27日卒業）。 |
| 4月15日        | 4月15日                   | 佐藤亜美菜   | 4期         | A      | ひまわり組1st公演出演者最後の昇格。 2010年5月21日、チームBへ異動。 2012年11月1日、チームKへ異動。 2014年1月15日卒業。 |
| 7月13日        | 7月13日                   | 宮崎美穂     | 5期         | A      | 5期生昇格第1号。 2010年5月21日、チームBへ異動。 2012年11月1日、チームKへ異動。 2015年9月1日、チームAへ異動。 2022年4月15日卒業。 |
| 7月30日        | 7月30日                   | 北原里英     | 5期         | A      | 2008年デビュー組の昇格第1号。 2010年5月21日、チームBへ異動。 2012年11月1日、チームKへ異動（2013年4月28日まではSKE48と兼任）。 2015年8月27日、NGT48へ移籍（2018年4月30日卒業）。 |
| 8月2日         | 8月2日                    | 指原莉乃     | 5期         | B      | 2010年7月27日、チームAへ異動。 2012年6月16日、HKT48へ移籍（2019年4月28日卒業）。 |
| 8月5日         | 8月5日                    | 仁藤萌乃     | 5期         | B      | 初の公演デビューから100日未満（99日）で昇格。 2010年3月12日、チームKへ異動。 2012年11月1日、チームAへ異動。 2013年4月28日卒業。 |
| 10月19日       | 10月19日                  | 中田ちさと   | 4期         | A      | ひまわり組公演出演の4期生最後の昇格者。 TeamA5th公演初日に昇格。 2012年11月1日、チームKへ異動。 2014年4月24日、チームAへ異動。 2015年9月1日、チームKへ異動。 2017年4月24日卒業。 |
| 12月29日       | 12月29日                  | 高城亜樹     | 6期         | A      | 史上最速（71日）で昇格）・6期生昇格第1号。 2012年11月1日、JKT48へ移籍。 2013年4月28日、チームB兼任。 2014年4月24日、AKB48へ移籍。 2015年9月1日、チームKへ異動。 2016年5月1日卒業。 |
| 2009年         | 2009年                    | 氏名         | 加入期      | 昇格先 | 備考 |
| 1月24日        | 1月24日                   | 小原春香     | 5期         | B      | 初の20代かつ最年長（20歳287日）・唯一の昭和生まれの昇格者。 2010年4月16日、SDN48へ移籍（2012年3月31日卒業）。 |
| 1月29日        | 1月29日                   | 中塚智実     | 5期         | B      | 2010年3月12日、チームKへ異動。 2012年11月1日、チームAへ異動。 2013年7月7日卒業。 |
| 3月26日        | 3月26日                   | 近野莉菜     | 5期         | K      | 2007年デビュー組・ひまわり組公演出演者 最後の昇格。 2010年5月21日、チームBへ異動。 2012年11月1日、チームKへ異動。 2014年4月24日、JKT48へ移籍（2018年3月25日卒業）。 |
| 2010年         | 2010年                    | 氏名         | 加入期      | 昇格先 | 備考 |
| 2009年 8月23日 | 3月12日                   | 内田眞由美   | 5期         | K      | 野中は6期生最後の昇格者。 菊地・松井は7期生昇格第1号。 菊地は3期生時代以来502日ぶりの正規メンバー復帰。 松井は現役大学生初の昇格者。 2012年11月1日、野中はチームBへ、菊地・松井はチームAへそれぞれ異動。 菊地は2014年4月21日、野中は2014年4月22日、松井は2015年8月9日卒業。 2015年9月1日、内田はチームBへ異動。 内田は2015年10月25日卒業。 |
| 2009年 8月23日 | 3月12日                   | 野中美郷     | 6期         | K      | 野中は6期生最後の昇格者。 菊地・松井は7期生昇格第1号。 菊地は3期生時代以来502日ぶりの正規メンバー復帰。 松井は現役大学生初の昇格者。 2012年11月1日、野中はチームBへ、菊地・松井はチームAへそれぞれ異動。 菊地は2014年4月21日、野中は2014年4月22日、松井は2015年8月9日卒業。 2015年9月1日、内田はチームBへ異動。 内田は2015年10月25日卒業。 |
| 2009年 8月23日 | 3月12日                   | 菊地あやか   | 7期         | K      | 野中は6期生最後の昇格者。 菊地・松井は7期生昇格第1号。 菊地は3期生時代以来502日ぶりの正規メンバー復帰。 松井は現役大学生初の昇格者。 2012年11月1日、野中はチームBへ、菊地・松井はチームAへそれぞれ異動。 菊地は2014年4月21日、野中は2014年4月22日、松井は2015年8月9日卒業。 2015年9月1日、内田はチームBへ異動。 内田は2015年10月25日卒業。 |
| 2009年 8月23日 | 3月12日                   | 松井咲子     | 7期         | K      | 野中は6期生最後の昇格者。 菊地・松井は7期生昇格第1号。 菊地は3期生時代以来502日ぶりの正規メンバー復帰。 松井は現役大学生初の昇格者。 2012年11月1日、野中はチームBへ、菊地・松井はチームAへそれぞれ異動。 菊地は2014年4月21日、野中は2014年4月22日、松井は2015年8月9日卒業。 2015年9月1日、内田はチームBへ異動。 内田は2015年10月25日卒業。 |
| 2009年 8月23日 | 5月21日                   | 石田晴香     | 5期         | B      | 石田は5期生最後の昇格者。 鈴木は当初はチームAへ昇格予定だったが、2010年2月28日付で昇格先が変更。 2012年11月1日、佐藤はチームAへ異動、鈴木はSNH48へ移籍。 鈴木は2013年4月28日よりチームA兼任。 小森は2013年7月7日卒業。 2014年4月24日、石田はチームKへ異動、佐藤はSKE48へ移籍（2018年1月7日卒業）、鈴木は兼任先がチームKへ変更。 石田は2016年6月5日卒業。 2016年6月10日、鈴木はAKB48へ移籍。 鈴木は2017年6月10日卒業。 |
| 2009年 8月23日 | 5月21日                   | 小森美果     | 7期         | B      | 石田は5期生最後の昇格者。 鈴木は当初はチームAへ昇格予定だったが、2010年2月28日付で昇格先が変更。 2012年11月1日、佐藤はチームAへ異動、鈴木はSNH48へ移籍。 鈴木は2013年4月28日よりチームA兼任。 小森は2013年7月7日卒業。 2014年4月24日、石田はチームKへ異動、佐藤はSKE48へ移籍（2018年1月7日卒業）、鈴木は兼任先がチームKへ変更。 石田は2016年6月5日卒業。 2016年6月10日、鈴木はAKB48へ移籍。 鈴木は2017年6月10日卒業。 |
| 2009年 8月23日 | 5月21日                   | 佐藤すみれ   | 7期         | B      | 石田は5期生最後の昇格者。 鈴木は当初はチームAへ昇格予定だったが、2010年2月28日付で昇格先が変更。 2012年11月1日、佐藤はチームAへ異動、鈴木はSNH48へ移籍。 鈴木は2013年4月28日よりチームA兼任。 小森は2013年7月7日卒業。 2014年4月24日、石田はチームKへ異動、佐藤はSKE48へ移籍（2018年1月7日卒業）、鈴木は兼任先がチームKへ変更。 石田は2016年6月5日卒業。 2016年6月10日、鈴木はAKB48へ移籍。 鈴木は2017年6月10日卒業。 |
| 2009年 8月23日 | 5月21日                   | 鈴木まりや   | 7期         | B      | 石田は5期生最後の昇格者。 鈴木は当初はチームAへ昇格予定だったが、2010年2月28日付で昇格先が変更。 2012年11月1日、佐藤はチームAへ異動、鈴木はSNH48へ移籍。 鈴木は2013年4月28日よりチームA兼任。 小森は2013年7月7日卒業。 2014年4月24日、石田はチームKへ異動、佐藤はSKE48へ移籍（2018年1月7日卒業）、鈴木は兼任先がチームKへ変更。 石田は2016年6月5日卒業。 2016年6月10日、鈴木はAKB48へ移籍。 鈴木は2017年6月10日卒業。 |
| 2009年 8月23日 | 7月27日                   | 大家志津香   | 4期         | A      | 大家は最遅昇格更新（872日）。2008年デビュー組 ・4期生最後の昇格者。 岩佐・前田は7期生最後の昇格者。 2012年11月1日、岩佐・大家はチームBへ、前田はチームKへそれぞれ異動。 2014年4月24日、岩佐はチームKへ、前田はチームAへそれぞれ異動。2015年9月1日、岩佐はチームBへ、大家はチームAへそれぞれ異動。 岩佐は2016年5月21日、前田は2016年8月29日卒業。 2018年4月2日、大家はチームBへ異動。 大家は2021年12月29日卒業。 |
| 2009年 8月23日 | 7月27日                   | 岩佐美咲     | 7期         | A      | 大家は最遅昇格更新（872日）。2008年デビュー組 ・4期生最後の昇格者。 岩佐・前田は7期生最後の昇格者。 2012年11月1日、岩佐・大家はチームBへ、前田はチームKへそれぞれ異動。 2014年4月24日、岩佐はチームKへ、前田はチームAへそれぞれ異動。2015年9月1日、岩佐はチームBへ、大家はチームAへそれぞれ異動。 岩佐は2016年5月21日、前田は2016年8月29日卒業。 2018年4月2日、大家はチームBへ異動。 大家は2021年12月29日卒業。 |
| 2009年 8月23日 | 7月27日                   | 前田亜美     | 7期         | A      | 大家は最遅昇格更新（872日）。2008年デビュー組 ・4期生最後の昇格者。 岩佐・前田は7期生最後の昇格者。 2012年11月1日、岩佐・大家はチームBへ、前田はチームKへそれぞれ異動。 2014年4月24日、岩佐はチームKへ、前田はチームAへそれぞれ異動。2015年9月1日、岩佐はチームBへ、大家はチームAへそれぞれ異動。 岩佐は2016年5月21日、前田は2016年8月29日卒業。 2018年4月2日、大家はチームBへ異動。 大家は2021年12月29日卒業。 |
| 10月10日       | 10月10日                  | 横山由依     | 9期         | K      | 9期生昇格第1号。 2012年11月1日、チームAへ異動（2013年4月28日まではNMB48と兼任）。 2014年4月24日、チームKへ異動。 2015年9月1日、チームAへ異動。 2021年12月9日卒業。 |
| 12月8日        | 12月8日 （2011年 6月6日） | 大場美奈     | 9期         | 4      | 2011年6月5日までは正規メンバーながらチーム研究生所属。9期生最後の昇格者。 森は2011年9月2日付で辞退（大場チーム4唯一の辞退者）。 2012年11月1日、大場・島崎・竹内・中村・山内はチームBへ、島田・永尾はチームKへそれぞれ異動。 大場は2013年4月28日よりSKE48と兼任。 2014年4月24日、島崎・中村はチームAへ異動、大場・山内はSKE48へ移籍。 永尾は2016年5月1日、島崎は2016年12月31日、中村は2017年3月30日、島田は2017年11月13日、竹内は2019年5月6日卒業。 |
| 12月8日        | 12月8日 （2011年 6月6日） | 島崎遥香     | 9期         | 4      | 2011年6月5日までは正規メンバーながらチーム研究生所属。9期生最後の昇格者。 森は2011年9月2日付で辞退（大場チーム4唯一の辞退者）。 2012年11月1日、大場・島崎・竹内・中村・山内はチームBへ、島田・永尾はチームKへそれぞれ異動。 大場は2013年4月28日よりSKE48と兼任。 2014年4月24日、島崎・中村はチームAへ異動、大場・山内はSKE48へ移籍。 永尾は2016年5月1日、島崎は2016年12月31日、中村は2017年3月30日、島田は2017年11月13日、竹内は2019年5月6日卒業。 |
| 12月8日        | 12月8日 （2011年 6月6日） | 島田晴香     | 9期         | 4      | 2011年6月5日までは正規メンバーながらチーム研究生所属。9期生最後の昇格者。 森は2011年9月2日付で辞退（大場チーム4唯一の辞退者）。 2012年11月1日、大場・島崎・竹内・中村・山内はチームBへ、島田・永尾はチームKへそれぞれ異動。 大場は2013年4月28日よりSKE48と兼任。 2014年4月24日、島崎・中村はチームAへ異動、大場・山内はSKE48へ移籍。 永尾は2016年5月1日、島崎は2016年12月31日、中村は2017年3月30日、島田は2017年11月13日、竹内は2019年5月6日卒業。 |
| 12月8日        | 12月8日 （2011年 6月6日） | 竹内美宥     | 9期         | 4      | 2011年6月5日までは正規メンバーながらチーム研究生所属。9期生最後の昇格者。 森は2011年9月2日付で辞退（大場チーム4唯一の辞退者）。 2012年11月1日、大場・島崎・竹内・中村・山内はチームBへ、島田・永尾はチームKへそれぞれ異動。 大場は2013年4月28日よりSKE48と兼任。 2014年4月24日、島崎・中村はチームAへ異動、大場・山内はSKE48へ移籍。 永尾は2016年5月1日、島崎は2016年12月31日、中村は2017年3月30日、島田は2017年11月13日、竹内は2019年5月6日卒業。 |
| 12月8日        | 12月8日 （2011年 6月6日） | 永尾まりや   | 9期         | 4      | 2011年6月5日までは正規メンバーながらチーム研究生所属。9期生最後の昇格者。 森は2011年9月2日付で辞退（大場チーム4唯一の辞退者）。 2012年11月1日、大場・島崎・竹内・中村・山内はチームBへ、島田・永尾はチームKへそれぞれ異動。 大場は2013年4月28日よりSKE48と兼任。 2014年4月24日、島崎・中村はチームAへ異動、大場・山内はSKE48へ移籍。 永尾は2016年5月1日、島崎は2016年12月31日、中村は2017年3月30日、島田は2017年11月13日、竹内は2019年5月6日卒業。 |
| 12月8日        | 12月8日 （2011年 6月6日） | 中村麻里子   | 9期         | 4      | 2011年6月5日までは正規メンバーながらチーム研究生所属。9期生最後の昇格者。 森は2011年9月2日付で辞退（大場チーム4唯一の辞退者）。 2012年11月1日、大場・島崎・竹内・中村・山内はチームBへ、島田・永尾はチームKへそれぞれ異動。 大場は2013年4月28日よりSKE48と兼任。 2014年4月24日、島崎・中村はチームAへ異動、大場・山内はSKE48へ移籍。 永尾は2016年5月1日、島崎は2016年12月31日、中村は2017年3月30日、島田は2017年11月13日、竹内は2019年5月6日卒業。 |
| 12月8日        | 12月8日 （2011年 6月6日） | 森杏奈       | 9期         | 4      | 2011年6月5日までは正規メンバーながらチーム研究生所属。9期生最後の昇格者。 森は2011年9月2日付で辞退（大場チーム4唯一の辞退者）。 2012年11月1日、大場・島崎・竹内・中村・山内はチームBへ、島田・永尾はチームKへそれぞれ異動。 大場は2013年4月28日よりSKE48と兼任。 2014年4月24日、島崎・中村はチームAへ異動、大場・山内はSKE48へ移籍。 永尾は2016年5月1日、島崎は2016年12月31日、中村は2017年3月30日、島田は2017年11月13日、竹内は2019年5月6日卒業。 |
| 12月8日        | 12月8日 （2011年 6月6日） | 山内鈴蘭     | 9期         | 4      | 2011年6月5日までは正規メンバーながらチーム研究生所属。9期生最後の昇格者。 森は2011年9月2日付で辞退（大場チーム4唯一の辞退者）。 2012年11月1日、大場・島崎・竹内・中村・山内はチームBへ、島田・永尾はチームKへそれぞれ異動。 大場は2013年4月28日よりSKE48と兼任。 2014年4月24日、島崎・中村はチームAへ異動、大場・山内はSKE48へ移籍。 永尾は2016年5月1日、島崎は2016年12月31日、中村は2017年3月30日、島田は2017年11月13日、竹内は2019年5月6日卒業。 |
| 2011年         | 2011年                    | 氏名         | 加入期      | 昇格先 | 備考 |
| 2月12日        | 2月12日 （6月6日）        | 仲俣汐里     | 10期        | 4      | 6月5日までは正規メンバーながらチーム研究生所属。10期生昇格第1号。 2012年11月1日よりチームAへ異動。 2013年9月23日卒業。 |
| 5月21日        | 5月21日                   | 鈴木紫帆里   | 11期        | B      | 唯一の昇格辞退者かつ2度目の昇格発表経験者、11期生昇格第1号。 2012年11月1日、チームKへ異動。 2015年5月30日卒業。 |
| 5月29日        | 5月29日 （6月6日）        | 市川美織     | 10期        | 4      | 6月5日までは正規メンバーながらチーム研究生所属。 2012年11月1日、チームBへ異動。 2013年4月28日よりNMB48兼任。 2014年4月24日、NMB48へ移籍（2018年5月1日卒業）。 |
| 7月23日        | 7月23日                   | 阿部マリア   | 10期        | 4      | 2012年11月1日、阿部はチームKへ、入山はチームAへそれぞれ異動。 2017年12月1日、阿部はTPE48へ移籍（AKB48 Team TPを経て2019年10月19日卒業）。 入山は2022年3月17日卒業。 |
| 7月23日        | 7月23日                   | 入山杏奈     | 10期        | 4      | 2012年11月1日、阿部はチームKへ、入山はチームAへそれぞれ異動。 2017年12月1日、阿部はTPE48へ移籍（AKB48 Team TPを経て2019年10月19日卒業）。 入山は2022年3月17日卒業。 |
| 2012年         | 2012年                    | 氏名         | 加入期      | 昇格先 | 備考 |
| 3月24日        | 3月24日                   | 加藤玲奈     | 10期        | 4      | 岩田・高橋・田野は12期生昇格第1号。 岩田は最年少昇格記録更新（13歳316日）。2012年11月1日、加藤はチームBへ、川栄・岩田・高橋・田野はチームAへそれぞれ異動。 2014年4月24日、加藤はチーム4へ、高橋はチームBへ、田野はチームKへそれぞれ異動。 川栄は2015年8月4日卒業。 2015年9月1日、加藤はチームBへ、高橋はチーム4へそれぞれ異動。 岩田は2016年5月21日卒業。2018年4月2日、加藤はチームAへ、高橋はチームBへそれぞれ異動。 田野は2018年8月12日、高橋は2019年5月6日、加藤は2022年2月20日卒業。 |
| 3月24日        | 3月24日                   | 川栄李奈     | 11期        | 4      | 岩田・高橋・田野は12期生昇格第1号。 岩田は最年少昇格記録更新（13歳316日）。2012年11月1日、加藤はチームBへ、川栄・岩田・高橋・田野はチームAへそれぞれ異動。 2014年4月24日、加藤はチーム4へ、高橋はチームBへ、田野はチームKへそれぞれ異動。 川栄は2015年8月4日卒業。 2015年9月1日、加藤はチームBへ、高橋はチーム4へそれぞれ異動。 岩田は2016年5月21日卒業。2018年4月2日、加藤はチームAへ、高橋はチームBへそれぞれ異動。 田野は2018年8月12日、高橋は2019年5月6日、加藤は2022年2月20日卒業。 |
| 3月24日        | 3月24日                   | 岩田華怜     | 12期        | 4      | 岩田・高橋・田野は12期生昇格第1号。 岩田は最年少昇格記録更新（13歳316日）。2012年11月1日、加藤はチームBへ、川栄・岩田・高橋・田野はチームAへそれぞれ異動。 2014年4月24日、加藤はチーム4へ、高橋はチームBへ、田野はチームKへそれぞれ異動。 川栄は2015年8月4日卒業。 2015年9月1日、加藤はチームBへ、高橋はチーム4へそれぞれ異動。 岩田は2016年5月21日卒業。2018年4月2日、加藤はチームAへ、高橋はチームBへそれぞれ異動。 田野は2018年8月12日、高橋は2019年5月6日、加藤は2022年2月20日卒業。 |
| 3月24日        | 3月24日                   | 高橋朱里     | 12期        | 4      | 岩田・高橋・田野は12期生昇格第1号。 岩田は最年少昇格記録更新（13歳316日）。2012年11月1日、加藤はチームBへ、川栄・岩田・高橋・田野はチームAへそれぞれ異動。 2014年4月24日、加藤はチーム4へ、高橋はチームBへ、田野はチームKへそれぞれ異動。 川栄は2015年8月4日卒業。 2015年9月1日、加藤はチームBへ、高橋はチーム4へそれぞれ異動。 岩田は2016年5月21日卒業。2018年4月2日、加藤はチームAへ、高橋はチームBへそれぞれ異動。 田野は2018年8月12日、高橋は2019年5月6日、加藤は2022年2月20日卒業。 |
| 3月24日        | 3月24日                   | 田野優花     | 12期        | 4      | 岩田・高橋・田野は12期生昇格第1号。 岩田は最年少昇格記録更新（13歳316日）。2012年11月1日、加藤はチームBへ、川栄・岩田・高橋・田野はチームAへそれぞれ異動。 2014年4月24日、加藤はチーム4へ、高橋はチームBへ、田野はチームKへそれぞれ異動。 川栄は2015年8月4日卒業。 2015年9月1日、加藤はチームBへ、高橋はチーム4へそれぞれ異動。 岩田は2016年5月21日卒業。2018年4月2日、加藤はチームAへ、高橋はチームBへそれぞれ異動。 田野は2018年8月12日、高橋は2019年5月6日、加藤は2022年2月20日卒業。 |
| 6月24日        | 6月24日 （11月1日）       | 伊豆田莉奈   | 10期        | A      | それぞれ10期生・11期生最後の昇格者。昇格先チーム入りはチーム再編後の2012年11月1日。 昇格からチーム再編までは正規メンバーながらどのチームにも所属しない昇格メンバーとして活動。 2014年4月24日、伊豆田はチームBへ、小林はチーム4へ、藤田・小嶋はチームAへそれぞれ異動。 森川は2015年5月30日、小林は2015年8月9日卒業。 2015年9月1日、伊豆田・名取はチーム4へ、藤田はチームKへそれぞれ異動。 名取は2016年2月14日卒業。 2017年7月2日、伊豆田はBNK48へ移籍。 2018年4月2日、小嶋はチームBへ異動。 小嶋は2018年8月12日、藤田は2019年1月7日卒業。 |
| 6月24日        | 6月24日 （11月1日）       | 小林茉里奈   | 10期        | A      | それぞれ10期生・11期生最後の昇格者。昇格先チーム入りはチーム再編後の2012年11月1日。 昇格からチーム再編までは正規メンバーながらどのチームにも所属しない昇格メンバーとして活動。 2014年4月24日、伊豆田はチームBへ、小林はチーム4へ、藤田・小嶋はチームAへそれぞれ異動。 森川は2015年5月30日、小林は2015年8月9日卒業。 2015年9月1日、伊豆田・名取はチーム4へ、藤田はチームKへそれぞれ異動。 名取は2016年2月14日卒業。 2017年7月2日、伊豆田はBNK48へ移籍。 2018年4月2日、小嶋はチームBへ異動。 小嶋は2018年8月12日、藤田は2019年1月7日卒業。 |
| 6月24日        | 6月24日 （11月1日）       | 森川彩香     | 11期        | A      | それぞれ10期生・11期生最後の昇格者。昇格先チーム入りはチーム再編後の2012年11月1日。 昇格からチーム再編までは正規メンバーながらどのチームにも所属しない昇格メンバーとして活動。 2014年4月24日、伊豆田はチームBへ、小林はチーム4へ、藤田・小嶋はチームAへそれぞれ異動。 森川は2015年5月30日、小林は2015年8月9日卒業。 2015年9月1日、伊豆田・名取はチーム4へ、藤田はチームKへそれぞれ異動。 名取は2016年2月14日卒業。 2017年7月2日、伊豆田はBNK48へ移籍。 2018年4月2日、小嶋はチームBへ異動。 小嶋は2018年8月12日、藤田は2019年1月7日卒業。 |
| 6月24日        | 6月24日 （11月1日）       | 藤田奈那     | 10期        | K      | それぞれ10期生・11期生最後の昇格者。昇格先チーム入りはチーム再編後の2012年11月1日。 昇格からチーム再編までは正規メンバーながらどのチームにも所属しない昇格メンバーとして活動。 2014年4月24日、伊豆田はチームBへ、小林はチーム4へ、藤田・小嶋はチームAへそれぞれ異動。 森川は2015年5月30日、小林は2015年8月9日卒業。 2015年9月1日、伊豆田・名取はチーム4へ、藤田はチームKへそれぞれ異動。 名取は2016年2月14日卒業。 2017年7月2日、伊豆田はBNK48へ移籍。 2018年4月2日、小嶋はチームBへ異動。 小嶋は2018年8月12日、藤田は2019年1月7日卒業。 |
| 6月24日        | 6月24日 （11月1日）       | 小嶋菜月     | 11期        | B      | それぞれ10期生・11期生最後の昇格者。昇格先チーム入りはチーム再編後の2012年11月1日。 昇格からチーム再編までは正規メンバーながらどのチームにも所属しない昇格メンバーとして活動。 2014年4月24日、伊豆田はチームBへ、小林はチーム4へ、藤田・小嶋はチームAへそれぞれ異動。 森川は2015年5月30日、小林は2015年8月9日卒業。 2015年9月1日、伊豆田・名取はチーム4へ、藤田はチームKへそれぞれ異動。 名取は2016年2月14日卒業。 2017年7月2日、伊豆田はBNK48へ移籍。 2018年4月2日、小嶋はチームBへ異動。 小嶋は2018年8月12日、藤田は2019年1月7日卒業。 |
| 6月24日        | 6月24日 （11月1日）       | 名取稚菜     | 11期        | B      | それぞれ10期生・11期生最後の昇格者。昇格先チーム入りはチーム再編後の2012年11月1日。 昇格からチーム再編までは正規メンバーながらどのチームにも所属しない昇格メンバーとして活動。 2014年4月24日、伊豆田はチームBへ、小林はチーム4へ、藤田・小嶋はチームAへそれぞれ異動。 森川は2015年5月30日、小林は2015年8月9日卒業。 2015年9月1日、伊豆田・名取はチーム4へ、藤田はチームKへそれぞれ異動。 名取は2016年2月14日卒業。 2017年7月2日、伊豆田はBNK48へ移籍。 2018年4月2日、小嶋はチームBへ異動。 小嶋は2018年8月12日、藤田は2019年1月7日卒業。 |
| 8月24日        | 8月24日 （11月1日）       | 大島涼花     | 13期        | A      | 大島・光宗は13期生昇格第1号。昇格先チーム入りはチーム再編後の2012年11月1日。 昇格からチーム再編までは正規メンバーながらどのチームにも所属しない昇格メンバーとして活動。 大島は最年少昇格記録更新（13歳308日）。 光宗は2012年10月24日付で辞退。 2014年4月24日、大島はチームBへ、武藤はチームAへそれぞれ異動。2015年9月1日、武藤はチームKへ異動。 大島は2017年6月8日、武藤は2023年3月8日卒業。 |
| 8月24日        | 8月24日 （11月1日）       | 武藤十夢     | 12期        | K      | 大島・光宗は13期生昇格第1号。昇格先チーム入りはチーム再編後の2012年11月1日。 昇格からチーム再編までは正規メンバーながらどのチームにも所属しない昇格メンバーとして活動。 大島は最年少昇格記録更新（13歳308日）。 光宗は2012年10月24日付で辞退。 2014年4月24日、大島はチームBへ、武藤はチームAへそれぞれ異動。2015年9月1日、武藤はチームKへ異動。 大島は2017年6月8日、武藤は2023年3月8日卒業。 |
| 8月24日        | 8月24日                   | 光宗薫       | 13期        | K      | 大島・光宗は13期生昇格第1号。昇格先チーム入りはチーム再編後の2012年11月1日。 昇格からチーム再編までは正規メンバーながらどのチームにも所属しない昇格メンバーとして活動。 大島は最年少昇格記録更新（13歳308日）。 光宗は2012年10月24日付で辞退。 2014年4月24日、大島はチームBへ、武藤はチームAへそれぞれ異動。2015年9月1日、武藤はチームKへ異動。 大島は2017年6月8日、武藤は2023年3月8日卒業。 |
| 2013年         | 2013年                    | 氏名         | 加入期      | 昇格先 | 備考 |
| 4月28日        | 4月28日                   | 佐々木優佳里 | 12期        | A      | 12期生最後の昇格者。 2014年4月24日、佐々木・大森はチーム4へ、平田はチームBへそれぞれ異動。 2015年9月1日、佐々木・平田はチームAへ異動。 2018年4月2日、佐々木はチームBへ異動。 平田は2016年8月24日卒業。 2022年4月19日、佐々木はチーム4へ異動。 大森は2023年8月21日、佐々木は2024年2月23日卒業。 |
| 4月28日        | 4月28日                   | 平田梨奈     | 12期        | K      | 12期生最後の昇格者。 2014年4月24日、佐々木・大森はチーム4へ、平田はチームBへそれぞれ異動。 2015年9月1日、佐々木・平田はチームAへ異動。 2018年4月2日、佐々木はチームBへ異動。 平田は2016年8月24日卒業。 2022年4月19日、佐々木はチーム4へ異動。 大森は2023年8月21日、佐々木は2024年2月23日卒業。 |
| 4月28日        | 4月28日                   | 大森美優     | 12期        | B      | 12期生最後の昇格者。 2014年4月24日、佐々木・大森はチーム4へ、平田はチームBへそれぞれ異動。 2015年9月1日、佐々木・平田はチームAへ異動。 2018年4月2日、佐々木はチームBへ異動。 平田は2016年8月24日卒業。 2022年4月19日、佐々木はチーム4へ異動。 大森は2023年8月21日、佐々木は2024年2月23日卒業。 |
| 8月24日        | 8月24日                   | 峯岸みなみ   | 1期         | 4      | 峯岸は2013年2月1日以来204日ぶりの正規メンバー復帰。 相笠・岩立・梅田・岡田彩・北澤・篠崎・髙島・村山・茂木は13期生最後の昇格者。 14期生は初の同期生全員同時昇格。 2014年4月24日、相笠・小嶋はチームKへ、梅田・内山・橋本はチームBへそれぞれ異動。 髙島は2014年12月27日卒業。 2015年9月1日、峯岸・篠崎・茂木はチームKへ、小嶋はチーム4へそれぞれ異動。 橋本・前田は2015年8月9日、内山は2016年2月21日卒業。 岡田奈は2017年2月22日よりSTU48と兼任。 相笠は2017年3月21日、梅田は2017年3月22日、西野は2017年3月27日、岡田彩は2017年6月22日卒業。 2018年4月2日、篠崎はチームA、岩立・北澤はチームB、小嶋はチームKへそれぞれ異動。 小嶋は2019年5月12日、峯岸は2021年5月29日卒業。 2022年4月19日、岩立・岡田奈はチームAへ、篠崎はチームBへそれぞれ異動。 岡田奈は2023年4月2日、北澤は2023年9月5日、茂木は2024年1月19日、篠崎は2024年2月10日、村山は2025年6月15日卒業。 |
| 8月24日        | 8月24日                   | 相笠萌       | 13期        | 4      | 峯岸は2013年2月1日以来204日ぶりの正規メンバー復帰。 相笠・岩立・梅田・岡田彩・北澤・篠崎・髙島・村山・茂木は13期生最後の昇格者。 14期生は初の同期生全員同時昇格。 2014年4月24日、相笠・小嶋はチームKへ、梅田・内山・橋本はチームBへそれぞれ異動。 髙島は2014年12月27日卒業。 2015年9月1日、峯岸・篠崎・茂木はチームKへ、小嶋はチーム4へそれぞれ異動。 橋本・前田は2015年8月9日、内山は2016年2月21日卒業。 岡田奈は2017年2月22日よりSTU48と兼任。 相笠は2017年3月21日、梅田は2017年3月22日、西野は2017年3月27日、岡田彩は2017年6月22日卒業。 2018年4月2日、篠崎はチームA、岩立・北澤はチームB、小嶋はチームKへそれぞれ異動。 小嶋は2019年5月12日、峯岸は2021年5月29日卒業。 2022年4月19日、岩立・岡田奈はチームAへ、篠崎はチームBへそれぞれ異動。 岡田奈は2023年4月2日、北澤は2023年9月5日、茂木は2024年1月19日、篠崎は2024年2月10日、村山は2025年6月15日卒業。 |
| 8月24日        | 8月24日                   | 岩立沙穂     | 13期        | 4      | 峯岸は2013年2月1日以来204日ぶりの正規メンバー復帰。 相笠・岩立・梅田・岡田彩・北澤・篠崎・髙島・村山・茂木は13期生最後の昇格者。 14期生は初の同期生全員同時昇格。 2014年4月24日、相笠・小嶋はチームKへ、梅田・内山・橋本はチームBへそれぞれ異動。 髙島は2014年12月27日卒業。 2015年9月1日、峯岸・篠崎・茂木はチームKへ、小嶋はチーム4へそれぞれ異動。 橋本・前田は2015年8月9日、内山は2016年2月21日卒業。 岡田奈は2017年2月22日よりSTU48と兼任。 相笠は2017年3月21日、梅田は2017年3月22日、西野は2017年3月27日、岡田彩は2017年6月22日卒業。 2018年4月2日、篠崎はチームA、岩立・北澤はチームB、小嶋はチームKへそれぞれ異動。 小嶋は2019年5月12日、峯岸は2021年5月29日卒業。 2022年4月19日、岩立・岡田奈はチームAへ、篠崎はチームBへそれぞれ異動。 岡田奈は2023年4月2日、北澤は2023年9月5日、茂木は2024年1月19日、篠崎は2024年2月10日、村山は2025年6月15日卒業。 |
| 8月24日        | 8月24日                   | 梅田綾乃     | 13期        | 4      | 峯岸は2013年2月1日以来204日ぶりの正規メンバー復帰。 相笠・岩立・梅田・岡田彩・北澤・篠崎・髙島・村山・茂木は13期生最後の昇格者。 14期生は初の同期生全員同時昇格。 2014年4月24日、相笠・小嶋はチームKへ、梅田・内山・橋本はチームBへそれぞれ異動。 髙島は2014年12月27日卒業。 2015年9月1日、峯岸・篠崎・茂木はチームKへ、小嶋はチーム4へそれぞれ異動。 橋本・前田は2015年8月9日、内山は2016年2月21日卒業。 岡田奈は2017年2月22日よりSTU48と兼任。 相笠は2017年3月21日、梅田は2017年3月22日、西野は2017年3月27日、岡田彩は2017年6月22日卒業。 2018年4月2日、篠崎はチームA、岩立・北澤はチームB、小嶋はチームKへそれぞれ異動。 小嶋は2019年5月12日、峯岸は2021年5月29日卒業。 2022年4月19日、岩立・岡田奈はチームAへ、篠崎はチームBへそれぞれ異動。 岡田奈は2023年4月2日、北澤は2023年9月5日、茂木は2024年1月19日、篠崎は2024年2月10日、村山は2025年6月15日卒業。 |
| 8月24日        | 8月24日                   | 岡田彩花     | 13期        | 4      | 峯岸は2013年2月1日以来204日ぶりの正規メンバー復帰。 相笠・岩立・梅田・岡田彩・北澤・篠崎・髙島・村山・茂木は13期生最後の昇格者。 14期生は初の同期生全員同時昇格。 2014年4月24日、相笠・小嶋はチームKへ、梅田・内山・橋本はチームBへそれぞれ異動。 髙島は2014年12月27日卒業。 2015年9月1日、峯岸・篠崎・茂木はチームKへ、小嶋はチーム4へそれぞれ異動。 橋本・前田は2015年8月9日、内山は2016年2月21日卒業。 岡田奈は2017年2月22日よりSTU48と兼任。 相笠は2017年3月21日、梅田は2017年3月22日、西野は2017年3月27日、岡田彩は2017年6月22日卒業。 2018年4月2日、篠崎はチームA、岩立・北澤はチームB、小嶋はチームKへそれぞれ異動。 小嶋は2019年5月12日、峯岸は2021年5月29日卒業。 2022年4月19日、岩立・岡田奈はチームAへ、篠崎はチームBへそれぞれ異動。 岡田奈は2023年4月2日、北澤は2023年9月5日、茂木は2024年1月19日、篠崎は2024年2月10日、村山は2025年6月15日卒業。 |
| 8月24日        | 8月24日                   | 北澤早紀     | 13期        | 4      | 峯岸は2013年2月1日以来204日ぶりの正規メンバー復帰。 相笠・岩立・梅田・岡田彩・北澤・篠崎・髙島・村山・茂木は13期生最後の昇格者。 14期生は初の同期生全員同時昇格。 2014年4月24日、相笠・小嶋はチームKへ、梅田・内山・橋本はチームBへそれぞれ異動。 髙島は2014年12月27日卒業。 2015年9月1日、峯岸・篠崎・茂木はチームKへ、小嶋はチーム4へそれぞれ異動。 橋本・前田は2015年8月9日、内山は2016年2月21日卒業。 岡田奈は2017年2月22日よりSTU48と兼任。 相笠は2017年3月21日、梅田は2017年3月22日、西野は2017年3月27日、岡田彩は2017年6月22日卒業。 2018年4月2日、篠崎はチームA、岩立・北澤はチームB、小嶋はチームKへそれぞれ異動。 小嶋は2019年5月12日、峯岸は2021年5月29日卒業。 2022年4月19日、岩立・岡田奈はチームAへ、篠崎はチームBへそれぞれ異動。 岡田奈は2023年4月2日、北澤は2023年9月5日、茂木は2024年1月19日、篠崎は2024年2月10日、村山は2025年6月15日卒業。 |
| 8月24日        | 8月24日                   | 篠崎彩奈     | 13期        | 4      | 峯岸は2013年2月1日以来204日ぶりの正規メンバー復帰。 相笠・岩立・梅田・岡田彩・北澤・篠崎・髙島・村山・茂木は13期生最後の昇格者。 14期生は初の同期生全員同時昇格。 2014年4月24日、相笠・小嶋はチームKへ、梅田・内山・橋本はチームBへそれぞれ異動。 髙島は2014年12月27日卒業。 2015年9月1日、峯岸・篠崎・茂木はチームKへ、小嶋はチーム4へそれぞれ異動。 橋本・前田は2015年8月9日、内山は2016年2月21日卒業。 岡田奈は2017年2月22日よりSTU48と兼任。 相笠は2017年3月21日、梅田は2017年3月22日、西野は2017年3月27日、岡田彩は2017年6月22日卒業。 2018年4月2日、篠崎はチームA、岩立・北澤はチームB、小嶋はチームKへそれぞれ異動。 小嶋は2019年5月12日、峯岸は2021年5月29日卒業。 2022年4月19日、岩立・岡田奈はチームAへ、篠崎はチームBへそれぞれ異動。 岡田奈は2023年4月2日、北澤は2023年9月5日、茂木は2024年1月19日、篠崎は2024年2月10日、村山は2025年6月15日卒業。 |
| 8月24日        | 8月24日                   | 髙島祐利奈   | 13期        | 4      | 峯岸は2013年2月1日以来204日ぶりの正規メンバー復帰。 相笠・岩立・梅田・岡田彩・北澤・篠崎・髙島・村山・茂木は13期生最後の昇格者。 14期生は初の同期生全員同時昇格。 2014年4月24日、相笠・小嶋はチームKへ、梅田・内山・橋本はチームBへそれぞれ異動。 髙島は2014年12月27日卒業。 2015年9月1日、峯岸・篠崎・茂木はチームKへ、小嶋はチーム4へそれぞれ異動。 橋本・前田は2015年8月9日、内山は2016年2月21日卒業。 岡田奈は2017年2月22日よりSTU48と兼任。 相笠は2017年3月21日、梅田は2017年3月22日、西野は2017年3月27日、岡田彩は2017年6月22日卒業。 2018年4月2日、篠崎はチームA、岩立・北澤はチームB、小嶋はチームKへそれぞれ異動。 小嶋は2019年5月12日、峯岸は2021年5月29日卒業。 2022年4月19日、岩立・岡田奈はチームAへ、篠崎はチームBへそれぞれ異動。 岡田奈は2023年4月2日、北澤は2023年9月5日、茂木は2024年1月19日、篠崎は2024年2月10日、村山は2025年6月15日卒業。 |
| 8月24日        | 8月24日                   | 村山彩希     | 13期        | 4      | 峯岸は2013年2月1日以来204日ぶりの正規メンバー復帰。 相笠・岩立・梅田・岡田彩・北澤・篠崎・髙島・村山・茂木は13期生最後の昇格者。 14期生は初の同期生全員同時昇格。 2014年4月24日、相笠・小嶋はチームKへ、梅田・内山・橋本はチームBへそれぞれ異動。 髙島は2014年12月27日卒業。 2015年9月1日、峯岸・篠崎・茂木はチームKへ、小嶋はチーム4へそれぞれ異動。 橋本・前田は2015年8月9日、内山は2016年2月21日卒業。 岡田奈は2017年2月22日よりSTU48と兼任。 相笠は2017年3月21日、梅田は2017年3月22日、西野は2017年3月27日、岡田彩は2017年6月22日卒業。 2018年4月2日、篠崎はチームA、岩立・北澤はチームB、小嶋はチームKへそれぞれ異動。 小嶋は2019年5月12日、峯岸は2021年5月29日卒業。 2022年4月19日、岩立・岡田奈はチームAへ、篠崎はチームBへそれぞれ異動。 岡田奈は2023年4月2日、北澤は2023年9月5日、茂木は2024年1月19日、篠崎は2024年2月10日、村山は2025年6月15日卒業。 |
| 8月24日        | 8月24日                   | 茂木忍       | 13期        | 4      | 峯岸は2013年2月1日以来204日ぶりの正規メンバー復帰。 相笠・岩立・梅田・岡田彩・北澤・篠崎・髙島・村山・茂木は13期生最後の昇格者。 14期生は初の同期生全員同時昇格。 2014年4月24日、相笠・小嶋はチームKへ、梅田・内山・橋本はチームBへそれぞれ異動。 髙島は2014年12月27日卒業。 2015年9月1日、峯岸・篠崎・茂木はチームKへ、小嶋はチーム4へそれぞれ異動。 橋本・前田は2015年8月9日、内山は2016年2月21日卒業。 岡田奈は2017年2月22日よりSTU48と兼任。 相笠は2017年3月21日、梅田は2017年3月22日、西野は2017年3月27日、岡田彩は2017年6月22日卒業。 2018年4月2日、篠崎はチームA、岩立・北澤はチームB、小嶋はチームKへそれぞれ異動。 小嶋は2019年5月12日、峯岸は2021年5月29日卒業。 2022年4月19日、岩立・岡田奈はチームAへ、篠崎はチームBへそれぞれ異動。 岡田奈は2023年4月2日、北澤は2023年9月5日、茂木は2024年1月19日、篠崎は2024年2月10日、村山は2025年6月15日卒業。 |
| 8月24日        | 8月24日                   | 内山奈月     | 14期        | 4      | 峯岸は2013年2月1日以来204日ぶりの正規メンバー復帰。 相笠・岩立・梅田・岡田彩・北澤・篠崎・髙島・村山・茂木は13期生最後の昇格者。 14期生は初の同期生全員同時昇格。 2014年4月24日、相笠・小嶋はチームKへ、梅田・内山・橋本はチームBへそれぞれ異動。 髙島は2014年12月27日卒業。 2015年9月1日、峯岸・篠崎・茂木はチームKへ、小嶋はチーム4へそれぞれ異動。 橋本・前田は2015年8月9日、内山は2016年2月21日卒業。 岡田奈は2017年2月22日よりSTU48と兼任。 相笠は2017年3月21日、梅田は2017年3月22日、西野は2017年3月27日、岡田彩は2017年6月22日卒業。 2018年4月2日、篠崎はチームA、岩立・北澤はチームB、小嶋はチームKへそれぞれ異動。 小嶋は2019年5月12日、峯岸は2021年5月29日卒業。 2022年4月19日、岩立・岡田奈はチームAへ、篠崎はチームBへそれぞれ異動。 岡田奈は2023年4月2日、北澤は2023年9月5日、茂木は2024年1月19日、篠崎は2024年2月10日、村山は2025年6月15日卒業。 |
| 8月24日        | 8月24日                   | 岡田奈々     | 14期        | 4      | 峯岸は2013年2月1日以来204日ぶりの正規メンバー復帰。 相笠・岩立・梅田・岡田彩・北澤・篠崎・髙島・村山・茂木は13期生最後の昇格者。 14期生は初の同期生全員同時昇格。 2014年4月24日、相笠・小嶋はチームKへ、梅田・内山・橋本はチームBへそれぞれ異動。 髙島は2014年12月27日卒業。 2015年9月1日、峯岸・篠崎・茂木はチームKへ、小嶋はチーム4へそれぞれ異動。 橋本・前田は2015年8月9日、内山は2016年2月21日卒業。 岡田奈は2017年2月22日よりSTU48と兼任。 相笠は2017年3月21日、梅田は2017年3月22日、西野は2017年3月27日、岡田彩は2017年6月22日卒業。 2018年4月2日、篠崎はチームA、岩立・北澤はチームB、小嶋はチームKへそれぞれ異動。 小嶋は2019年5月12日、峯岸は2021年5月29日卒業。 2022年4月19日、岩立・岡田奈はチームAへ、篠崎はチームBへそれぞれ異動。 岡田奈は2023年4月2日、北澤は2023年9月5日、茂木は2024年1月19日、篠崎は2024年2月10日、村山は2025年6月15日卒業。 |
| 8月24日        | 8月24日                   | 小嶋真子     | 14期        | 4      | 峯岸は2013年2月1日以来204日ぶりの正規メンバー復帰。 相笠・岩立・梅田・岡田彩・北澤・篠崎・髙島・村山・茂木は13期生最後の昇格者。 14期生は初の同期生全員同時昇格。 2014年4月24日、相笠・小嶋はチームKへ、梅田・内山・橋本はチームBへそれぞれ異動。 髙島は2014年12月27日卒業。 2015年9月1日、峯岸・篠崎・茂木はチームKへ、小嶋はチーム4へそれぞれ異動。 橋本・前田は2015年8月9日、内山は2016年2月21日卒業。 岡田奈は2017年2月22日よりSTU48と兼任。 相笠は2017年3月21日、梅田は2017年3月22日、西野は2017年3月27日、岡田彩は2017年6月22日卒業。 2018年4月2日、篠崎はチームA、岩立・北澤はチームB、小嶋はチームKへそれぞれ異動。 小嶋は2019年5月12日、峯岸は2021年5月29日卒業。 2022年4月19日、岩立・岡田奈はチームAへ、篠崎はチームBへそれぞれ異動。 岡田奈は2023年4月2日、北澤は2023年9月5日、茂木は2024年1月19日、篠崎は2024年2月10日、村山は2025年6月15日卒業。 |
| 8月24日        | 8月24日                   | 西野未姫     | 14期        | 4      | 峯岸は2013年2月1日以来204日ぶりの正規メンバー復帰。 相笠・岩立・梅田・岡田彩・北澤・篠崎・髙島・村山・茂木は13期生最後の昇格者。 14期生は初の同期生全員同時昇格。 2014年4月24日、相笠・小嶋はチームKへ、梅田・内山・橋本はチームBへそれぞれ異動。 髙島は2014年12月27日卒業。 2015年9月1日、峯岸・篠崎・茂木はチームKへ、小嶋はチーム4へそれぞれ異動。 橋本・前田は2015年8月9日、内山は2016年2月21日卒業。 岡田奈は2017年2月22日よりSTU48と兼任。 相笠は2017年3月21日、梅田は2017年3月22日、西野は2017年3月27日、岡田彩は2017年6月22日卒業。 2018年4月2日、篠崎はチームA、岩立・北澤はチームB、小嶋はチームKへそれぞれ異動。 小嶋は2019年5月12日、峯岸は2021年5月29日卒業。 2022年4月19日、岩立・岡田奈はチームAへ、篠崎はチームBへそれぞれ異動。 岡田奈は2023年4月2日、北澤は2023年9月5日、茂木は2024年1月19日、篠崎は2024年2月10日、村山は2025年6月15日卒業。 |
| 8月24日        | 8月24日                   | 橋本耀       | 14期        | 4      | 峯岸は2013年2月1日以来204日ぶりの正規メンバー復帰。 相笠・岩立・梅田・岡田彩・北澤・篠崎・髙島・村山・茂木は13期生最後の昇格者。 14期生は初の同期生全員同時昇格。 2014年4月24日、相笠・小嶋はチームKへ、梅田・内山・橋本はチームBへそれぞれ異動。 髙島は2014年12月27日卒業。 2015年9月1日、峯岸・篠崎・茂木はチームKへ、小嶋はチーム4へそれぞれ異動。 橋本・前田は2015年8月9日、内山は2016年2月21日卒業。 岡田奈は2017年2月22日よりSTU48と兼任。 相笠は2017年3月21日、梅田は2017年3月22日、西野は2017年3月27日、岡田彩は2017年6月22日卒業。 2018年4月2日、篠崎はチームA、岩立・北澤はチームB、小嶋はチームKへそれぞれ異動。 小嶋は2019年5月12日、峯岸は2021年5月29日卒業。 2022年4月19日、岩立・岡田奈はチームAへ、篠崎はチームBへそれぞれ異動。 岡田奈は2023年4月2日、北澤は2023年9月5日、茂木は2024年1月19日、篠崎は2024年2月10日、村山は2025年6月15日卒業。 |
| 8月24日        | 8月24日                   | 前田美月     | 14期        | 4      | 峯岸は2013年2月1日以来204日ぶりの正規メンバー復帰。 相笠・岩立・梅田・岡田彩・北澤・篠崎・髙島・村山・茂木は13期生最後の昇格者。 14期生は初の同期生全員同時昇格。 2014年4月24日、相笠・小嶋はチームKへ、梅田・内山・橋本はチームBへそれぞれ異動。 髙島は2014年12月27日卒業。 2015年9月1日、峯岸・篠崎・茂木はチームKへ、小嶋はチーム4へそれぞれ異動。 橋本・前田は2015年8月9日、内山は2016年2月21日卒業。 岡田奈は2017年2月22日よりSTU48と兼任。 相笠は2017年3月21日、梅田は2017年3月22日、西野は2017年3月27日、岡田彩は2017年6月22日卒業。 2018年4月2日、篠崎はチームA、岩立・北澤はチームB、小嶋はチームKへそれぞれ異動。 小嶋は2019年5月12日、峯岸は2021年5月29日卒業。 2022年4月19日、岩立・岡田奈はチームAへ、篠崎はチームBへそれぞれ異動。 岡田奈は2023年4月2日、北澤は2023年9月5日、茂木は2024年1月19日、篠崎は2024年2月10日、村山は2025年6月15日卒業。 |
| 2014年         | 2014年                    | 氏名         | 加入期      | 昇格先 | 備考 |
| 2月24日        | 4月24日                   | 市川愛美     | 15期        | A      | 15期生昇格第1号。 達家は現役小学生初の昇格・最年少昇格記録更新（12歳128日）。 2015年9月1日、大和田はチームAへ、市川・向井地はチームKへ、達家はチームBへそれぞれ異動。 土保は2015年8月9日、大和田は2017年3月18日卒業。 2018年4月2日、向井地はチームAへ、込山はチームKへ、達家はチーム4へそれぞれ異動。 大川は2018年12月3日、達家は2020年12月11日卒業。 2022年4月19日、込山・福岡はチームAへ異動。 市川は2023年8月31日、佐藤は2023年9月17日、湯本は2023年10月30日、込山は2025年2月28日卒業。 |
| 2月24日        | 4月24日                   | 達家真姫宝   | 15期        | A      | 15期生昇格第1号。 達家は現役小学生初の昇格・最年少昇格記録更新（12歳128日）。 2015年9月1日、大和田はチームAへ、市川・向井地はチームKへ、達家はチームBへそれぞれ異動。 土保は2015年8月9日、大和田は2017年3月18日卒業。 2018年4月2日、向井地はチームAへ、込山はチームKへ、達家はチーム4へそれぞれ異動。 大川は2018年12月3日、達家は2020年12月11日卒業。 2022年4月19日、込山・福岡はチームAへ異動。 市川は2023年8月31日、佐藤は2023年9月17日、湯本は2023年10月30日、込山は2025年2月28日卒業。 |
| 2月24日        | 4月24日                   | 湯本亜美     | 15期        | K      | 15期生昇格第1号。 達家は現役小学生初の昇格・最年少昇格記録更新（12歳128日）。 2015年9月1日、大和田はチームAへ、市川・向井地はチームKへ、達家はチームBへそれぞれ異動。 土保は2015年8月9日、大和田は2017年3月18日卒業。 2018年4月2日、向井地はチームAへ、込山はチームKへ、達家はチーム4へそれぞれ異動。 大川は2018年12月3日、達家は2020年12月11日卒業。 2022年4月19日、込山・福岡はチームAへ異動。 市川は2023年8月31日、佐藤は2023年9月17日、湯本は2023年10月30日、込山は2025年2月28日卒業。 |
| 2月24日        | 4月24日                   | 大和田南那   | 15期        | B      | 15期生昇格第1号。 達家は現役小学生初の昇格・最年少昇格記録更新（12歳128日）。 2015年9月1日、大和田はチームAへ、市川・向井地はチームKへ、達家はチームBへそれぞれ異動。 土保は2015年8月9日、大和田は2017年3月18日卒業。 2018年4月2日、向井地はチームAへ、込山はチームKへ、達家はチーム4へそれぞれ異動。 大川は2018年12月3日、達家は2020年12月11日卒業。 2022年4月19日、込山・福岡はチームAへ異動。 市川は2023年8月31日、佐藤は2023年9月17日、湯本は2023年10月30日、込山は2025年2月28日卒業。 |
| 2月24日        | 4月24日                   | 福岡聖菜     | 15期        | B      | 15期生昇格第1号。 達家は現役小学生初の昇格・最年少昇格記録更新（12歳128日）。 2015年9月1日、大和田はチームAへ、市川・向井地はチームKへ、達家はチームBへそれぞれ異動。 土保は2015年8月9日、大和田は2017年3月18日卒業。 2018年4月2日、向井地はチームAへ、込山はチームKへ、達家はチーム4へそれぞれ異動。 大川は2018年12月3日、達家は2020年12月11日卒業。 2022年4月19日、込山・福岡はチームAへ異動。 市川は2023年8月31日、佐藤は2023年9月17日、湯本は2023年10月30日、込山は2025年2月28日卒業。 |
| 2月24日        | 4月24日                   | 大川莉央     | 15期        | 4      | 15期生昇格第1号。 達家は現役小学生初の昇格・最年少昇格記録更新（12歳128日）。 2015年9月1日、大和田はチームAへ、市川・向井地はチームKへ、達家はチームBへそれぞれ異動。 土保は2015年8月9日、大和田は2017年3月18日卒業。 2018年4月2日、向井地はチームAへ、込山はチームKへ、達家はチーム4へそれぞれ異動。 大川は2018年12月3日、達家は2020年12月11日卒業。 2022年4月19日、込山・福岡はチームAへ異動。 市川は2023年8月31日、佐藤は2023年9月17日、湯本は2023年10月30日、込山は2025年2月28日卒業。 |
| 2月24日        | 4月24日                   | 込山榛香     | 15期        | 4      | 15期生昇格第1号。 達家は現役小学生初の昇格・最年少昇格記録更新（12歳128日）。 2015年9月1日、大和田はチームAへ、市川・向井地はチームKへ、達家はチームBへそれぞれ異動。 土保は2015年8月9日、大和田は2017年3月18日卒業。 2018年4月2日、向井地はチームAへ、込山はチームKへ、達家はチーム4へそれぞれ異動。 大川は2018年12月3日、達家は2020年12月11日卒業。 2022年4月19日、込山・福岡はチームAへ異動。 市川は2023年8月31日、佐藤は2023年9月17日、湯本は2023年10月30日、込山は2025年2月28日卒業。 |
| 2月24日        | 4月24日                   | 佐藤妃星     | 15期        | 4      | 15期生昇格第1号。 達家は現役小学生初の昇格・最年少昇格記録更新（12歳128日）。 2015年9月1日、大和田はチームAへ、市川・向井地はチームKへ、達家はチームBへそれぞれ異動。 土保は2015年8月9日、大和田は2017年3月18日卒業。 2018年4月2日、向井地はチームAへ、込山はチームKへ、達家はチーム4へそれぞれ異動。 大川は2018年12月3日、達家は2020年12月11日卒業。 2022年4月19日、込山・福岡はチームAへ異動。 市川は2023年8月31日、佐藤は2023年9月17日、湯本は2023年10月30日、込山は2025年2月28日卒業。 |
| 2月24日        | 4月24日                   | 土保瑞希     | 15期        | 4      | 15期生昇格第1号。 達家は現役小学生初の昇格・最年少昇格記録更新（12歳128日）。 2015年9月1日、大和田はチームAへ、市川・向井地はチームKへ、達家はチームBへそれぞれ異動。 土保は2015年8月9日、大和田は2017年3月18日卒業。 2018年4月2日、向井地はチームAへ、込山はチームKへ、達家はチーム4へそれぞれ異動。 大川は2018年12月3日、達家は2020年12月11日卒業。 2022年4月19日、込山・福岡はチームAへ異動。 市川は2023年8月31日、佐藤は2023年9月17日、湯本は2023年10月30日、込山は2025年2月28日卒業。 |
| 2月24日        | 4月24日                   | 向井地美音   | 15期        | 4      | 15期生昇格第1号。 達家は現役小学生初の昇格・最年少昇格記録更新（12歳128日）。 2015年9月1日、大和田はチームAへ、市川・向井地はチームKへ、達家はチームBへそれぞれ異動。 土保は2015年8月9日、大和田は2017年3月18日卒業。 2018年4月2日、向井地はチームAへ、込山はチームKへ、達家はチーム4へそれぞれ異動。 大川は2018年12月3日、達家は2020年12月11日卒業。 2022年4月19日、込山・福岡はチームAへ異動。 市川は2023年8月31日、佐藤は2023年9月17日、湯本は2023年10月30日、込山は2025年2月28日卒業。 |
| 10月3日        | 10月3日                   | 飯野雅       | 15期        | A      | 15期生最後の昇格者。 2015年9月1日、飯野はチーム4へ異動。2018年4月2日、谷口はチームBへ異動。 飯野は2018年1月22日卒業。 2022年4月19日、谷口はチーム4へ異動。 谷口は2024年5月30日卒業。 |
| 10月3日        | 10月3日                   | 谷口めぐ     | 15期        | A      | 15期生最後の昇格者。 2015年9月1日、飯野はチーム4へ異動。2018年4月2日、谷口はチームBへ異動。 飯野は2018年1月22日卒業。 2022年4月19日、谷口はチーム4へ異動。 谷口は2024年5月30日卒業。 |
| 2016年         | 2016年                    | 氏名         | 加入期      | 昇格先 | 備考 |
| 2月10日        | 2月10日                   | 樋渡結依     | ドラフト2期 | A      | AKB48ドラフト2期生昇格第1号。 2018年4月2日、チームBへ異動。 2019年11月28日卒業。 |
| 2017年         | 2017年                    | 氏名         | 加入期      | 昇格先 | 備考 |
| 9月27日        | 9月27日                   | 久保怜音     | ドラフト2期 | K      | AKB48ドラフト2期生最後の昇格者。 2018年4月2日、千葉・西川はチームAへ、久保はチームBへそれぞれ異動。 久保は2022年3月28日、西川は2022年3月30日卒業。 2022年4月19日、山邊はチームKへ異動。 山邊は2023年10月28日卒業。 |
| 9月27日        | 9月27日                   | 西川怜       | ドラフト2期 | B      | AKB48ドラフト2期生最後の昇格者。 2018年4月2日、千葉・西川はチームAへ、久保はチームBへそれぞれ異動。 久保は2022年3月28日、西川は2022年3月30日卒業。 2022年4月19日、山邊はチームKへ異動。 山邊は2023年10月28日卒業。 |
| 9月27日        | 9月27日                   | 山邊歩夢     | ドラフト2期 | B      | AKB48ドラフト2期生最後の昇格者。 2018年4月2日、千葉・西川はチームAへ、久保はチームBへそれぞれ異動。 久保は2022年3月28日、西川は2022年3月30日卒業。 2022年4月19日、山邊はチームKへ異動。 山邊は2023年10月28日卒業。 |
| 9月27日        | 9月27日                   | 千葉恵里     | ドラフト2期 | 4      | AKB48ドラフト2期生最後の昇格者。 2018年4月2日、千葉・西川はチームAへ、久保はチームBへそれぞれ異動。 久保は2022年3月28日、西川は2022年3月30日卒業。 2022年4月19日、山邊はチームKへ異動。 山邊は2023年10月28日卒業。 |
| 12月8日        | 2018年 4月2日             | 鈴木くるみ   | 16期        | A      | 16期生昇格第1号。 田屋は2019年4月7日、前田は2021年3月31日、安田は2022年3月25日卒業。 2022年4月19日、武藤はチームAへ、田口・山内はチームKへ、鈴木・浅井・稲垣はチームBへそれぞれ異動。 稲垣は2022年12月27日、浅井は2024年1月31日卒業。 |
| 12月8日        | 2018年 4月2日             | 田口愛佳     | 16期        | A      | 16期生昇格第1号。 田屋は2019年4月7日、前田は2021年3月31日、安田は2022年3月25日卒業。 2022年4月19日、武藤はチームAへ、田口・山内はチームKへ、鈴木・浅井・稲垣はチームBへそれぞれ異動。 稲垣は2022年12月27日、浅井は2024年1月31日卒業。 |
| 12月8日        | 2018年 4月2日             | 前田彩佳     | 16期        | A      | 16期生昇格第1号。 田屋は2019年4月7日、前田は2021年3月31日、安田は2022年3月25日卒業。 2022年4月19日、武藤はチームAへ、田口・山内はチームKへ、鈴木・浅井・稲垣はチームBへそれぞれ異動。 稲垣は2022年12月27日、浅井は2024年1月31日卒業。 |
| 12月8日        | 2018年 4月2日             | 武藤小麟     | 16期        | K      | 16期生昇格第1号。 田屋は2019年4月7日、前田は2021年3月31日、安田は2022年3月25日卒業。 2022年4月19日、武藤はチームAへ、田口・山内はチームKへ、鈴木・浅井・稲垣はチームBへそれぞれ異動。 稲垣は2022年12月27日、浅井は2024年1月31日卒業。 |
| 12月8日        | 2018年 4月2日             | 安田叶       | 16期        | K      | 16期生昇格第1号。 田屋は2019年4月7日、前田は2021年3月31日、安田は2022年3月25日卒業。 2022年4月19日、武藤はチームAへ、田口・山内はチームKへ、鈴木・浅井・稲垣はチームBへそれぞれ異動。 稲垣は2022年12月27日、浅井は2024年1月31日卒業。 |
| 12月8日        | 2018年 4月2日             | 浅井七海     | 16期        | 4      | 16期生昇格第1号。 田屋は2019年4月7日、前田は2021年3月31日、安田は2022年3月25日卒業。 2022年4月19日、武藤はチームAへ、田口・山内はチームKへ、鈴木・浅井・稲垣はチームBへそれぞれ異動。 稲垣は2022年12月27日、浅井は2024年1月31日卒業。 |
| 12月8日        | 2018年 4月2日             | 稲垣香織     | 16期        | 4      | 16期生昇格第1号。 田屋は2019年4月7日、前田は2021年3月31日、安田は2022年3月25日卒業。 2022年4月19日、武藤はチームAへ、田口・山内はチームKへ、鈴木・浅井・稲垣はチームBへそれぞれ異動。 稲垣は2022年12月27日、浅井は2024年1月31日卒業。 |
| 12月8日        | 2018年 4月2日             | 田屋美咲     | 16期        | 4      | 16期生昇格第1号。 田屋は2019年4月7日、前田は2021年3月31日、安田は2022年3月25日卒業。 2022年4月19日、武藤はチームAへ、田口・山内はチームKへ、鈴木・浅井・稲垣はチームBへそれぞれ異動。 稲垣は2022年12月27日、浅井は2024年1月31日卒業。 |
| 12月8日        | 2018年 4月2日             | 山内瑞葵     | 16期        | 4      | 16期生昇格第1号。 田屋は2019年4月7日、前田は2021年3月31日、安田は2022年3月25日卒業。 2022年4月19日、武藤はチームAへ、田口・山内はチームKへ、鈴木・浅井・稲垣はチームBへそれぞれ異動。 稲垣は2022年12月27日、浅井は2024年1月31日卒業。 |
| 2018年         | 2018年                    | 氏名         | 加入期      | 昇格先 | 備考 |
| 12月8日        | 12月8日                   | 山根涼羽     | 16期        | A      | 矢作・大盛・多田はAKB48ドラフト3期生昇格第1号。 矢作は2020年2月4日卒業。 2022年4月19日、山根はチームKへ、長友はチーム4へそれぞれ異動。 多田は2023年9月10日卒業。 2024年6月1日、山根はKLP48へ移籍。 |
| 12月8日        | 12月8日                   | 長友彩海     | 16期        | K      | 矢作・大盛・多田はAKB48ドラフト3期生昇格第1号。 矢作は2020年2月4日卒業。 2022年4月19日、山根はチームKへ、長友はチーム4へそれぞれ異動。 多田は2023年9月10日卒業。 2024年6月1日、山根はKLP48へ移籍。 |
| 12月8日        | 12月8日                   | 矢作萌夏     | ドラフト3期 | K      | 矢作・大盛・多田はAKB48ドラフト3期生昇格第1号。 矢作は2020年2月4日卒業。 2022年4月19日、山根はチームKへ、長友はチーム4へそれぞれ異動。 多田は2023年9月10日卒業。 2024年6月1日、山根はKLP48へ移籍。 |
| 12月8日        | 12月8日                   | 大盛真歩     | ドラフト3期 | B      | 矢作・大盛・多田はAKB48ドラフト3期生昇格第1号。 矢作は2020年2月4日卒業。 2022年4月19日、山根はチームKへ、長友はチーム4へそれぞれ異動。 多田は2023年9月10日卒業。 2024年6月1日、山根はKLP48へ移籍。 |
| 12月8日        | 12月8日                   | 多田京加     | ドラフト3期 | 4      | 矢作・大盛・多田はAKB48ドラフト3期生昇格第1号。 矢作は2020年2月4日卒業。 2022年4月19日、山根はチームKへ、長友はチーム4へそれぞれ異動。 多田は2023年9月10日卒業。 2024年6月1日、山根はKLP48へ移籍。 |
| 2019年         | 2019年                    | 氏名         | 加入期      | 昇格先 | 備考 |
| 5月13日        | 5月13日                   | 黒須遥香     | 16期        | 4      | 2024年6月1日、黒須はKLP48へ移籍。 |
| 7月27日        | 7月27日                   | 岡田梨奈     | ドラフト3期 | K      | 2022年4月19日、岡田はチーム4へ異動。 小林は2023年5月21日、岡田は2023年10月31日卒業。 |
| 7月27日        | 7月27日                   | 小林蘭       | ドラフト3期 | K      | 2022年4月19日、岡田はチーム4へ異動。 小林は2023年5月21日、岡田は2023年10月31日卒業。 |
| 9月7日         | 9月7日                    | 大竹ひとみ   | ドラフト3期 | B      | 2022年4月19日、大竹・齋藤はチームAへ異動。 齋藤は2024年1月10日、大竹は2024年1月21日卒業。 |
| 9月7日         | 9月7日                    | 齋藤陽菜     | ドラフト3期 | B      | 2022年4月19日、大竹・齋藤はチームAへ異動。 齋藤は2024年1月10日、大竹は2024年1月21日卒業。 |
| 9月12日        | 9月12日                   | 佐藤美波     | 16期        | A      | ともに最遅昇格更新（943日）、AKB48加入から1008日目。 2022年4月19日、佐藤はチームBへ異動。 道枝は2023年9月14日、佐藤は2024年7月1日卒業。 |
| 9月12日        | 9月12日                   | 道枝咲       | 16期        | A      | ともに最遅昇格更新（943日）、AKB48加入から1008日目。 2022年4月19日、佐藤はチームBへ異動。 道枝は2023年9月14日、佐藤は2024年7月1日卒業。 |
| 2020年         | 2020年                    | 氏名         | 加入期      | 昇格先 | 備考 |
| 12月8日        | 12月8日                   | 古川夏凪     | ドラフト3期 | A      | それぞれ16期生・AKB48ドラフト3期生最後の昇格者。 本間は最遅昇格更新（1396日）。 本田は最年長昇格記録更新 (21歳286日) 。 本田は2021年5月27日、本間は2021年10月1日、古川は2022年3月21日、蔵本は2022年3月23日卒業。 2022年4月19日、永野・石綿はチームBへ、吉橋はチームAへそれぞれ異動。 永野は2023年3月22日、石綿は2023年8月7日、吉橋は2023年12月29日卒業。 |
| 12月8日        | 12月8日                   | 本田そら     | ドラフト3期 | A      | それぞれ16期生・AKB48ドラフト3期生最後の昇格者。 本間は最遅昇格更新（1396日）。 本田は最年長昇格記録更新 (21歳286日) 。 本田は2021年5月27日、本間は2021年10月1日、古川は2022年3月21日、蔵本は2022年3月23日卒業。 2022年4月19日、永野・石綿はチームBへ、吉橋はチームAへそれぞれ異動。 永野は2023年3月22日、石綿は2023年8月7日、吉橋は2023年12月29日卒業。 |
| 12月8日        | 12月8日                   | 永野恵       | ドラフト3期 | K      | それぞれ16期生・AKB48ドラフト3期生最後の昇格者。 本間は最遅昇格更新（1396日）。 本田は最年長昇格記録更新 (21歳286日) 。 本田は2021年5月27日、本間は2021年10月1日、古川は2022年3月21日、蔵本は2022年3月23日卒業。 2022年4月19日、永野・石綿はチームBへ、吉橋はチームAへそれぞれ異動。 永野は2023年3月22日、石綿は2023年8月7日、吉橋は2023年12月29日卒業。 |
| 12月8日        | 12月8日                   | 本間麻衣     | 16期        | 4      | それぞれ16期生・AKB48ドラフト3期生最後の昇格者。 本間は最遅昇格更新（1396日）。 本田は最年長昇格記録更新 (21歳286日) 。 本田は2021年5月27日、本間は2021年10月1日、古川は2022年3月21日、蔵本は2022年3月23日卒業。 2022年4月19日、永野・石綿はチームBへ、吉橋はチームAへそれぞれ異動。 永野は2023年3月22日、石綿は2023年8月7日、吉橋は2023年12月29日卒業。 |
| 12月8日        | 12月8日                   | 石綿星南     | ドラフト3期 | 4      | それぞれ16期生・AKB48ドラフト3期生最後の昇格者。 本間は最遅昇格更新（1396日）。 本田は最年長昇格記録更新 (21歳286日) 。 本田は2021年5月27日、本間は2021年10月1日、古川は2022年3月21日、蔵本は2022年3月23日卒業。 2022年4月19日、永野・石綿はチームBへ、吉橋はチームAへそれぞれ異動。 永野は2023年3月22日、石綿は2023年8月7日、吉橋は2023年12月29日卒業。 |
| 12月8日        | 12月8日                   | 蔵本美結     | ドラフト3期 | 4      | それぞれ16期生・AKB48ドラフト3期生最後の昇格者。 本間は最遅昇格更新（1396日）。 本田は最年長昇格記録更新 (21歳286日) 。 本田は2021年5月27日、本間は2021年10月1日、古川は2022年3月21日、蔵本は2022年3月23日卒業。 2022年4月19日、永野・石綿はチームBへ、吉橋はチームAへそれぞれ異動。 永野は2023年3月22日、石綿は2023年8月7日、吉橋は2023年12月29日卒業。 |
| 12月8日        | 12月8日                   | 吉橋柚花     | ドラフト3期 | 4      | それぞれ16期生・AKB48ドラフト3期生最後の昇格者。 本間は最遅昇格更新（1396日）。 本田は最年長昇格記録更新 (21歳286日) 。 本田は2021年5月27日、本間は2021年10月1日、古川は2022年3月21日、蔵本は2022年3月23日卒業。 2022年4月19日、永野・石綿はチームBへ、吉橋はチームAへそれぞれ異動。 永野は2023年3月22日、石綿は2023年8月7日、吉橋は2023年12月29日卒業。 |
| 2024年         | 2024年                    | 氏名         | 加入期      | 昇格先 | 備考 |
| 3月17日        | 3月17日                   | 太田有紀     | 17期        | -      | 17期生は同期生全員同時昇格。 小濱は2024年9月30日卒業。 |
| 3月17日        | 3月17日                   | 小濱心音     | 17期        | -      | 17期生は同期生全員同時昇格。 小濱は2024年9月30日卒業。 |
| 3月17日        | 3月17日                   | 佐藤綺星     | 17期        | -      | 17期生は同期生全員同時昇格。 小濱は2024年9月30日卒業。 |
| 3月17日        | 3月17日                   | 橋本恵理子   | 17期        | -      | 17期生は同期生全員同時昇格。 小濱は2024年9月30日卒業。 |
| 3月17日        | 3月17日                   | 畠山希美     | 17期        | -      | 17期生は同期生全員同時昇格。 小濱は2024年9月30日卒業。 |
| 3月17日        | 3月17日                   | 平田侑希     | 17期        | -      | 17期生は同期生全員同時昇格。 小濱は2024年9月30日卒業。 |
| 3月17日        | 3月17日                   | 布袋百椛     | 17期        | -      | 17期生は同期生全員同時昇格。 小濱は2024年9月30日卒業。 |
| 3月17日        | 3月17日                   | 正鋳真優     | 17期        | -      | 17期生は同期生全員同時昇格。 小濱は2024年9月30日卒業。 |
| 3月17日        | 3月17日                   | 水島美結     | 17期        | -      | 17期生は同期生全員同時昇格。 小濱は2024年9月30日卒業。 |
| 3月17日        | 3月17日                   | 山﨑空       | 17期        | -      | 17期生は同期生全員同時昇格。 小濱は2024年9月30日卒業。 |
| 2025年         | 2025年                    | 氏名         | 加入期      | 昇格先 | 備考 |
| 4月2日         | 4月2日                    | 秋山由奈     | 18期        | -      | 18期生は同期生全員同時昇格。 |
| 4月2日         | 4月2日                    | 新井彩永     | 18期        | -      | 18期生は同期生全員同時昇格。 |
| 4月2日         | 4月2日                    | 工藤華純     | 18期        | -      | 18期生は同期生全員同時昇格。 |
| 4月2日         | 4月2日                    | 久保姫菜乃   | 18期        | -      | 18期生は同期生全員同時昇格。 |
| 4月2日         | 4月2日                    | 迫由芽実     | 18期        | -      | 18期生は同期生全員同時昇格。 |
| 4月2日         | 4月2日                    | 成田香姫奈   | 18期        | -      | 18期生は同期生全員同時昇格。 |
| 4月2日         | 4月2日                    | 八木愛月     | 18期        | -      | 18期生は同期生全員同時昇格。 |
| 4月2日         | 4月2日                    | 山口結愛     | 18期        | -      | 18期生は同期生全員同時昇格。 |

### 旧チーム体制
各メンバーの当該チームでの活動期間については「#メンバー構成の推移」を、キャプテン・副キャプテンの在任期間は「AKB48#歴代キャプテン」を、それぞれ参照。
- 太字：結成時のメンバー
- ■：チーム活動期間中にグループの活動を終了（卒業など）したメンバー
- ▲：チーム活動期間中にチームの異動あるいは兼任解除、グループ移籍となったメンバー
- ▼：チーム活動期間中に研究生に降格したメンバー
- (C)：チームキャプテン
- (V)：チーム副キャプテン
- (8)：チーム8からの兼任メンバー

| 旧体制 （ - 2010年）                              | 初代チームA | 初代チームK | 初代チームB | |
| 旧体制 （ - 2010年）                              | - 板野友美 - 宇佐美友紀 ■ - 浦野一美 ▲ - 大江朝美 ■ - 大島麻衣 ■ - 折井あゆみ ■ - 川崎希 ■ - 小嶋陽菜 - 駒谷仁美 ■ - 佐藤由加理 - 高橋みなみ - 戸島花 ■ - 中西里菜 ■ - 成田梨紗 ■ - 平嶋夏海 ▲ - 星野みちる ■ - 前田敦子 - 増山加弥乃 ■ - 峯岸みなみ - 渡邊志穂 ▲ - 篠田麻里子 - 藤江れいな - 佐藤亜美菜 - 宮崎美穂 - 北原里英 - 中田ちさと - 高城亜樹                    | - 秋元才加 - 今井優 ■ - 上村彩子 ■ - 梅田彩佳 - 大島優子 - 大堀恵 - 奥真奈美 - 小野恵令奈 - 河西智美 - 小林香菜 - 佐藤夏希 - 高田彩奈 ■ - 野呂佳代 - 早野薫 ■ - 増田有華 - 松原夏海 - 宮澤佐江 - 倉持明日香 - 成瀬理沙 ■ - 近野莉菜 | - 井上奈瑠 ■ - 浦野一美 - 多田愛佳 - 柏木由紀 - 片山陽加 - 菊地彩香 ■ - 早乙女美樹 ▼ - 田名部生来 - 仲川遥香 - 仲谷明香 - 野口玲菜 ■ - 平嶋夏海 - 松岡由紀 ■ - 米沢瑠美 - 渡邊志穂 ■ - 渡辺麻友 - 佐伯美香 ■ - 指原莉乃 - 仁藤萌乃 - 小原春香 - 中塚智実 | |
| 2009年組閣体制 （2010年 - 2012年10月31日）        | ('10)高橋チームA | 秋元チームK | 柏木チームB | 大場チーム4 （2011年6月6日 - ） |
| 2009年組閣体制 （2010年 - 2012年10月31日）        | - 岩佐美咲 - 多田愛佳 - 大家志津香 - 片山陽加 - 倉持明日香 - 小嶋陽菜 - 指原莉乃 - 篠田麻里子 - 高城亜樹 - 高橋みなみ (C) - 仲川遥香 - 中田ちさと - 仲谷明香 - 前田敦子 ■ - 前田亜美 - 松原夏海 | - 秋元才加 (C) - 板野友美 - 内田眞由美 - 梅田彩佳 - 大島優子 - 小野恵令奈 ■ - 菊地あやか - 田名部生来 - 中塚智実 - 仁藤萌乃 - 野中美郷 - 藤江れいな - 松井咲子 - 峯岸みなみ - 宮澤佐江 - 米沢瑠美 ■ - 横山由依 - 松井珠理奈 | - 石田晴香 - 奥真奈美 ■ - 河西智美 - 柏木由紀 (C) - 北原里英 - 小林香菜 - 小森美果 - 佐藤亜美菜 - 佐藤すみれ - 佐藤夏希 - 鈴木まりや - 近野莉菜 - 平嶋夏海 ■ - 増田有華 - 宮崎美穂 - 渡辺麻友 - 鈴木紫帆里 - 渡辺美優紀 | - 市川美織 - 大場美奈 (C) - 島崎遥香 - 島田晴香 - 竹内美宥 - 永尾まりや - 仲俣汐里 - 中村麻里子 - 森杏奈 ■ - 山内鈴蘭 - 阿部マリア - 入山杏奈 - 岩田華怜 - 加藤玲奈 - 川栄李奈 - 高橋朱里 - 田野優花 |
| 2012年組閣体制 （2012年11月1日 - 2014年4月23日）  | 篠田チームA ('13)横山チームA | 大島チームK | 梅田チームB | ('13)峯岸チーム4 （2013年8月24日 - ） |
| 2012年組閣体制 （2012年11月1日 - 2014年4月23日）  | - 伊豆田莉奈 - 入山杏奈 - 岩田華怜 - 大島涼花 - 河西智美 ■ - 川栄李奈 - 菊地あやか ■ - 小谷里歩 ▲ - 小林茉里奈 - 佐藤すみれ - 佐藤夏希 ■ - 篠田麻里子 (C/第1次) ■ - 高橋朱里 - 高橋みなみ - 田野優花 - 中塚智実 ■ - 仲俣汐里 ■ - 仁藤萌乃 ■ - 松井咲子 - 森川彩香 - 横山由依 (C/第2次) - 渡辺麻友 - 兒玉遥 - 佐々木優佳里 - 鈴木まりや - 矢倉楓子 - 田北香世子 - 西山怜那 | - 秋元才加 ■ - 阿部マリア - 板野友美 - 内田眞由美 - 大島優子 (C) - 倉持明日香 - 小林香菜 - 佐藤亜美菜 ■ - 島田晴香 - 鈴木紫帆里 - 近野莉菜 - 永尾まりや - 仲谷明香 ■ - 藤田奈那 - 前田亜美 - 増田有華 - 松井珠理奈 - 松原夏海 ■ - 宮崎美穂 - 武藤十夢 - 平田梨奈 - 古畑奈和 - 宮澤佐江 ▲ - 野澤玲奈 - 後藤萌咲 - 下口ひなな                                                                                                 | - 石田安奈 ▲ - 石田晴香 - 市川美織 - 岩佐美咲 - 梅田彩佳 (C) - 大場美奈 - 大家志津香 - 柏木由紀 - 片山陽加 - 加藤玲奈 - 小嶋菜月 - 小嶋陽菜 - 小森美果 ■ - 島崎遥香 - 竹内美宥 - 田名部生来 - 中村麻里子 - 名取稚菜 - 野中美郷 ■ - 藤江れいな - 峯岸みなみ ▼ - 山内鈴蘭 - 渡辺美優紀 - 大森美優 - 高城亜樹 - 川本紗矢 - 横島亜衿                                                                                                  | - 相笠萌 - 岩立沙穂 - 内山奈月 - 梅田綾乃 - 岡田彩花 - 岡田奈々 - 北澤早紀 - 小嶋真子 - 篠崎彩奈 - 髙島祐利奈 - 西野未姫 - 橋本耀 - 前田美月 - 峯岸みなみ (C) - 村山彩希 - 茂木忍 |
| 大組閣体制 （2014年4月24日 - 2015年8月31日）      | ('14)高橋チームA | 横山チームK | 倉持チームB | ('14)峯岸チーム4 |
| 大組閣体制 （2014年4月24日 - 2015年8月31日）      | - 市川愛美 - 入山杏奈 - 岩田華怜 - 片山陽加 ■ - 川栄李奈 - 小嶋菜月 - 小嶋陽菜 - 島崎遥香 - 高橋みなみ (C) - 田北香世子 - 達家真姫宝 - 中田ちさと - 中西智代梨 - 中村麻里子 (V) - 西山怜那 - 藤田奈那 - 古畑奈和 ▲ - 前田亜美 - 松井咲子 ■ - 宮脇咲良 - 武藤十夢 - 森川彩香 ■ - 矢倉楓子 ▲ - 飯野雅 - 谷口めぐ                                                            | - 相笠萌 - 阿部マリア - 石田晴香 - 岩佐美咲 - 内田眞由美 - 北原里英 (V) ▲ - 小嶋真子 - 兒玉遥 - 後藤萌咲 - 小林香菜 - 島田晴香 - 下口ひなな - 鈴木紫帆里 ■ - 鈴木まりや - 田野優花 - 永尾まりや - 松井珠理奈 - 宮崎美穂 - 山本彩 - 湯本亜美 - 横山由依 (C) | - 生駒里奈 ▲ - 伊豆田莉奈 - 内山奈月 - 梅田綾乃 - 大島涼花 - 大家志津香 (V) - 大和田南那 - 小笠原茉由 - 柏木由紀 - 川本紗矢 - 倉持明日香 (C) ■ - 高城亜樹 - 高橋朱里 - 竹内美宥 - 田名部生来 - 朝長美桜 - 名取稚菜 - 野澤玲奈 - 橋本耀 ■ - 平田梨奈 - 福岡聖菜 - 横島亜衿 - 渡辺麻友 | - 岩立沙穂 - 大川莉央 - 大森美優 - 岡田彩花 - 岡田奈々 - 加藤玲奈 - 木﨑ゆりあ (V) - 北澤早紀 - 小谷里歩 ▲ - 小林茉里奈 ■ - 込山榛香 - 佐々木優佳里 - 佐藤妃星 - 篠崎彩奈 - 渋谷凪咲 - 髙島祐利奈 ■ - 土保瑞希 ■ - 西野未姫 - 前田美月 ■ - 峯岸みなみ (C) - 向井地美音 - 村山彩希 - 茂木忍 |
| 春の人事異動体制 （2015年9月1日 - 2018年4月1日）  | ('15)横山チームA | 峯岸チームK | 木﨑チームB | 高橋朱里チーム4 |
| 春の人事異動体制 （2015年9月1日 - 2018年4月1日）  | - 入山杏奈 - 岩田華怜 ■ - 大家志津香 - 大和田南那 ■ - 小笠原茉由 ■ - 小嶋菜月 - 小嶋陽菜 ■ - 佐々木優佳里 - 島崎遥香 ■ - 白間美瑠 - 高橋みなみ ■ - 田北香世子 - 谷口めぐ - 中西智代梨 - 中村麻里子 (V) ■ - 西山怜那 ■ - 平田梨奈 ■ - 前田亜美 ■ - 宮崎美穂 - 宮脇咲良 - 山田菜々美 (8) - 横山由依 (C) - 樋渡結依                                                          | - 相笠萌 ■ - 阿部マリア ▲ - 石田晴香 ■ - 市川愛美 - 兒玉遥 - 篠崎彩奈 - 島田晴香 (V) ■ - 下口ひなな - 鈴木まりや ■ - 高城亜樹 ■ - 田野優花 - 永尾まりや ■ - 中田ちさと ■ - 中野郁海 (8) - 藤田奈那 - 松井珠理奈 ▲ - 峯岸みなみ (C) - 向井地美音 - 武藤十夢 - 茂木忍 - 山本彩 ▲ - 湯本亜美 - 久保怜音 | - 岩佐美咲 ■ - 内田眞由美 ■ - 内山奈月 ■ - 梅田綾乃 ■ - 大島涼花 (V) ■ - 柏木由紀 - 加藤玲奈 - 木﨑ゆりあ (C) ■ - 後藤萌咲 - 小林香菜 ■ - 坂口渚沙 (8) - 竹内美宥 - 達家真姫宝 - 田名部生来 ■ - 福岡聖菜 - 矢吹奈子 - 横島亜衿 ■ - 渡辺麻友 ■ - 渡辺美優紀 ▲ - 馬嘉伶 - 西川怜 - 山邊歩夢 | - 飯野雅 ■ - 伊豆田莉奈 ▲ - 岩立沙穂 - 大川莉央 - 大森美優 - 岡田彩花 ■ - 岡田奈々 (V) - 川本紗矢 - 北川綾巴 - 北澤早紀 - 小嶋真子 - 込山榛香 - 佐藤妃星 - 渋谷凪咲 - 高橋朱里 (C) - 朝長美桜 - 名取稚菜 ■ - 西野未姫 ■ - 野澤玲奈 - 村山彩希 - 千葉恵里 |
| 2017年組閣体制 （2018年4月1日 - 2022年4月18日）   | 岡部チームA | 込山チームK | 高橋朱里チームB 岩立チームB | 村山チーム4 |
| 2017年組閣体制 （2018年4月1日 - 2022年4月18日）   | - 入山杏奈 ■ - 岡部麟 (8/C) - 奥本陽菜 (8) ■ - 小栗有以 (8) - 加藤玲奈 ■ - 後藤萌咲 ■ - 篠崎彩奈 - 下尾みう (8) - 下青木香鈴 (8) ■ - 鈴木くるみ - 田口愛佳 - 谷川聖 (8) ■ - 千葉恵里 - 長久玲奈 (8) ■ - 西川怜 ■ - 早坂つむぎ (8) ■ - 人見古都音 (8) ■ - 前田彩佳 ■ - 宮崎美穂 ■ - 向井地美音 - 吉田華恋 (8) - 山根涼羽 - 佐藤美波 - 道枝咲 - 古川夏凪 ■ - 本田そら ■     | - 市川愛美 - 小田えりな (8) - 倉野尾成美 (8) - 小嶋真子 ■ - 込山榛香 (C) - 下口ひなな - 田野優花 ■ - 寺田美咲 (8) ■ - 中野郁海 (8) ■ - 野澤玲奈 ■ - 橋本陽菜 (8) - 春本ゆき (8) ■ - 左伴彩佳 (8) - 藤田奈那 ■ - 峯岸みなみ ■ - 武藤小麟 - 武藤十夢 - 茂木忍 - 谷口もか (8) ■ - 安田叶 ■ - 山田杏華 (8) - 山田菜々美 (8) ■ - 湯本亜美 - 横道侑里 (8) ■ - 横山結衣 (8) ■ - 長友彩海 - 矢作萌夏 ■ - 岡田梨奈 - 小林蘭 - 永野恵 | - 岩立沙穂(C/第2次) - 太田奈緒 (8) ■ - 大家志津香 ■ - 奥原妃奈子 (8) - 柏木由紀 - 川原美咲 (8) - 北澤早紀 - 久保怜音 ■ - 小嶋菜月 ■ - 佐々木優佳里 - 佐藤朱 (8) ■ - 佐藤栞 (8) ■ - 清水麻璃亜 (8) - 高橋朱里 (C/第1次) ■ - 田北香世子 ■ - 竹内美宥 ■ - 谷口めぐ - 中西智代梨 - 服部有菜 (8) - 樋渡結依 ■ - 福岡聖菜 - 本田仁美 (8) ▲ - 山邊歩夢 - 山本瑠香 (8) ■ - 吉川七瀬 (8) - 大盛真歩 - 大竹ひとみ - 齋藤陽菜 - 本田仁美 (8) | - 浅井七海 - 稲垣香織 ■ - 歌田初夏 (8) - 大川莉央 ■ - 大西桃香 (8) - 大森美優 - 岡田奈々 - 川本紗矢 ■ - 行天優莉奈 (8) - 坂口渚沙 (8) - 佐藤妃星 - 佐藤七海 (8) ■ - 高岡薫 (8) - 髙橋彩音 (8) - 髙橋彩香 (8) - 達家真姫宝 ■ - 田屋美咲 ■ - 永野芹佳 (8) - 野田陽菜乃 (8) ■ - 濵咲友菜 (8) - 平野ひかる (8) - 馬嘉伶 - 宮里莉羅 (8) ■ - 村山彩希 (C) - 山内瑞葵 - 多田京加 - 黒須遥香 - 本間麻衣 ■ - 石綿星南 - 蔵本美結 ■ - 吉橋柚花 |
| 2021年組閣体制 （2022年4月19日 - 2023年10月16日） | 向井地チームA | 田口チームK | 浅井チームB | 倉野尾チーム4 |
| 2021年組閣体制 （2022年4月19日 - 2023年10月16日） | - 岩立沙穂 - 大竹ひとみ - 岡田奈々 ■ - 岡部麟 (8) - 込山榛香 - 齋藤陽菜 - 清水麻璃亜 (8) ■ - 髙橋彩香 (8) ■ - 千葉恵里 - 中西智代梨 ■ - 永野芹佳 (8) - 福岡聖菜 - 本田仁美 (8) - 馬嘉伶 - 道枝咲 ■ - 御供茉白 (8) ■ - 向井地美音 (C) - 武藤小麟 - 吉橋柚花 | - 市川愛美 ■ - 上見天乃 (8) ■ - 大西桃香 (8) - 奥原妃奈子 (8) ■ - 小田えりな (8) - 小林蘭 ■ - 下口ひなな - 髙橋彩音 (8) - 田口愛佳 (C) - 服部有菜 (8) ■ - 濵咲友菜 (8) ■ - 武藤十夢 ■ - 茂木忍 - 山内瑞葵 - 山根涼羽 - 山邊歩夢 - 湯本亜美 | - 浅井七海(C) - 石綿星南 ■ - 稲垣香織 ■ - 大盛真歩 - 小栗有以 (8) - 柏木由紀 - 北澤早紀 - 坂口渚沙 (8) ■ - 佐藤美波 - 篠崎彩奈 - 鈴木くるみ - 徳永羚海 (8) - 永野恵 ■ - 橋本陽菜 (8) - 左伴彩佳 (8) ■ - 平野ひかる (8) ■ - 福留光帆 (8) ■ - 藤園麗 (8) ■ - 山田杏華 (8) | - 歌田初夏 (8) ■ - 大森美優 ■ - 岡田梨奈 - 川原美咲 (8) ■ - 行天優莉奈 (8) - 倉野尾成美 (8/C) - 黒須遥香 - 坂川陽香 (8) - 佐々木優佳里 - 佐藤妃星 ■ - 下尾みう (8) - 高岡薫 (8) ■ - 多田京加 ■ - 谷口めぐ - 長友彩海 - 村山彩希 - 吉川七瀬 (8) ■ - 吉田華恋 (8) ■ |

## チーム再編
AKB48では「組閣」などと称したメンバー異動を伴うチームの再編成が2009年から数年に一度のペースで行われている。

### 組閣（2009年）
この体制より各チームのキャプテンが設置された。記載のないメンバー（8期研究生）については据え置きとなった。
- 発表：2009年8月23日『AKB104選抜メンバー組閣祭り』[24]
- 施行
  - チームA：2010年7月27日
  - チームK：2010年3月12日
  - チームB：2010年5月21日

|                   |             | 新所属                                                                    | 新所属                                                       | 新所属                                                | 新所属                        |
| ('10) 高橋チームA | 秋元チームK | 柏木チームB                                                               | SDN48へ移籍                                                  |                                                       |                               |
| ----------------- | ----------- | ------------------------------------------------------------------------- | ------------------------------------------------------------ | ----------------------------------------------------- | ----------------------------- |
| 旧所属            | チームA     | 小嶋陽菜 篠田麻里子 高城亜樹 高橋みなみ（キャプテン） 中田ちさと 前田敦子 | 板野友美 藤江れいな 峯岸みなみ                               | 北原里英 佐藤亜美菜 宮崎美穂                          | 佐藤由加理                    |
| 旧所属            | チームK     | 倉持明日香 松原夏海                                                       | 秋元才加（キャプテン） 梅田彩佳 小野恵令奈 大島優子 宮澤佐江 | 奥真奈美 河西智美 小林香菜 佐藤夏希 近野莉菜 増田有華 | 大堀恵 野呂佳代（キャプテン） |
| 旧所属            | チームB     | 多田愛佳 片山陽加 指原莉乃 仲川遥香 仲谷明香                              | 田名部生来 中塚智実 仁藤萌乃 米沢瑠美 小原春香               | 柏木由紀（キャプテン） 平嶋夏海 渡辺麻友              | 浦野一美 小原春香             |
| 旧所属            | 研究生      | 岩佐美咲 大家志津香 前田亜美 鈴木まりや                                   | 内田眞由美 菊地あやか 野中美郷 松井咲子                      | 石田晴香 小森美果 佐藤すみれ 鈴木紫帆里 鈴木まりや    |                               |

### 組閣（2012年）
2012年に発表された体制ではチーム4が消滅し、3チーム制に戻った。記載のないメンバー（研究生）については据え置きとなった。
- 発表：2012年8月24日『AKB48 in TOKYO DOME 〜1830mの夢〜』初日公演[25]
- 施行：2012年11月1日[26]

|             |                   | 新所属                                                          | 新所属                                                             | 新所属                                                           | 新所属                                                |
| 篠田チームA | 大島チームK       | 梅田チームB                                                     | 姉妹グループへ移籍                                                 |                                                                  |                                                       |
| ----------- | ----------------- | --------------------------------------------------------------- | ------------------------------------------------------------------ | ---------------------------------------------------------------- | ----------------------------------------------------- |
| 旧所属      | ('10) 高橋チームA | 篠田麻里子（キャプテン） 高橋みなみ （AKB48グループ総監督就任） | 倉持明日香 中田ちさと 仲谷明香 前田亜美 松原夏海                   | 岩佐美咲 大家志津香 片山陽加 小嶋陽菜                            | 多田愛佳（HKT48） 高城亜樹（JKT48） 仲川遥香（JKT48） |
| 旧所属      | 秋元チームK       | 菊地あやか 中塚智実 仁藤萌乃 松井咲子 横山由依                  | 秋元才加 板野友美 内田眞由美 大島優子（キャプテン） 松井珠理奈     | 梅田彩佳（キャプテン） 田名部生来 野中美郷 藤江れいな 峯岸みなみ | 宮澤佐江（SNH48）                                     |
| 旧所属      | 柏木チームB       | 河西智美 佐藤すみれ 佐藤夏希 渡辺麻友                           | 北原里英 小林香菜 佐藤亜美菜 鈴木紫帆里 近野莉菜 増田有華 宮崎美穂 | 石田晴香 柏木由紀 小森美果 渡辺美優紀                            | 鈴木まりや（SNH48）                                   |
| 旧所属      | チーム4           | 入山杏奈 岩田華怜 川栄李奈 高橋朱里 田野優花 仲俣汐里           | 阿部マリア 島田晴香 永尾まりや                                     | 市川美織 大場美奈 加藤玲奈 島崎遥香 竹内美宥 中村麻里子 山内鈴蘭 |                                                       |
| 旧所属      | チーム未定        | 伊豆田莉奈 小林茉里奈 森川彩香                                  | 藤田奈那                                                           | 小嶋菜月 名取稚菜                                                |                                                       |
| 旧所属      | 研究生            | 大島涼花                                                        | 光宗薫 武藤十夢                                                    |                                                                  |                                                       |
| 旧所属      | 姉妹グループ      | 小谷里歩                                                        |                                                                    | 石田安奈                                                         |                                                       |

### AKB48グループ大組閣祭り
AKB48グループ全体では初の大規模なチーム再編である。AKB48グループのチーム再編としては初めて異議申し立て期間が設けられた。
- 発表：2014年2月24日『AKB48グループ大組閣祭り〜時代は変わる。だけど、僕らは前しか向かねえ!〜』
- 異議申し立て期間：2014年2月24日 - 2月26日18時[27]
- 施行：2014年4月24日[注釈 31]

|                   |                       | 新所属 | 新所属 | 新所属                                                                                               | 新所属 | 新所属 |
| ('14) 高橋チームA | 横山チームK           | 倉持チームB                                                                                                   | ('14) 峯岸チーム4 | 姉妹グループへ移籍                                                                                   | | |
| ----------------- | --------------------- | --- | --- | --- | --- | --- |
| 旧所属            | ('13) 横山チームA     | 入山杏奈 岩田華怜 川栄李奈 菊地あやか 田北香世子 高橋みなみ（キャプテン） 西山怜那 松井咲子 森川彩香 矢倉楓子 | 兒玉遥 鈴木まりや 田野優花 横山由依（キャプテン）                                                                              | 伊豆田莉奈 大島涼花 高橋朱里 渡辺麻友                                                                | 小林茉里奈 佐々木優佳里                                                                                         | 岩田華怜（SKE48チームS） 菊地あやか（NMB48チームN） 佐藤すみれ（SKE48チームE） |
| 旧所属            | 大島チームK           | 中田ちさと 藤田奈那 古畑奈和 前田亜美 武藤十夢                                                                | 阿部マリア 内田眞由美 北原里英（副キャプテン） 後藤萌咲 小林香菜 島田晴香 下口ひなな 鈴木紫帆里 永尾まりや 松井珠理奈 宮崎美穂 | 倉持明日香（キャプテン） 野澤玲奈 平田梨奈                                                           | | 近野莉菜（JKT48） |
| 旧所属            | 梅田チームB           | 片山陽加 小嶋菜月 小嶋陽菜 島崎遥香 中村麻里子（副キャプテン）                                                | 石田晴香 岩佐美咲 野中美郷 | 大家志津香（副キャプテン） 柏木由紀 川本紗矢 高城亜樹 竹内美宥 田名部生来 名取稚菜 野中美郷 横島亜衿 | 大森美優 加藤玲奈                                                                                               | 梅田彩佳（NMB48チームBII） 藤江れいな（NMB48チームM） 山内鈴蘭（SKE48チームS） 市川美織 （NMB48チームN兼任 → NMB48チームBII） 大場美奈（SKE48チームKII兼任 → SKE48チームKII） 渡辺美優紀 |
| 旧所属            | ('13) 峯岸チーム4     | | 相笠萌 小嶋真子 | 内山奈月 梅田綾乃 橋本耀                                                                             | 峯岸みなみ 岩立沙穂 岡田彩花 岡田奈々 北澤早紀 篠崎彩奈 髙島祐利奈 西野未姫 前田美月 峯岸みなみ 村山彩希 茂木忍 | 髙島祐利奈（SKE48チームKII） |
| 旧所属            | 研究生                | 市川愛美 達家真姫宝                                                                                           | 湯本亜美 | 大和田南那 福岡聖菜                                                                                  | 大川莉央 込山榛香 佐藤妃星 土保瑞希 向井地美音                                                                  | |
| 旧所属            | 姉妹グループ 乃木坂46 | 中西智代梨 （HKT48より移籍） 宮脇咲良                                                                         | 山本彩 | 生駒里奈 小笠原茉由 （NMB48より移籍） 朝長美桜                                                       | 木﨑ゆりあ（副キャプテン） （SKE48より移籍） 小谷里歩 渋谷凪咲                                                  | |

### 春の人事異動
大組閣祭り同様に異議申し立ての期間が設けられたが、新体制での所属の変更や中止になったメンバーはいなかった。この体制では初めて、同一グループ内でのチーム間兼任がチーム8メンバーを対象に行われた。チーム8については兼任メンバー以外再編に関与していない。
- 発表：2015年3月26日『AKB48 春の単独コンサート〜ジキソー未だ修行中!〜』[28]
- 施行：2015年9月1日

打ち消し線の入っている者は、発表から施行の間に卒業。
|                   |                   | 新所属 | 新所属 | 新所属 | 新所属 | 新所属                                                     |
| ('15) 横山チームA | 峯岸チームK       | 木﨑チームB | 高橋朱里チーム4 | その他異動 | |                                                            |
| ----------------- | ----------------- | --- | --- | --- | --- | ---------------------------------------------------------- |
| 旧所属            | ('14) 高橋チームA | 入山杏奈 岩田華怜 小嶋菜月 小嶋陽菜 島崎遥香 高橋みなみ 田北香世子 谷口めぐ 中西智代梨 中村麻里子（副キャプテン） 西山怜那 前田亜美 宮脇咲良 | 市川愛美 中田ちさと 藤田奈那 松井咲子 武藤十夢                                                                                   | 達家真姫宝 | 飯野雅 | 川栄李奈（卒業） 古畑奈和（兼任解除） 矢倉楓子（兼任解除） |
| 旧所属            | 横山チームK       | 宮崎美穂 横山由依（キャプテン） | 相笠萌 阿部マリア 石田晴香 兒玉遥 島田晴香 （副キャプテン） 下口ひなな 鈴木まりや 田野優花 永尾まりや 松井珠理奈 山本彩 湯本亜美 | 岩佐美咲 内田眞由美 後藤萌咲 小林香菜                                                                                | 小嶋真子 | 北原里英（NGT48へ移籍）                                    |
| 旧所属            | 倉持チームB       | 大家志津香 大和田南那 小笠原茉由 平田梨奈 | 高城亜樹 | 大島涼花（副キャプテン） 内山奈月 梅田綾乃 柏木由紀 倉持明日香 竹内美宥 田名部生来 橋本耀 福岡聖菜 横島亜衿 渡辺麻友 | 高橋朱里（キャプテン） 伊豆田莉奈 川本紗矢 朝長美桜 名取稚菜 野澤玲奈                                                                | 生駒里奈（兼任解除）                                       |
| 旧所属            | ('14) 峯岸チーム4 | 佐々木優佳里 | 篠崎彩奈 峯岸みなみ（キャプテン） 向井地美音 茂木忍                                                                              | 加藤玲奈 木﨑ゆりあ（キャプテン） 小林茉里奈                                                                         | 岩立沙穂 大川莉央 大森美優 岡田彩花 岡田奈々（副キャプテン） 北澤早紀 込山榛香 佐藤妃星 渋谷凪咲 土保瑞希 西野未姫 前田美月 村山彩希 | 小谷里歩（兼任解除）                                       |
| 旧所属            | チーム8           | 山田菜々美（兼任開始） | 中野郁海（兼任開始） | 坂口渚沙（兼任開始）                                                                                                 | |                                                            |
| 旧所属            | 姉妹グループ      | 白間美瑠 | | 矢吹奈子 渡辺美優紀                                                                                                  | 北川綾巴 |                                                            |

### 組閣（2017年）
この体制ではチーム8のメンバー全員が他チームとの兼任となるほか、研究生はそれぞれチーム所属となった。また、姉妹グループからの兼任についてはすべて解除され、2012年以来6年ぶりにAKB48に本籍を置くメンバーのみでの体制となった。各チームの副キャプテンは設置されていない。
- 発表：2017年12月8日『AKB48劇場 12周年特別記念公演』[29]
- 施行：2018年4月から5月にかけて順次[注釈 11]

打ち消し線の入っている者は、発表から施行の間に卒業。
|             |                      | 新所属 | 新所属 | 新所属                                                                                    | 新所属 | 新所属                     | 新所属 |
| 岡部チームA | 込山チームK          | 高橋朱里チームB                                                                                           | 村山チーム4 | 兼任解除                                                                                  | |                            |        |
| ----------- | -------------------- | --- | --- | ----------------------------------------------------------------------------------------- | --- | -------------------------- | ------ |
| 旧所属      | ('15) 横山チームA    | 入山杏奈 宮崎美穂 横山由依                                                                                | （山田菜々美） | 大家志津香 小嶋菜月 佐々木優佳里 田北香世子 谷口めぐ 中西智代梨 樋渡結依                  | | 白間美瑠 宮脇咲良          |        |
| 旧所属      | 峯岸チームK          | 篠崎彩奈 向井地美音                                                                                       | 市川愛美 下口ひなな 田野優花 （中野郁海） 藤田奈那 峯岸みなみ 武藤十夢 茂木忍 湯本亜美                                                      | 久保怜音                                                                                  | | 兒玉遥                     |        |
| 旧所属      | （木﨑）チームB      | 加藤玲奈 後藤萌咲 西川怜                                                                                  | | 柏木由紀 竹内美宥 福岡聖菜 山邊歩夢                                                       | （坂口渚沙） 達家真姫宝 馬嘉伶 | 矢吹奈子                   |        |
| 旧所属      | 高橋朱里チーム4      | 千葉恵里                                                                                                  | 小嶋真子 込山榛香（キャプテン） 野澤玲奈 | 岩立沙穂 北澤早紀 高橋朱里（キャプテン）                                                  | 大川莉央 大森美優 岡田奈々 川本紗矢 佐藤妃星 村山彩希（キャプテン）                                                                    | 北川綾巴 渋谷凪咲 朝長美桜 |        |
| 旧所属      | チーム8 （兼任開始） | 岡部麟（キャプテン） 奥本陽菜 小栗有以 下尾みう 下青木香鈴 谷川聖 長久玲奈 早坂つむぎ 人見古都音 吉田華恋 | 小田えりな 倉野尾成美 寺田美咲 中野郁海（兼任継続） 橋本陽菜 春本ゆき 左伴彩佳 谷口もか 山田杏華 山田菜々美（兼任先変更） 横道侑里 横山結衣 | 太田奈緒 奥原妃奈子 川原美咲 佐藤朱 佐藤栞 清水麻璃亜 服部有菜 本田仁美 山本瑠香 吉川七瀬 | 歌田初夏 大西桃香 行天優莉奈 坂口渚沙（兼任先変更） 佐藤七海 高岡薫 髙橋彩音 髙橋彩香 永野芹佳 野田陽菜乃 濵咲友菜 平野ひかる 宮里莉羅 |                            |        |
| 旧所属      | 研究生 （昇格）      | 鈴木くるみ 田口愛佳 前田彩佳                                                                              | 武藤小麟 安田叶 |                                                                                           | 浅井七海 稲垣香織 田屋美咲 山内瑞葵 |                            |        |
| 旧所属      | 研究生               | チームA所属研究生 佐藤美波 庄司なぎさ 道枝咲 山根涼羽                                                     | チームK所属研究生 長友彩海 | チームB所属研究生 梅本和泉 播磨七海                                                       | チーム4所属研究生 黒須遥香 本間麻衣 |                            |        |

### 組閣（2021年）
この体制では研究生はいないため昇格はなく、兼任していなかったチーム8メンバーも全員が新規に他チームとの兼任になった。2021年12月に卒業予定の横山由依と大家志津香によって発表された。
- 発表：2021年12月8日『AKB48劇場 16周年特別記念公演』[31]
- 施行：2022年4月19日[注釈 55]

◆は組閣前からのチーム8からの兼任者。打ち消し線の入っている者は、発表から施行の間に卒業。
| 旧所属 | 岡部チームA          | 入山杏奈 ◆岡部麟 千葉恵里 古川夏凪 道枝咲 向井地美音（キャプテン）     | ◆奥本陽菜 田口愛佳（キャプテン） 宮崎美穂 山根涼羽                     | ◆小栗有以 加藤玲奈 佐藤美波 篠崎彩奈 鈴木くるみ 西川怜         | ◆下尾みう ◆吉田華恋                                                                 |
| 旧所属 | 込山チームK          | 込山榛香 武藤小麟                                                      | 市川愛美 ◆小田えりな 小林蘭 下口ひなな 武藤十夢 茂木忍 安田叶 湯本亜美 | 永野恵 ◆橋本陽菜 ◆左伴彩佳 ◆山田杏華                           | 岡田梨奈 ◆倉野尾成美（キャプテン） 長友彩海                                         |
| 旧所属 | 岩立チームB          | 岩立沙穂 大竹ひとみ 齋藤陽菜 ◆清水麻璃亜 中西智代梨 福岡聖菜 ◆本田仁美 | ◆奥原妃奈子 久保怜音 ◆服部有菜 山邊歩夢                                | 大盛真歩 柏木由紀 北澤早紀                                     | ◆川原美咲 佐々木優佳里 田北香世子 谷口めぐ ◆吉川七瀬                                |
| 旧所属 | 村山チーム4          | 岡田奈々 ◆髙橋彩香 ◆永野芹佳 馬嘉伶 吉橋柚花                           | ◆大西桃香 ◆髙橋彩音 ◆濵咲友菜 山内瑞葵                                 | 浅井七海（キャプテン） 石綿星南 稲垣香織 ◆坂口渚沙 ◆平野ひかる | ◆歌田初夏 大森美優 ◆行天優莉奈 蔵本美結 黒須遥香 佐藤妃星 ◆高岡薫 多田京加 村山彩希 |
| 旧所属 | チーム8 （兼任開始） | 御供茉白                                                               | 上見天乃                                                               | 徳永羚海 福留光帆 藤園麗                                       | 坂川陽香                                                                            |

## 劇場公演での特殊形態
初期に「ばら組」「ゆり組」構想や「ひまわり組」公演などチームの枠を外した特殊形態での劇場公演の試みが行われていた。2015年9月に通常公演としてチームの枠を外した劇場公演が再び始まり、演目が増えていった。その後、終演を迎えた演目があるものの新たな演目を追加してチームの枠を外した形態での通常公演が継続的に行われている。

### ばら組・ゆり組構想
2006年11月4日のファーストコンサート終了後に発表。2007年度より2組に分かれて公演する構想だったが、方針の転換により見送られた。
当初発表されていたメンバー構成は以下の通り（チーム名は当時）。
- ばら組（18名）
  - チームA：浦野一美、大島麻衣、折井あゆみ、小嶋陽菜、駒谷仁美、高橋みなみ、平嶋夏海、増山加弥乃、峯岸みなみ、渡邊志穂
  - チームK：秋元才加、今井優、大堀恵、小野恵令奈、河西智美、小林香菜、野呂佳代、松原夏海

- ゆり組（18名）
  - チームA：板野友美、大江朝美、川崎希、佐藤由加理、篠田麻里子、戸島花、中西里菜、成田梨紗、星野みちる、前田敦子
  - チームK：梅田彩佳、大島優子、奥真奈美、佐藤夏希、高田彩奈、早野薫、増田有華、宮澤佐江

### ひまわり組公演
2007年7月から2008年4月まで行われたチームAとチームKの合同公演。足りないメンバーは研究生から補充され、公演期間中に4名がチームに昇格した。
目的（ひまわり組開始当初の公式ブログでの発表）は、
1. チームAとチームKを混在させることで、新たなユニット・MCが生まれ、メンバーそれぞれの新しい可能性を探すチャンスになる。
2. マスメディアの取材や収録が入っても、ダブルスタンバイにより常に16名で公演を行うことが可能であり、公演の質が安定する。

下表が公演出演メンバー。（ ）内に併記されたメンバーが入れ替わり、1回の公演で16名（2ndでは18 - 20名）が出演。
1st「僕の太陽」（休演：梅田彩佳）
秋元才加（成瀬理沙）、板野友美（戸島花）、大島麻衣（倉持明日香）、大島優子（川崎希）、小野恵令奈（奥真奈美）、河西智美（小林香菜）、小嶋陽菜（佐藤亜美菜）、佐藤夏希（駒谷仁美）
篠田麻里子（大堀恵）、高橋みなみ（大江朝美）、中西里菜（佐藤由加理）、野呂佳代（松原夏海）、前田敦子（成田梨紗）、増田有華（出口陽）、峯岸みなみ（早野薫）、宮澤佐江（増山加弥乃）
2nd「夢を死なせるわけにいかない」（休演：大江朝美、中西里菜、梅田彩佳）
秋元才加（成瀬理沙）、板野友美（川崎希）、大島麻衣（倉持明日香）、大島優子（佐藤亜美菜）、小野恵令奈（奥真奈美）、河西智美（小林香菜）、小嶋陽菜（戸島花）、佐藤夏希（駒谷仁美）
篠田麻里子（大堀恵）、高橋みなみ（駒谷仁美、宮崎美穂）、野呂佳代（松原夏海）、前田敦子（成田梨紗）、増田有華（小原春香、近野莉菜）、峯岸みなみ（早野薫）、宮澤佐江（藤江れいな）

## シングル選抜
AKB48では、グループが大人数であること、通常はそれぞれのチームに分かれて公演を行っていることなどから、シングルをリリースする際は、シングル表題曲を歌唱するシングル選抜メンバーが選定される。AKB48では様々な目的でメンバーの選抜が行われるが、単に「選抜」と言った場合には、シングル選抜のことを指している場合が多く、シングル選抜メンバーは一般的な認知度も高くなり、AKB48=シングル選抜と見なされることもある。シングル選抜メンバーの中でもCDのジャケット、写真集、雑誌のグラビア写真、楽曲宣伝などに優先的に出演できるメンバーはメディア選抜と呼ばれ、区別されることがある。SKE48が結成されて以降、AKB48のシングル選抜に姉妹グループのメンバーも選出されるようになった。
シングル選抜制度は、2期生が2006年4月に加入してメンバーが37名となったことから、同年10月リリースのメジャー・デビューシングル表題曲「会いたかった」の歌唱メンバーを20名とした時から始まっている。
シングル選抜メンバーは、通常は総合プロデューサーの秋元康を中心とする運営スタッフによって決定されるが、通常とは異なる選抜方法として「選抜総選挙」と「じゃんけん大会」がある。

### カップリング曲
シングル表題曲を歌唱するシングル選抜メンバーに準じて、シングルのカップリング曲を歌唱するアンダーガールズがある。第1回選抜総選挙でシングル選抜（21位まで）の次の22位 - 30位のメンバー9名によるカップリング曲歌唱ユニットに名付けられた名称であるが、選抜総選挙によるシングル以外のカップリング曲を歌唱するユニットにも使用されるようになった。
カップリング曲歌唱ユニットとして、アンダーガールズのほかにも「シアターガールズ」、「DIVA」（派生ユニット「DiVA」とは別物）、「スペシャルガールズ」などの名義がある。
下表は、「カップリング曲担当ユニット」のうちの企画ユニットによるものやチーム・研究生単位のものを除いて、アンダーガールズと同様にシングル選抜以外のメンバーによることを主としたカップリング曲の一覧表である。
シングル選抜と同様にメンバーはその都度選ばれ、人数も一定ではない。各カップリング曲におけるメンバーについては、「AKB48関連の楽曲一覧#シングル」を参照のこと。
| シングル                       | 楽曲                             | 名義                           | 備考                                                                           |
| ------------------------------ | -------------------------------- | ------------------------------ | ------------------------------------------------------------------------------ |
| 言い訳Maybe                    | 飛べないアゲハチョウ             | アンダーガールズ               | 第1回選抜総選挙で22位 - 30位となったメンバーで構成                             |
| RIVER                          | 君のことが好きだから             | アンダーガールズ               |                                                                                |
| RIVER                          | ひこうき雲                       | シアターガールズ               |                                                                                |
| ポニーテールとシュシュ         | 盗まれた唇                       | アンダーガールズ               |                                                                                |
| ポニーテールとシュシュ         | 僕のYELL                         | シアターガールズ               |                                                                                |
| ヘビーローテーション           | 涙のシーソーゲーム               | アンダーガールズ               | 第2回選抜総選挙で22位 - 40位となったメンバーで構成                             |
| Beginner                       | 僕だけのvalue                    | アンダーガールズ               |                                                                                |
| Beginner                       | 泣ける場所                       | DIVA                           |                                                                                |
| 桜の木になろう                 | 偶然の十字路                     | アンダーガールズ               |                                                                                |
| 桜の木になろう                 | エリアK                          | DIVA                           |                                                                                |
| Everyday、カチューシャ         | 人の力                           | アンダーガールズ               |                                                                                |
| フライングゲット               | 抱きしめちゃいけない             | アンダーガールズ               | 第3回選抜総選挙で22位 - 40位となったメンバーで構成                             |
| 風は吹いている                 | 君の背中                         | アンダーガールズ               |                                                                                |
| 風は吹いている                 | Vamos                            | アンダーガールズ ばら組        |                                                                                |
| 風は吹いている                 | ゴンドラリフト                   | アンダーガールズ ゆり組        |                                                                                |
| GIVE ME FIVE!                  | NEW SHIP                         | スペシャルガールズA            | 選抜メンバーも一部参加                                                         |
| GIVE ME FIVE!                  | 羊飼いの旅                       | スペシャルガールズB            | 選抜メンバーも一部参加                                                         |
| GIVE ME FIVE!                  | ユングやフロイトの場合           | スペシャルガールズC            |                                                                                |
| 真夏のSounds good !            | 3つの涙                          | スペシャルガールズ             |                                                                                |
| ギンガムチェック               | なんてボヘミアン                 | アンダーガールズ               | 第4回選抜総選挙で17位 - 32位となったメンバーで構成                             |
| ギンガムチェック               | ドレミファ音痴                   | ネクストガールズ               | 第4回選抜総選挙で33位 - 48位となったメンバーで構成                             |
| ギンガムチェック               | Show fight !                     | フューチャーガールズ           | 第4回選抜総選挙で49位 - 64位となったメンバーで構成                             |
| ギンガムチェック               | あの日の風鈴                     | ウェイティングガールズ         | 第4回選抜総選挙で圏外（65位以下）となったメンバーで構成                        |
| UZA                            | 次のSeason                       | アンダーガールズ               |                                                                                |
| So long !                      | Waiting room                     | アンダーガールズ               |                                                                                |
| さよならクロール               | バラの果実                       | アンダーガールズ               |                                                                                |
| 恋するフォーチュンクッキー     | 愛の意味を考えてみた             | アンダーガールズ               | 第5回選抜総選挙で17位 - 32位となったメンバーで構成                             |
| 恋するフォーチュンクッキー     | 今度こそエクスタシー             | ネクストガールズ               | 第5回選抜総選挙で33位 - 48位となったメンバーで構成                             |
| 恋するフォーチュンクッキー     | 推定マーマレード                 | フューチャーガールズ           | 第5回選抜総選挙で49位 - 64位となったメンバーで構成                             |
| ハート・エレキ                 | 快速と動体視力                   | アンダーガールズ               |                                                                                |
| 前しか向かねえ                 | 昨日よりもっと好き               | Smiling Lions                  |                                                                                |
| 前しか向かねえ                 | 君の嘘を知っていた               | Beauty Giraffes                |                                                                                |
| 前しか向かねえ                 | 秘密のダイアリー                 | Baby Elephants                 |                                                                                |
| 前しか向かねえ                 | KONJO                            | Talking Chimpanzees            |                                                                                |
| 心のプラカード                 | 誰かが投げたボール               | アンダーガールズ               | 第6回選抜総選挙で17位 - 32位となったメンバーで構成                             |
| 心のプラカード                 | ひと夏の反抗期                   | ネクストガールズ               | 第6回選抜総選挙で33位 - 48位となったメンバーで構成                             |
| 心のプラカード                 | 性格が悪い女の子                 | フューチャーガールズ           | 第6回選抜総選挙で49位 - 64位となったメンバーで構成                             |
| 心のプラカード                 | チューインガムの味がなくなるまで | アップカミングガールズ         | 第6回選抜総選挙で65位 - 80位となったメンバーで構成                             |
| 希望的リフレイン               | 今、Happy                        | ばら組                         |                                                                                |
| 希望的リフレイン               | Ambulance                        | ゆり組                         |                                                                                |
| 希望的リフレイン               | 歌いたい                         | かとれあ組                     |                                                                                |
| ハロウィン・ナイト             | さよならサーフボード             | アンダーガールズ               | 第7回選抜総選挙で17位 - 32位となったメンバーで構成                             |
| ハロウィン・ナイト             | 水の中の伝導率                   | ネクストガールズ               | 第7回選抜総選挙で33位 - 48位となったメンバーで構成                             |
| ハロウィン・ナイト             | 君にウェディングドレスを…        | フューチャーガールズ           | 第7回選抜総選挙で49位 - 64位となったメンバーで構成                             |
| ハロウィン・ナイト             | 君だけが秋めいていた             | アップカミングガールズ         | 第7回選抜総選挙で65位 - 80位となったメンバーで構成                             |
| 唇にBe My Baby                 | 君を君を君を…                    | 次世代選抜                     |                                                                                |
| 君はメロディー                 | LALALAメッセージ                 | AKB48次世代選抜                | 選抜メンバーも一部参加                                                         |
| LOVE TRIP/しあわせを分けなさい | 伝説の魚                         | アンダーガールズ               | 第8回選抜総選挙で17位 - 32位となったメンバーで構成                             |
| LOVE TRIP/しあわせを分けなさい | 進化してねえじゃん               | ネクストガールズ               | 第8回選抜総選挙で33位 - 48位となったメンバーで構成                             |
| LOVE TRIP/しあわせを分けなさい | 岸が見える海から                 | フューチャーガールズ           | 第8回選抜総選挙で49位 - 64位となったメンバーで構成                             |
| LOVE TRIP/しあわせを分けなさい | 2016年のInvitation               | アップカミングガールズ         | 第8回選抜総選挙で65位 - 80位となったメンバーで構成                             |
| ハイテンション                 | 抑えきれない衝動                 | ウェイティングサークル         |                                                                                |
| ハイテンション                 | また あなたのことを考えてた      | チームボーカル                 |                                                                                |
| シュートサイン                 | アクシデント中                   | AKB48 U-19選抜                 | 選抜メンバーも一部参加                                                         |
| #好きなんだ                    | だらしない愛し方                 | アンダーガールズ               | 第9回選抜総選挙で17位 - 32位となったメンバーで構成                             |
| #好きなんだ                    | 戸惑ってためらって               | ネクストガールズ               | 第9回選抜総選挙で33位 - 48位となったメンバーで構成                             |
| #好きなんだ                    | 自分たちの恋に限って             | フューチャーガールズ           | 第9回選抜総選挙で49位 - 64位となったメンバーで構成                             |
| #好きなんだ                    | 月の仮面                         | アップカミングガールズ         | 第9回選抜総選挙で65位 - 80位となったメンバーで構成                             |
| #好きなんだ                    | プライベートサマー               | SHOWROOM選抜                   | AKB48 49thシングル 選抜総選挙 × SHOWROOMで1位 - 16位となったメンバーで構成     |
| 11月のアンクレット             | 野蛮な求愛                       | ダンス選抜                     | 選抜メンバーも一部参加                                                         |
| 11月のアンクレット             | 法定速度と優越感                 | U-17選抜                       | 選抜メンバーも一部参加                                                         |
| 11月のアンクレット             | 予想外のストーリー               | ボーカル選抜                   | 選抜メンバーも一部参加                                                         |
| ジャーバージャ                 | Position                         | AKB48若手選抜                  | 選抜メンバーも一部参加                                                         |
| Teacher Teacher                | 君は僕の風                       | AKB48グループ センター試験選抜 | AKB48グループ センター試験で1位 - 16位となったメンバーで構成                   |
| センチメンタルトレイン         | サンダルじゃできない恋           | アンダーガールズ               | 第10回世界選抜総選挙で17位 - 32位となったメンバーで構成                        |
| センチメンタルトレイン         | 友達じゃないか?                  | ネクストガールズ               | 第10回世界選抜総選挙で33位 - 48位となったメンバーで構成                        |
| センチメンタルトレイン         | ある日 ふいに…                   | フューチャーガールズ           | 第10回世界選抜総選挙で49位 - 64位となったメンバーで構成                        |
| センチメンタルトレイン         | ひと夏の出来事                   | アップカミングガールズ         | 第10回世界選抜総選挙で65位 - 80位となったメンバーで構成                        |
| センチメンタルトレイン         | 波が伝えるもの                   | 第10回世界選抜総選挙記念枠     | 第10回世界選抜総選挙で81位 - 100位となったメンバーで構成                       |
| センチメンタルトレイン         | “好き”のたね                     | SHOWROOM選抜                   | AKB48 53rdシングル 世界選抜総選挙 × SHOWROOMで1位 - 16位となったメンバーで構成 |
| NO WAY MAN                     | 池の水を抜きたい                 | 池の水選抜                     |                                                                                |
| NO WAY MAN                     | わかりやすくてごめん             | PRODUCE48選抜                  | PRODUCE 48での最終順位が21位 - 58位内となったAKB48グループメンバーで構成       |
| NO WAY MAN                     | それでも彼女は                   | 大人選抜2018                   |                                                                                |
| NO WAY MAN                     | おはようから始まる世界           | U-19選抜2018                   |                                                                                |
| NO WAY MAN                     | 最強ツインテール                 | U-16選抜2018                   |                                                                                |
| NO WAY MAN                     | 夢へのプロセス                   | AiKaBu選抜                     | AiKaBuユニット選抜決定戦!で1位 - 16位となったメンバーで構成                    |
| NO WAY MAN                     | 耳を塞げ!                        | チームナイスファイト           | PRODUCE 48での最終順位が59位以下となったAKB48グループメンバーで構成            |
| ジワるDAYS                     | Generation Change                | AKB48カップリング選抜          |                                                                                |
| サステナブル                   | 青春 ダ・カーポ                  | AKB48カップリング選抜          |                                                                                |
| サステナブル                   | モニカ、夜明けだ                 | 48グループNEXT12               |                                                                                |
| 失恋、ありがとう               | 思い出マイフレンド               | 1st Campus                     |                                                                                |
| 根も葉もRumor                  | 大騒ぎ天国                       | Second Generation              | 選抜メンバーも一部参加                                                         |
| 根も葉もRumor                  | ブラックジャガー                 | First Generation               |                                                                                |
| 久しぶりのリップグロス         | Sugar night                      | SHOWROOM選抜                   | 配信バトルの獲得ポイント1位 - 8位となったメンバーで構成                        |
| 久しぶりのリップグロス         | マジか                           | 2nd Generation                 |                                                                                |
| 久しぶりのリップグロス         | 運命の歌                         | 1st Generation                 |                                                                                |
| どうしても君が好きだ           | 寝たふり                         | お料理選抜デザート部           | NTV『AKB48 サヨナラ毛利さん』の料理対決で優勝した部のメンバーで構成            |
| どうしても君が好きだ           | Da Re Da                         | Universe Girls                 |                                                                                |
| アイドルなんかじゃなかったら   | 知ったかぶりのその下に           | AKB48 U-22選抜2023             |                                                                                |
| アイドルなんかじゃなかったら   | 君は僕を覚えてるかな?            | 2nd Campus                     |                                                                                |
| アイドルなんかじゃなかったら   | In any way                       | Universe Girls                 |                                                                                |
| カラコンウインク               | 星が消えないうちに               | AKB48 U-20選抜                 |                                                                                |
| カラコンウインク               | ライオンを狙え!                  | Universe Girls                 |                                                                                |
| 恋 詰んじゃった                | 夢見てごめん                     | AKB48 U-21選抜                 |                                                                                |
| 恋 詰んじゃった                | 思いやり                         | 3rd Campus                     |                                                                                |
| まさかのConfession             | タイムマシン不要論               | Universe Girls                 |                                                                                |
| Oh my pumpkin!                 | 意思の大木                       | Under Girls                    |                                                                                |

## センターポジション
センターポジション（センター）は、楽曲を披露するときに中心にいるメンバーであり、最も目立つが、批判も受けやすい。
AKB48劇場公演やコンサートでは、楽曲や出演チームの編成、出演メンバーにより同一の楽曲でもセンターを務める者は異なり、センター2名のダブルセンターとなる場合もある。
センター制度が初めて導入されたのは、2006年4月から始まったチームA 2nd Stage「会いたかった」公演のユニット曲「渚のCHERRY」で前田敦子が明確に目立つセンターポジションに立ち、衣装も他のメンバーと差別化された時である。

### シングル表題曲におけるセンター
備考欄において、★は初のセンターポジション、■はグループ在籍時最後のシングル表題曲のセンターポジション、●は「AKB48選抜総選挙」の結果を反映したシングル、▲は「じゃんけん大会」の結果を反映したシングルを示す。
|              | シングル | センター            | 備考         | 出典                 |
| インディーズ | インディーズ | インディーズ        | インディーズ | インディーズ         |
| ------------ | --- | ------------------- | ------------ | -------------------- |
| 1            | 桜の花びらたち | 高橋みなみ          | ★            | [ 39 ]               |
| 2            | スカート、ひらり | 高橋みなみ          |              | [ 40 ]               |
| 2            | スカート、ひらり | 前田敦子            | ★            | [ 40 ]               |
| メジャー     | |                     |              |                      |
| 1            | 会いたかった | 前田敦子            |              | [ 41 ]               |
| 2            | 制服が邪魔をする | 高橋みなみ          |              | [ 42 ]               |
| 2            | 制服が邪魔をする | 前田敦子            |              | [ 42 ]               |
| 3            | 軽蔑していた愛情 | 高橋みなみ          |              | [ 43 ]               |
| 3            | 軽蔑していた愛情 | 前田敦子            |              | [ 43 ]               |
| 4            | BINGO! | 高橋みなみ          |              | [ 44 ]               |
| 4            | BINGO! | 前田敦子            |              | [ 44 ]               |
| 5            | 僕の太陽 | 前田敦子            |              | [ 45 ]               |
| 6            | 夕陽を見ているか? | 小嶋陽菜            | ★            | [ 46 ]               |
| 6            | 夕陽を見ているか? | 前田敦子            |              | [ 46 ]               |
| 7            | ロマンス、イラネ | 小嶋陽菜            |              | [ 47 ]               |
| 7            | ロマンス、イラネ | 前田敦子            |              | [ 47 ]               |
| 8            | 桜の花びらたち2008 | 前田敦子            |              | [ 45 ]               |
| 9            | Baby! Baby! Baby! | 前田敦子            |              | [ 48 ]               |
| 10           | 大声ダイヤモンド | 前田敦子            |              | [ 49 ]               |
| 10           | 大声ダイヤモンド | 松井珠理奈（SKE48） | ★            | [ 49 ]               |
| 11           | 10年桜 | 前田敦子            |              | [ 50 ]               |
| 11           | 10年桜 | 松井珠理奈（SKE48） |              | [ 50 ]               |
| 12           | 涙サプライズ! | 前田敦子            |              | [ 51 ]               |
| 13           | 言い訳Maybe | 前田敦子            | ●            | [ 52 ]               |
| 14           | RIVER | 高橋みなみ          |              | [ 53 ]               |
| 14           | RIVER | 前田敦子            |              | [ 53 ]               |
| 15           | 桜の栞 | 高橋みなみ          |              | [ 54 ]               |
| 15           | 桜の栞 | 前田敦子            |              | [ 54 ]               |
| 16           | ポニーテールとシュシュ | 高橋みなみ          |              | [ 55 ]               |
| 16           | ポニーテールとシュシュ | 前田敦子            |              | [ 55 ]               |
| 17           | ヘビーローテーション | 大島優子            | ●★           | [ 56 ]               |
| 18           | Beginner | [ 注釈 60 ]         |              | [ 57 ] [ 58 ] [ 59 ] |
| 19           | チャンスの順番 | 内田眞由美          | ▲★■          | [ 60 ]               |
| 20           | 桜の木になろう | 前田敦子            |              | [ 61 ]               |
| 21           | Everyday、カチューシャ | 前田敦子            |              | [ 62 ]               |
| 22           | フライングゲット | 前田敦子            | ●            | [ 63 ]               |
| 23           | 風は吹いている | 前田敦子            |              | [ 64 ]               |
| 23           | 風は吹いている | 大島優子            |              | [ 64 ]               |
| 24           | 上からマリコ | 篠田麻里子          | ▲★■          | [ 65 ]               |
| 25           | GIVE ME FIVE! | 前田敦子            |              | [ 66 ]               |
| 26           | 真夏のSounds good ! | 前田敦子            | ■            | [ 67 ]               |
| 27           | ギンガムチェック | 大島優子            | ●            | [ 56 ]               |
| 28           | UZA | 大島優子            |              | [ 64 ]               |
| 28           | UZA | 松井珠理奈（SKE48） |              | [ 64 ]               |
| 29           | 永遠プレッシャー | 島崎遥香            | ▲★           | [ 68 ]               |
| 30           | So long ! | 渡辺麻友            | ★            | [ 69 ]               |
| 31           | さよならクロール | 板野友美            | ★■           | [ 56 ]               |
| 31           | さよならクロール | 大島優子            |              | [ 56 ]               |
| 31           | さよならクロール | 島崎遥香            |              | [ 56 ]               |
| 31           | さよならクロール | 渡辺麻友            |              | [ 56 ]               |
| 32           | 恋するフォーチュンクッキー | 指原莉乃（HKT48）   | ●★           | [ 70 ]               |
| 33           | ハート・エレキ | 小嶋陽菜            |              | [ 71 ]               |
| 34           | 鈴懸の木の道で「君の微笑みを夢に見る」 と言ってしまったら 僕たちの関係はどう変わってしまうのか、 僕なりに何日か考えた上での やや気恥ずかしい結論のようなもの | 松井珠理奈（SKE48） | ▲            | [ 72 ]               |
| 35           | 前しか向かねえ | 大島優子            | ■            | [ 56 ]               |
| 36           | ラブラドール・レトリバー | 渡辺麻友            |              | [ 69 ]               |
| 37           | 心のプラカード | 渡辺麻友            | ●            | [ 69 ]               |
| 38           | 希望的リフレイン | 渡辺麻友            |              | [ 73 ]               |
| 38           | 希望的リフレイン | 宮脇咲良（HKT48）   | ★            | [ 73 ]               |
| 39           | Green Flash | 小嶋陽菜            |              | [ 71 ]               |
| 39           | Green Flash | 柏木由紀            | ★            | [ 71 ]               |
| 40           | 僕たちは戦わない | 島崎遥香            |              | [ 68 ]               |
| 41           | ハロウィン・ナイト | 指原莉乃（HKT48）   | ●            | [ 70 ]               |
| 42           | 唇にBe My Baby | 高橋みなみ          | ■            | [ 39 ]               |
| 43           | 君はメロディー | 宮脇咲良（HKT48）   | [ 注釈 65 ]  | [ 73 ]               |
| 44           | 翼はいらない | 向井地美音          | ★            | [ 74 ]               |
| 45           | LOVE TRIP/しあわせを分けなさい | 指原莉乃（HKT48）   | ●            | [ 75 ]               |
| 46           | ハイテンション | 島崎遥香            | ■            | [ 76 ]               |
| 47           | シュートサイン | 小嶋陽菜            | ■            | [ 77 ]               |
| 48           | 願いごとの持ち腐れ | 松井珠理奈（SKE48） | [ 注釈 66 ]  | [ 78 ]               |
| 48           | 願いごとの持ち腐れ | 宮脇咲良（HKT48）   | [ 注釈 66 ]  | [ 78 ]               |
| 49           | #好きなんだ | 指原莉乃（HKT48）   | ●            | [ 79 ]               |
| 50           | 11月のアンクレット | 渡辺麻友            | ■            | [ 80 ]               |
| 51           | ジャーバージャ | 岡田奈々            | ★            | [ 81 ]               |
| 52           | Teacher Teacher | 小栗有以            | ★            | [ 82 ]               |
| 53           | センチメンタルトレイン | （不在）            | ●            | [ 84 ]               |
| 54           | NO WAY MAN | 宮脇咲良（HKT48）   | ■            | [ 85 ]               |
| 55           | ジワるDAYS | 指原莉乃（HKT48）   | ■            | [ 86 ]               |
| 56           | サステナブル | 矢作萌夏            | ★■           | [ 87 ]               |
| 57           | 失恋、ありがとう | 山内瑞葵            | ★            | [ 88 ]               |
| 58           | 根も葉もRumor | 岡田奈々            | ■            | [ 89 ]               |
| 59           | 元カレです | 本田仁美            | ★            | [ 90 ]               |
| 60           | 久しぶりのリップグロス | 千葉恵里            | ★            | [ 91 ]               |
| 61           | どうしても君が好きだ | 本田仁美            | ■            | [ 92 ]               |
| 62           | アイドルなんかじゃなかったら | 小栗有以            |              | [ 93 ]               |
| 63           | カラコンウインク | 柏木由紀            | ■            | [ 94 ]               |
| 64           | 恋 詰んじゃった | 佐藤綺星            | ★            | [ 95 ]               |
| 65           | まさかのConfession | 八木愛月            | ★            | [ 96 ]               |
| 66           | Oh my pumpkin! | 小栗有以            |              | [ 97 ]               |